# Età giulio-claudia
La cosiddetta età giulio-claudia rappresentò, nell'ambito dell'intera storia romana, il primo periodo imperiale e sicuramente uno dei suoi più fiorenti (dal 27 a.C. al 68 d.C.).

## Contesto storico

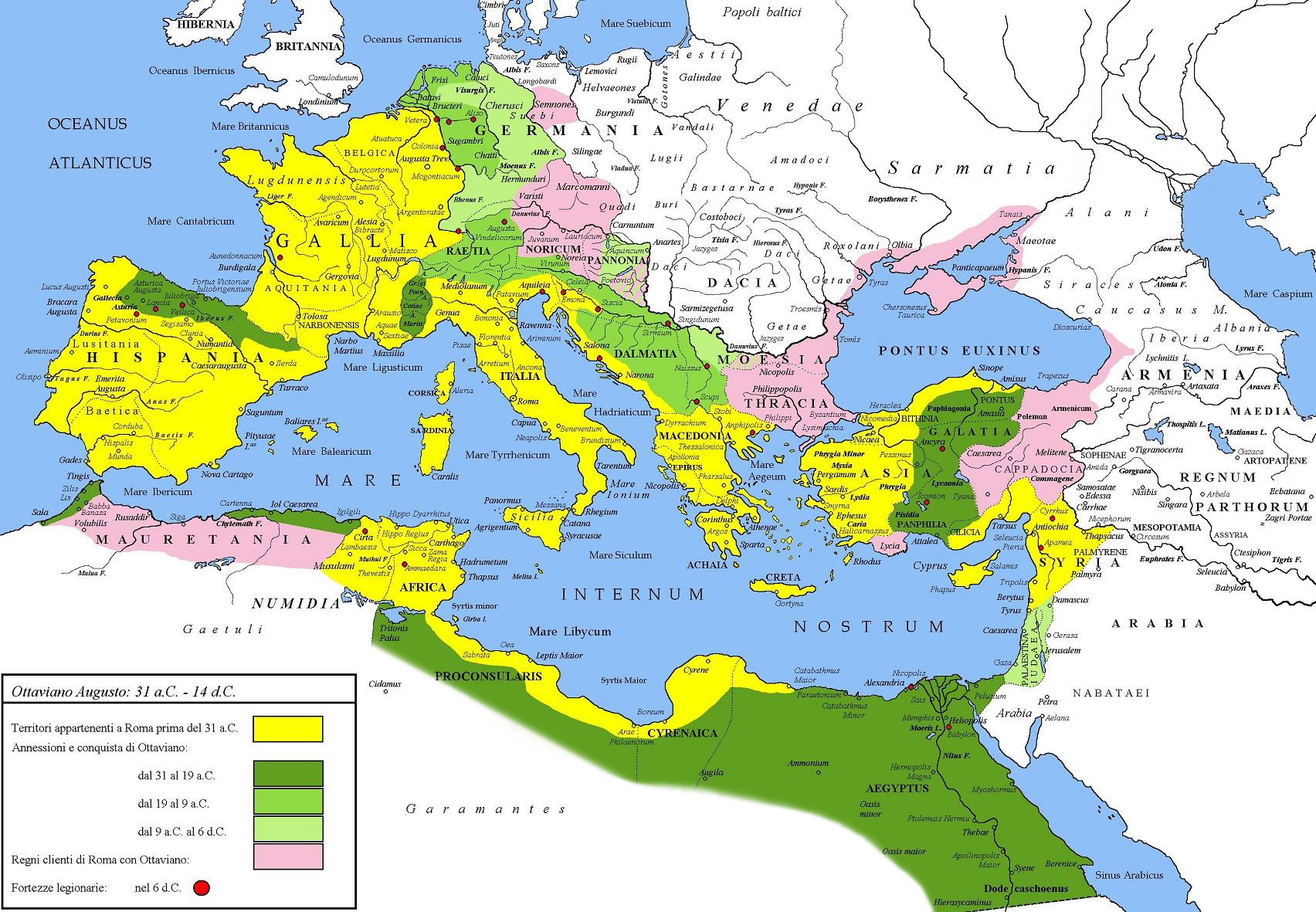
Le conquiste di Augusto fino al 6, prima della disfatta di Varo nella selva di Teutoburgo.

Questo periodo rappresentò un momento di svolta nella storia di Roma e il definitivo passaggio dal periodo repubblicano al principato. La rivoluzione dal vecchio al nuovo sistema politico contrassegnò anche la sfera economica, militare, amministrativa, giuridica e culturale.
Quando infatti la Repubblica romana (509 a.C. - 31 a.C.) era ormai preda di una crisi istituzionale irreversibile, Gaio Giulio Cesare Ottaviano, pronipote di Giulio Cesare e da lui adottato, rafforzò la sua posizione con la sconfitta del suo unico rivale per il potere, Marco Antonio, nella battaglia di Azio. Anni di guerra civile avevano lasciato Roma quasi senza legge. Essa, tuttavia, non era ancora del tutto disposta ad accettare il controllo di un despota, almeno formalmente. Ottaviano agì infatti astutamente. Per prima cosa sciolse il suo esercito ed indisse le elezioni. Ottenne, in tal modo, la prestigiosa carica di console. Nel 27 a.C., restituì ufficialmente il potere al Senato di Roma, e si offrì di rinunciare alla sua personale supremazia militare ed egemonia sull'Egitto. Non solo il Senato respinse la proposta, ma gli fu anche dato il controllo della Spagna, della Gallia e della Siria. Poco dopo, il Senato gli concesse anche l'appellativo di "Augusto". Nel 23 a.C., dopo aver rinunciato al conosolato, si assicurò il controllo effettivo, assumendo alcune "prerogative" legate alle antiche magistrature repubblicane. Gli fu, innanzitutto, garantita a vita la tribunicia potestas, legata in origine alla magistratura dei tribuni della plebe, che gli permetteva di convocare il Senato, di decidere, porre questioni avanti ad esso, porre il veto alle decisioni di tutte le magistrature repubblicane e di fruire della sacrale inviolabilità della propria persona. Ricevette, inoltre, l'imperium proconsolare maximo, ossia il comando supremo su tutte le milizie in tutte le provincie (questa era una delle prerogativa del proconsole nella regione di sua competenza).

Ad Augusto successero altri quattro principi della cosiddetta dinastia giulio-claudia, che dopo di lui governarono l'impero dal 27 a.C. al 68 d.C., quando l'ultimo della linea, Nerone, si suicidò, si dice, aiutato da un liberto. Tale dinastia venne così chiamata dal nomen (il nome di famiglia) dei primi due imperatori: Gaio Giulio Cesare Ottaviano (l'imperatore Augusto), adottato da Cesare e dunque membro della famiglia Giulia (gens Giulia) e Tiberio Claudio Nerone (l'imperatore Tiberio figlio di primo letto di Livia, moglie di Augusto), appartenente per nascita alla famiglia Claudia (gens Claudia). Gli imperatori della dinastia furono: Augusto (27 a.C. – 14), Tiberio (14 – 37), Caligola (37 – 41), Claudio (41 – 54) e Nerone (54 – 68)

## Società e governo
Augusto sapeva che il potere necessario per un governo assoluto non sarebbe derivato né dalla dittatura, messa fuori legge da Antonio nel 44 a.C., né dal consolato. Nel 23 a.C., pur rinunciando a questa carica, si assicurò il controllo effettivo dell'intero Impero romano, assumendo alcune "prerogative" legate alle antiche magistrature repubblicane. Gli fu, innanzitutto, garantita a vita la tribunicia potestas, legata in origine alla magistratura dei tribuni della plebe, che gli permetteva di convocare il Senato, di decidere, porre questioni avanti ad esso, porre il veto alle decisioni di tutte le magistrature repubblicane e di fruire della sacrale inviolabilità della propria persona. Ricevette, inoltre, l'imperium proconsolare maximo, ossia il comando supremo su tutte le milizie in tutte le provincie (questa era una delle prerogative del proconsole nella regione di sua competenza). Il conferimento da parte del Senato di queste due prerogative gli dava autorità suprema in tutte le questioni riguardanti il governo del territorio. Il 27 a.C. e il 23 a.C. segnano le principali tappe di questa vera e propria riforma costituzionale, con la quale si considera che Augusto assumesse concretamente i poteri propri di imperatore. Egli tuttavia fu solito usare titoli quali "Principe" o "Primo Cittadino".
Con i nuovi poteri che gli erano stati conferiti, Augusto riorganizzò l'amministrazione dell'Impero negli oltre quarant'anni di principato, introducendo riforme d'importanza cruciale per i successivi tre secoli:
- riformò il cursus honorum di tutte le principali magistrature romane, ricostruendo la nuova classe politica e aristocratica, e formando una nuova classe dinastica;
- riordinò il nuovo sistema amministrativo provinciale anche grazie alla creazione di numerose colonie e municipi che favorirono la romanizzazione dell'intero bacino del Mediterraneo;
- riorganizzò forze armate di terra (con l'introduzione di milizie specializzate per la difesa e la sicurezza dell'Urbe, come le coorti urbane, i vigiles e la guardia pretoriana) e di mare (con la formazione di nuove flotte in Italia e nelle provincie);
- riformò il sistema di difese dei confini imperiali, acquartierando in modo permanente legioni e auxilia in fortezze e forti lungo l'intero limes;
- fece di Roma una città monumentale con la costruzione di numerosi nuovi edifici, avvalendosi di un collaboratore come Marco Vipsanio Agrippa;
- favorì la rinascita economica e il commercio, grazie alla pacificazione dell'intera area mediterranea, alla costruzione di porti, strade, ponti e ad un piano di conquiste territoriali senza precedenti,[4] che portarono all'erario romano immense e insperate risorse (basti pensare al tesoro tolemaico o al grano egiziano, alle miniere d'oro dei Cantabri o quelle d'argento dell'Illirico);
- promosse una politica sociale più equa verso le classi meno abbienti, con continuative elargizioni di grano e la costruzione di nuove opere di pubblica utilità (come terme, acquedotti e fori);
- diede nuovo impulso alla cultura, grazie anche all'aiuto di Mecenate.
- introdusse una serie di leggi a protezione della famiglia e del mos maiorum chiamate Leges Iuliae.
- riordinò il sistema monetario (23-15 a.C.), che rimase praticamente immutato per due secoli.

Fu un maestro nell'arte della propaganda, favorendo il consenso dei cittadini alle sue riforme. La pacificazione delle guerre civili fu celebrata come una nuova età dell'oro dagli scrittori e poeti contemporanei, come Orazio, Livio e soprattutto Virgilio. La celebrazione di giochi ed eventi speciali rafforzavano la sua popolarità.
Il controllo assoluto dello Stato gli permise di indicare il suo successore, nonostante il formale rispetto della forma repubblicana e creando così una vera e propria "monarchia ereditaria". Quando il 9 agosto 14, Augusto morì, Tiberio ebbe la via libera per assumere lo stesso potere che aveva avuto il padre adottivo.

### IlPrinceps, il Senato e l'ordine equestre
Ottaviano divenne di fatto il padrone assoluto dello Stato romano dopo la vittoria di Azio, anche se formalmente Roma era ancora una repubblica e Ottaviano nelle sue Res Gestae riconosce di aver governato in virtù del "potitus rerum omnium per consensum universorum" ("consenso generale"), avendo per questo motivo ricevuto una sorta di perpetua tribunicia potestas (certamente un fatto extra-costituzionale).
Finché questo consenso continuò a comprendere l'appoggio leale degli eserciti, Ottaviano poté governare al sicuro, e la sua vittoria costituì, di fatto, la vittoria dell'Italia sul vicino Oriente; la garanzia che mai l'impero romano avrebbe potuto trovare altrove il suo equilibrio e il suo centro al di fuori di Roma.

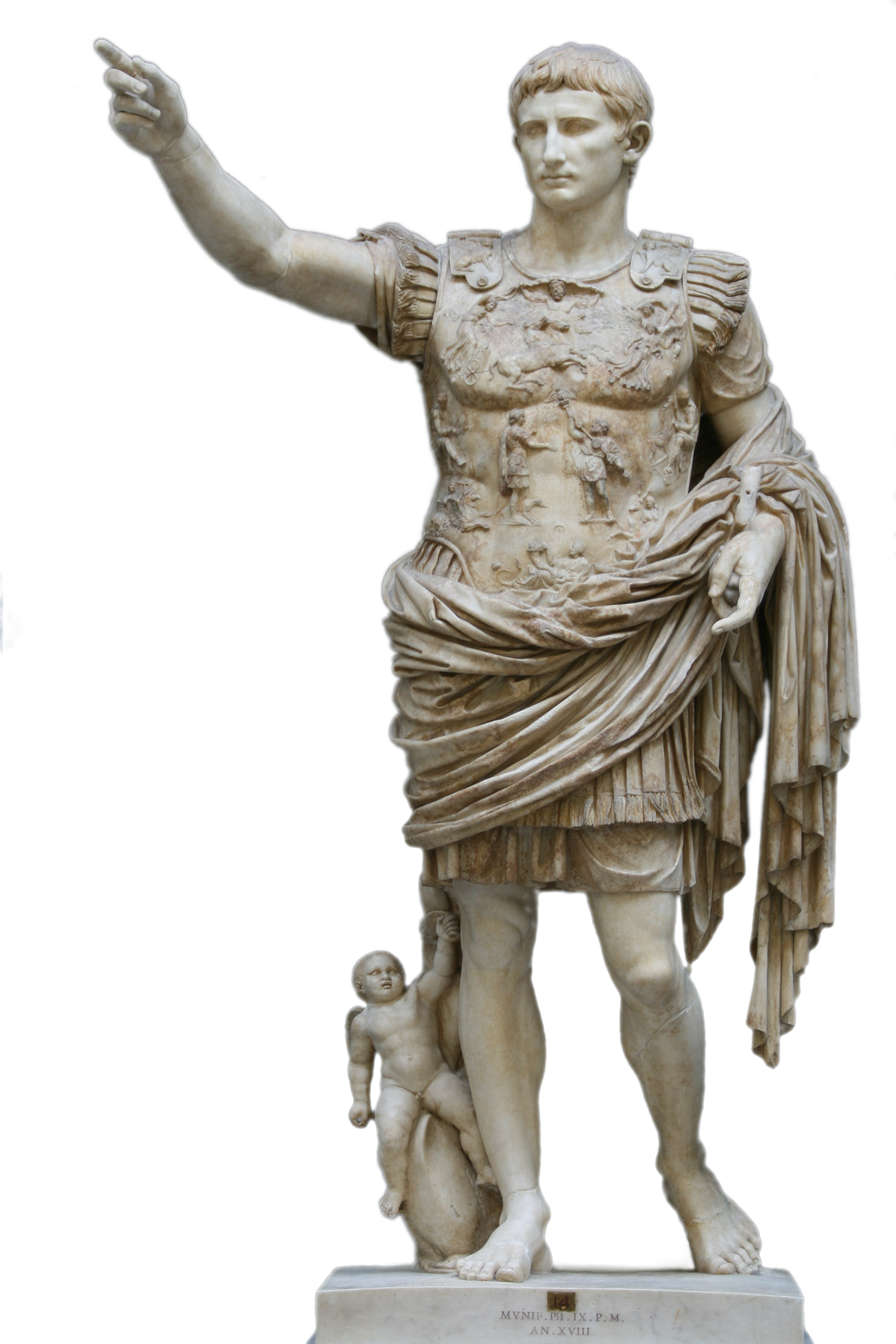
Statua del primo imperatore romano, Augusto, proveniente da Prima Porta.

Il senato gli conferì progressivamente onori e privilegi, ma il problema che Ottaviano doveva risolvere consisteva nella trasformazione della sostanza dei rapporti istituzionali, lasciando intatta la forma repubblicana. I fondamenti del reale potere vennero individuati nell'imperium e nella tribunicia potestas: il primo, proprio dei consoli, conferiva a chi ne era titolare il potere esecutivo, legislativo e militare, mentre la seconda, propria dei tribuni della plebe, offriva la facoltà di opporsi alle decisioni del senato, controllandone la politica grazie al diritti di veto. Ottaviano cercò di ottenere tali poteri evitando di alterare le istituzioni repubblicane e dunque senza farsi eleggere a vita console e tribuno della plebe ed evitando inoltre la soluzione cesariana (Giulio Cesare era stato eletto, prima annualmente e poi a vita Dittatore).
Nel 27 a.C. Ottaviano, restituì formalmente nelle mani del senato e del popolo romano i poteri straordinari assunti per la guerra contro Marco Antonio, ricevendo in cambio: il titolo di console da rinnovare annualmente, una potestas con maggiore auctoritas rispetto agli altri magistrati (consoli e proconsoli), poiché aveva diritto di veto in tutto l'Impero, a sua volta non assoggettato ad alcun veto da parte di qualunque altro magistrato; l'imperium proconsolare decennale, rinnovatogli poi nel 19 a.C., sulle cosiddette province "imperiali" (compreso il controllo dei tributi delle stesse), vale a dire le province dove fosse necessario un comando militare, ponendolo di fatto a capo dell'esercito; il titolo di Augusto, cioè "degno di venerazione e di onore", che sancì la sua posizione sacra che si fondava sul consensus universorum di senato e popolo romano; l'utilizzo del titolo di Princeps ("primo cittadino"); il diritto di condurre trattative con chiunque volesse, compreso il diritto di dichiarare guerra o stipulare trattati di pace con qualunque popolo straniero.
Questi poteri decretarono che le province fossero divise in senatorie, rette da magistrati eletti dal senato, e imperiali, rette da magistrati sottoposti al diretto controllo di Augusto; faceva eccezione l'Egitto, retto da un prefetto di rango equestre, munito di un imperium delegato da Augusto ad similitudinem proconsulis. L'imperium gli consentì di assumere direttamente il comando delle legioni stanziate nelle province "non pacatae" e di avere così costantemente a disposizione una forza militare a garanzia del suo potere, nel nesso inscindibile tra esercito e proprio comandante che era stato creato dalla riforma di Gaio Mario, ormai vecchia più di un secolo. L'imperium gli garantiva, inoltre, la gestione diretta dell'amministrazione e la facoltà di emanare decreta, decisioni di carattere giurisdizionale, ed edicta, decisioni di carattere legislativo.
Sotto il controllo del senato restarono le truppe di stanza nelle province senatoriali, le quali furono rette da un proconsole o propretore. Il senato stesso avrebbe potuto in qualunque momento emanare un senatus consultum limitando o revocando i poteri conferiti.
Nel 23 a.C. fu conferita ad Augusto, la tribunicia potestas a vita (che secondo alcuni gli era stata attribuita già dal 28 a.C.), la quale divenne la vera base costituzionale del potere imperiale: comportava infatti l'inviolabilità della persona e il diritto di intervenire in tutti i rami della pubblica amministrazione, e questo senza i vincoli repubblicani della collegialità della carica e della sua durata annuale. Particolarmente significativo fu il diritto di veto, che garantì ad Augusto la facoltà di bloccare qualunque iniziativa legislativa che considerasse pericolosa per la propria autorità. Nello stesso anno l'imperium di cui già godeva divenne  imperium proconsolare maius et infinitum, in modo da comprendere anche le province senatorie: tutte le forze armate dello Stato romano dipendevano ora da lui.
E ancora gli furono conferite nuove onorificenze negli anni a venire. Nel 12 a.C., quando il pontefice massimo Lepido morì, Ottaviano ne prese il titolo divenendo il capo religioso di Roma. Nell'8 a.C. fu emanata la Lex Iulia maiestatis in cui per la prima volta venne punita l'offesa alla "maestà" dell'imperatore, foriero poi di conseguenze negative per tutto il periodo successivo. E per finire, nel 2 a.C., anno dell'inaugurazione del tempio di Marte Ultore e del Foro di Augusto, gli fu conferito il titolo onorifico di "Padre della patria" (Pater Patriae).

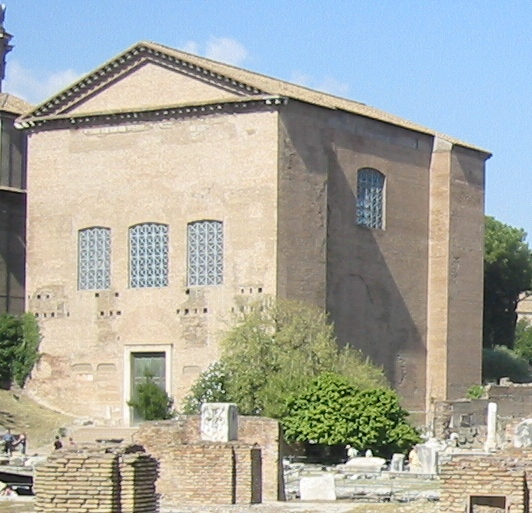
La Curia Iulia nel Foro Romano, dove si riuniva abitualmente il senato.

Sempre Augusto volle riordinare il cursus honorum sia dell'ordine senatoriale sia di quello equestre, distinguendo prima di tutto le carriere superiori dalle inferiori. Egli dettò dei parametri d'avanzamento che comunque, in particolare per l'ordine equestre, videro la loro completa definizione a partire da Claudio, se non dai Flavi. 
- Quelle senatoriali:
  - cariche preliminari: vigintivir, tribuno laticlavio;
  - cariche intermedie: curatore, legato, proconsole, ecc.;
  - Magistrature: questore, edile o tribuno della plebe, pretore e Console;
  - Sacerdozi.
- Quelle Equestri:
  - Milizie equestri: prefetto di coorte, tribuno angusticlavio di legione, triplo tribunato a Roma (vigili, coorti urbane, coorti pretorie) prefetto d'ala;
  - Procuratele: di carattere palatino (uffici di Roma) e di diversa natura, cancelleresco o tributario (es. a studiis, ab epistulis, XX hereditatium), finanziario provinciale (di maggior rango in province con più di una legione es. Belgica et duarum Germaniarum, Syria) e presidiale (di maggior rango in province con più auxilia es. Mauretania, Rezia etc);
  - Prefetture: di flotta, dei vigili, dell'annona, d'Egitto, del pretorio; tali prefetture costituivano il cosiddetto Fastigium equestre, cioè l'apice della carriera di un cavaliere;
  - Sacerdozi.
  - La carriera equestre si divideva essenzialmente in tre categorie di rango; C (centenario), CC (ducenario), CCC (tricenario), che corrispondevano al reddito annuo percepito: 100.000, 200.000 o 300.000 sesterzi.

|  |  |

Tiberio, che successe ad Augusto nel 14, non si distinse mai per nessuna tendenza al rinnovamento. Durante il suo regno dimostrò, anzi, un rigido rispetto per la tradizione augustea, cercando di osservare tutte le istruzioni di Augusto. Suo scopo era quello di salvaguardare l'Impero, assicurandone la tranquillità interna ed esterna, oltre a consolidare il nuovo ordinamento evitando, tuttavia, che esso assumesse le caratteristiche di un dominato. Per mettere in atto questo suo piano utilizzò quali collaboratori e consiglieri personali molti di quegli ufficiali che lo avevano seguito nel corso delle lunghe e numerose campagne militari, durate quasi quarant'anni. Vi è da aggiungere che l'amministrazione dello Stato durante i primi anni di principato fu riconosciuta da tutti ottima per buon senso e moderazione. Lo stesso Tacito apprezzò le capacità del nuovo princeps almeno fino alla morte del figlio Druso avvenuta nel 23.
La stessa cosa dicasi nelle relazioni tra Tiberio e la nobilitas senatoriale, che furono, tuttavia, diverse da quelle instauratesi con Augusto. Il nuovo imperatore, infatti, appariva, per meriti ed ascendenze, diverso dal patrigno, che aveva posto fine alle guerre civili, riportato la pace all'impero, e ottenuto di conseguenza una grandissima autorevolezza. Tiberio dovette quindi basare il rapporto tra princeps e nobiltà senatoriale su una moderatio che accresceva il potere di entrambi, sovrapponendolo a quello del tradizionale ordine gerarchico; stabilì, inoltre, una netta distinzione tra gli onori che andavano tributati agli imperatori viventi e il culto di quelli defunti divinizzati. Nonostante questi provvedimenti, che contribuivano a mantenere in vita la "finzione repubblicana", non mancarono, accanto agli adulatori, esponenti della classe senatoriale che osteggiarono fortemente l'opera di Tiberio. Tuttavia nei primi anni Tiberio, seguendo il modello augusteo, cercò sinceramente una cooperazione con il senato, partecipando sovente alle sue sedute e rispettandone la libertà di discussione, consuldandolo anche su questioni che era in grado di risolvere da solo ed ampliandone le stesse funzioni amministrative. Egli sosteneva infatti che il buon princeps deve servire il senato (bonum et salutarme principem senatui servire debere).
Le magistrature conservarono, comunque, la loro dignità, e il senato, che Tiberio consultava spesso prima di prendere decisioni in qualsiasi ambito, fu favorito mediante più provvedimenti:
- sebbene fosse consuetudine che l'imperatore segnalasse alcuni candidati alle magistrature, le elezioni avevano continuato a svolgersi, almeno formalmente, nell'assemblea dei comizi centuriati. Tiberio decise di porre fine alla consuetudine, e assegnò ai senatori il compito di eleggere i magistrati;[25]
- allo stesso modo, Tiberio decise di assegnare ai senatori il compito di giudicare i senatori stessi o i cavalieri di alto rango che si fossero macchiati di reati particolarmente gravi, come l'omicidio o il tradimento;[26]
- i senatori furono anche incaricati di giudicare, senza l'intervento dell'imperatore, l'operato dei governatori di provincia;[26]
- al senato, infine, fu assegnata la giurisdizione in campo religioso e sociale su tutta l'Italia.[27]

Claudio dopo la parentesi dispotica del nipote Caligola, a cui era succeduto nel 41, non temette le innovazioni a differenza di Tiberio. Egli fu, infatti, il primo a creare una burocrazia centralizzata, suddivisa in sezioni, materie speciali, ognuna delle quali fu posta sotto il controllo di un liberto, una specie di moderno ministro in scala ridotta. Egli avviò una forma di amministrazione pubblica imperiale, indipendente dalle tradizionali classi dei senatori e cavalieri. Il personale della nuova amministrazione centralizzata era costituito da uomini per la maggior parte di origine italica, estranei alla tradizione romana, e che dovevano fedeltà soltanto al Princeps.
Cercò comunque di accattivarsi le simpatie del Senato, stabilendo con lo stesso una sincera collaborazione, secondo le iniziali linee dettate dalla politica di Augusto, facendo un uso frequente di Senatus consulta e difendendo la posizione sociale dei senatori, riservando loro i posti migliori. Restituì, pertanto, al senato l'Acaia e la Macedonia, nel 44. Spartì le province acquisite durante il suo principato fra gli ordini equestre e senatorio: ed a quest'ultimo vennero assegnate la Britannia e la Licia.
Claudio si mostrò rispettoso dell'ordine senatorio anche partecipando attivamente alle sue sedute. La presenza alle riunioni era rigorosamente obbligatoria per i suoi membri e l'assenteismo punito. I dibattiti dovevano essere reali, non dovevano, al contrario, costituire una semplice questione di assenso formale. Nel 47-48 rivide l'intera lista senatoria, eliminando quei membri inadatti ed introducendo solo uomini che avessero maturato meriti anche in provincia, poiché voleva che il senato fosse formato dalle migliori menti dell'impero. È vero anche che la maggiore interferenza con il Senato fu la creazione di un sistema amministrativo centralizzato. Claudio fu dunque il primo imperatore ad ammettere in senato uomini provenienti da una provincia, la Gallia Comata; fornendo così agli imperatori successivi una via per completare l'integrazione dei popoli che facevano parte dell'impero di Roma.

### Successione ereditaria e dinastia giulio-claudia

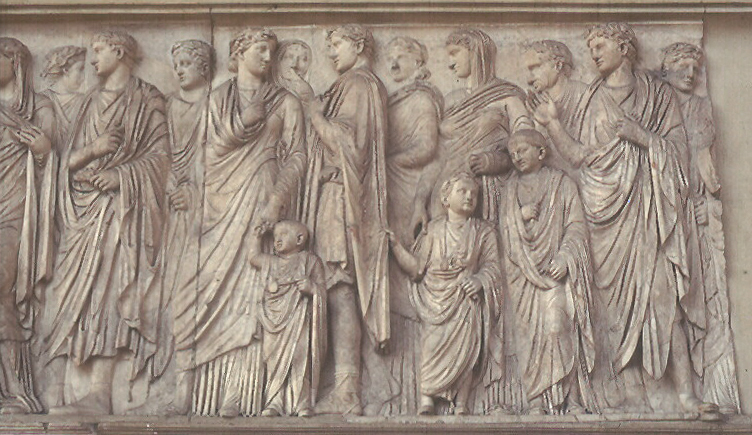
Processione della famiglia di Augusto sul lato sud dell'Ara Pacis: la gens Giulio-Claudia.

La successione fu una delle più grandi preoccupazioni della vita di Augusto, spesso affetto da malattie che avevano fatto più volte temere una sua morte prematura. Il princeps aveva sposato nel 42 a.C. Clodia Pulcra, figliastra di Antonio, ma l'aveva poi ripudiata l'anno successivo (41 a.C.), per sposare prima Scribonia e, poco dopo, Livia Drusilla.
Per alcuni anni Augusto sperò di avere come erede il nipote Marco Claudio Marcello, figlio di sua sorella Ottavia, che fece sposare con sua figlia Giulia, nel 25 a.C. Marcello fu così adottato, ma morì ancora in giovanissima età due anni più tardi. Augusto costrinse allora l'amico fraterno, Marco Vipsanio Agrippa, a sposare la giovanissima Giulia, scegliendo dunque come successore il fidato amico, cui attribuì l'imperium proconsolare e la tribunicia potestas. Tuttavia anche Agrippa morì prima di Augusto, nel 12 a.C., mentre si distinguevano per le loro imprese Druso, favorito dello stesso Augusto, e Tiberio. Dopo la prematura morte di Druso, il princeps diede la figlia Giulia in sposa a Tiberio, ma adottò i figli di Agrippa, Gaio e Lucio Cesare: anch'essi morirono però in giovane età, non senza che si sospettasse un coinvolgimento di Livia. Augusto, dunque, non poté che adottare Tiberio, poiché l'unico altro discendente diretto di sesso maschile ancora in vita, il figlio di Agrippa, Agrippa Postumo, appariva brutale e del tutto privo di buone qualità, ed era stato mandato al confino nell'isola di Pianosa.
E così Tiberio, dopo aver portato a termine le operazioni in Germania, celebrò in Roma il trionfo per la campagna in Dalmazia e Pannonia nell'ottobre del 12, in occasione del quale si prostrò pubblicamente di fronte ad Augusto, e ottenne nel 13 il rinnovo della tribunicia potestas e l'imperium proconsulare maius, titoli che ne completavano di fatto la successione, elevandolo al rango effettivo di coreggente, insieme allo stesso Augusto: poteva, dunque, amministrare le province, comandare gli eserciti, ed esercitare pienamente il potere esecutivo. Tuttavia già dal momento della sua adozione Tiberio aveva iniziato a prendere parte attiva al governo dello Stato, coadiuvando il patrigno nella promulgazione delle leggi e nell'amministrazione.
Con la morte di Augusto (19 agosto del 14) e dopo la seduta del Senato del 17 settembre di quello stesso anno, Tiberio divenne il successore di Augusto alla guida dello Stato romano, mantenendo la tribunicia potestas e l'imperium proconsulare maius insieme agli altri poteri di cui aveva usufruito Augusto, e assumendo il titolo di princeps. Rimase imperatore per quasi ventitré anni, fino alla sua morte, nel 37. Il suo primo atto fu quello ratificare la divinizzazione di suo padre adottivo, Augusto (divus Augustus), come in precedenza era stato fatto con Gaio Giulio Cesare. A Tiberio successe il figlio di Germanico, Caligola, a cui a sua volta subentrò lo zio Claudio nel 41. Nel 54 infine ereditava il trono l'ultimo membro della dinastia, Nerone, figlio adottivo di Claudio, che regnò fino al 68.
- (1) = primo coniuge
- (2) = secondo coniuge (non mostrato)
- (3) = terzo coniuge
- la linea tratteggiata indica l'adozione (se verso il basso) o il matrimonio (se laterale)

|                      |                      |                      |                      |                      |                      |                          |                 |                     |                     |                     |                     |                         |                        |                        |                        |                        |                        |                    |                    | Gaio Giulio Cesare I  |                       |                                                       |                                                       |                                                       |                                                       |                                                       |                                                       |                    |                    |                        |                        |                        |                        |                        |                        |                                |                                |                                |                                |                                |                                |                         |                         |                         |                         |                         |                         |                 |                 |                         |                         |                         |                         |                         |                         |                   |                   |                   |                   |                   |                   |  |  |  |  |  |  |  |  |  |  |  |  |  |  |  |  |  |  |  |  |  |  |  |  |
|                      |                      |                      |                      |                      |                      |                          |                 |                     |                     |                     |                     |                         |                        |                        |                        |                        |                        |                    |                    |                       |                       |                                                       |                                                       |                                                       |                                                       |                                                       |                                                       |                    |                    |                        |                        |                        |                        |                        |                        |                                |                                |                                |                                |                                |                                |                         |                         |                         |                         |                         |                         |                 |                 |                         |                         |                         |                         |                         |                         |                   |                   |                   |                   |                   |                   |  |  |  |  |  |  |  |  |  |  |  |  |  |  |  |  |  |  |  |  |  |  |  |  |
|                      |                      |                      |                      |                      |                      |                          |                 |                     |                     |                     |                     |                         |                        |                        |                        |                        |                        |                    |                    | Gaio Giulio Cesare II | Gaio Giulio Cesare II | Gaio Giulio Cesare II                                 | Gaio Giulio Cesare II                                 | Gaio Giulio Cesare II                                 | Gaio Giulio Cesare II                                 |                                                       |                                                       |                    |                    |                        |                        | Marcia Regia           | Marcia Regia           | Marcia Regia           | Marcia Regia           | Marcia Regia                   | Marcia Regia                   |                                |                                |                                |                                |                         |                         |                         |                         |                         |                         |                 |                 |                         |                         |                         |                         |                         |                         |                   |                   |                   |                   |                   |                   |  |  |  |  |  |  |  |  |  |  |  |  |  |  |  |  |  |  |  |  |  |  |  |  |
|                      |                      |                      |                      |                      |                      |                          |                 |                     |                     |                     |                     |                         |                        |                        |                        |                        |                        |                    |                    | Gaio Giulio Cesare II | Gaio Giulio Cesare II | Gaio Giulio Cesare II                                 | Gaio Giulio Cesare II                                 | Gaio Giulio Cesare II                                 | Gaio Giulio Cesare II                                 |                                                       |                                                       |                    |                    |                        |                        | Marcia Regia           | Marcia Regia           | Marcia Regia           | Marcia Regia           | Marcia Regia                   | Marcia Regia                   |                                |                                |                                |                                |                         |                         |                         |                         |                         |                         |                 |                 |                         |                         |                         |                         |                         |                         |                   |                   |                   |                   |                   |                   |  |  |  |  |  |  |  |  |  |  |  |  |  |  |  |  |  |  |  |  |  |  |  |  |
|                      |                      |                      |                      |                      |                      |                          |                 |                     |                     |                     |                     |                         |                        |                        |                        |                        |                        |                    |                    |                       |                       |                                                       |                                                       |                                                       |                                                       |                                                       |                                                       |                    |                    |                        |                        |                        |                        |                        |                        |                                |                                |                                |                                |                                |                                |                         |                         |                         |                         |                         |                         |                 |                 |                         |                         |                         |                         |                         |                         |                   |                   |                   |                   |                   |                   |  |  |  |  |  |  |  |  |  |  |  |  |  |  |  |  |  |  |  |  |  |  |  |  |
|                      |                      |                      |                      |                      |                      |                          |                 |                     |                     |                     |                     |                         |                        |                        |                        |                        |                        |                    |                    |                       |                       |                                                       |                                                       |                                                       |                                                       |                                                       |                                                       |                    |                    |                        |                        |                        |                        |                        |                        |                                |                                |                                |                                |                                |                                |                         |                         |                         |                         |                         |                         |                 |                 |                         |                         |                         |                         |                         |                         |                   |                   |                   |                   |                   |                   |  |  |  |  |  |  |  |  |  |  |  |  |  |  |  |  |  |  |  |  |  |  |  |  |
|                      |                      |                      |                      |                      |                      |                          |                 |                     |                     | Gaio Mario          | Gaio Mario          | Gaio Mario              | Gaio Mario             | Gaio Mario             | Gaio Mario             |                        |                        | Giulia             | Giulia             | Giulia                | Giulia                | Giulia                                                | Giulia                                                |                                                       |                                                       | Gaio Giulio Cesare                                    | Gaio Giulio Cesare                                    | Gaio Giulio Cesare | Gaio Giulio Cesare | Gaio Giulio Cesare     | Gaio Giulio Cesare     |                        |                        | Aurelia Cotta          | Aurelia Cotta          | Aurelia Cotta                  | Aurelia Cotta                  | Aurelia Cotta                  | Aurelia Cotta                  |                                |                                |                         |                         |                         |                         |                         |                         |                 |                 | Sesto Giulio Cesare     | Sesto Giulio Cesare     | Sesto Giulio Cesare     | Sesto Giulio Cesare     | Sesto Giulio Cesare     | Sesto Giulio Cesare     |                   |                   |                   |                   |                   |                   |  |  |  |  |  |  |  |  |  |  |  |  |  |  |  |  |  |  |  |  |  |  |  |  |
|                      |                      |                      |                      |                      |                      |                          |                 |                     |                     | Gaio Mario          | Gaio Mario          | Gaio Mario              | Gaio Mario             | Gaio Mario             | Gaio Mario             |                        |                        | Giulia             | Giulia             | Giulia                | Giulia                | Giulia                                                | Giulia                                                |                                                       |                                                       | Gaio Giulio Cesare                                    | Gaio Giulio Cesare                                    | Gaio Giulio Cesare | Gaio Giulio Cesare | Gaio Giulio Cesare     | Gaio Giulio Cesare     |                        |                        | Aurelia Cotta          | Aurelia Cotta          | Aurelia Cotta                  | Aurelia Cotta                  | Aurelia Cotta                  | Aurelia Cotta                  |                                |                                |                         |                         |                         |                         |                         |                         |                 |                 | Sesto Giulio Cesare     | Sesto Giulio Cesare     | Sesto Giulio Cesare     | Sesto Giulio Cesare     | Sesto Giulio Cesare     | Sesto Giulio Cesare     |                   |                   |                   |                   |                   |                   |  |  |  |  |  |  |  |  |  |  |  |  |  |  |  |  |  |  |  |  |  |  |  |  |
|                      |                      |                      |                      |                      |                      |                          |                 |                     |                     |                     |                     |                         |                        |                        |                        |                        |                        |                    |                    |                       |                       |                                                       |                                                       |                                                       |                                                       |                                                       |                                                       |                    |                    |                        |                        |                        |                        |                        |                        |                                |                                |                                |                                |                                |                                |                         |                         |                         |                         |                         |                         |                 |                 |                         |                         |                         |                         |                         |                         |                   |                   |                   |                   |                   |                   |  |  |  |  |  |  |  |  |  |  |  |  |  |  |  |  |  |  |  |  |  |  |  |  |
|                      |                      |                      |                      |                      |                      |                          |                 |                     |                     |                     |                     | 3 Calpurnia Pisone      | 3 Calpurnia Pisone     | 3 Calpurnia Pisone     | 3 Calpurnia Pisone     | 3 Calpurnia Pisone     | 3 Calpurnia Pisone     |                    |                    |                       |                       |                                                       |                                                       |                                                       |                                                       |                                                       |                                                       |                    |                    |                        |                        |                        |                        |                        |                        |                                |                                |                                |                                |                                |                                |                         |                         |                         |                         |                         |                         |                 |                 | Sesto Giulio Cesare II  | Sesto Giulio Cesare II  | Sesto Giulio Cesare II  | Sesto Giulio Cesare II  | Sesto Giulio Cesare II  | Sesto Giulio Cesare II  |                   |                   |                   |                   |                   |                   |  |  |  |  |  |  |  |  |  |  |  |  |  |  |  |  |  |  |  |  |  |  |  |  |
|                      |                      |                      |                      |                      |                      |                          |                 |                     |                     |                     |                     |                         | 3 Calpurnia Pisone     | 3 Calpurnia Pisone     | 3 Calpurnia Pisone     | 3 Calpurnia Pisone     | 3 Calpurnia Pisone     |                    |                    |                       |                       |                                                       |                                                       |                                                       |                                                       |                                                       |                                                       |                    |                    |                        |                        |                        |                        |                        |                        |                                |                                |                                |                                |                                |                                |                         |                         |                         |                         |                         |                         |                 |                 | Sesto Giulio Cesare II  | Sesto Giulio Cesare II  | Sesto Giulio Cesare II  | Sesto Giulio Cesare II  | Sesto Giulio Cesare II  | Sesto Giulio Cesare II  |                   |                   |                   |                   |                   |                   |  |  |  |  |  |  |  |  |  |  |  |  |  |  |  |  |  |  |  |  |  |  |  |  |
|                      |                      |                      |                      |                      |                      |                          |                 |                     |                     |                     |                     |                         |                        |                        |                        |                        |                        |                    |                    |                       |                       |                                                       |                                                       |                                                       |                                                       |                                                       |                                                       |                    |                    |                        |                        |                        |                        | Giulia                 | Giulia                 | Giulia                         | Giulia                         | Giulia                         | Giulia                         |                                |                                | Marco Azio Balbo        | Marco Azio Balbo        | Marco Azio Balbo        | Marco Azio Balbo        | Marco Azio Balbo        | Marco Azio Balbo        |                 |                 |                         |                         |                         |                         |                         |                         |                   |                   |                   |                   |                   |                   |  |  |  |  |  |  |  |  |  |  |  |  |  |  |  |  |  |  |  |  |  |  |  |  |
|                      |                      |                      |                      |                      |                      |                          |                 |                     |                     |                     |                     |                         |                        |                        |                        |                        |                        |                    |                    |                       |                       |                                                       |                                                       |                                                       |                                                       |                                                       |                                                       |                    |                    |                        |                        |                        |                        | Giulia                 | Giulia                 | Giulia                         | Giulia                         | Giulia                         | Giulia                         |                                |                                | Marco Azio Balbo        | Marco Azio Balbo        | Marco Azio Balbo        | Marco Azio Balbo        | Marco Azio Balbo        | Marco Azio Balbo        |                 |                 |                         |                         |                         |                         |                         |                         |                   |                   |                   |                   |                   |                   |  |  |  |  |  |  |  |  |  |  |  |  |  |  |  |  |  |  |  |  |  |  |  |  |
|                      |                      |                      |                      |                      |                      |                          |                 |                     |                     |                     |                     | 2 Pompea Silla          |                        |                        |                        |                        |                        |                    |                    |                       |                       |                                                       |                                                       |                                                       |                                                       |                                                       |                                                       |                    |                    |                        |                        |                        |                        |                        |                        |                                |                                |                                |                                |                                |                                |                         |                         |                         |                         |                         |                         |                 |                 |                         |                         |                         |                         |                         |                         |                   |                   |                   |                   |                   |                   |  |  |  |  |  |  |  |  |  |  |  |  |  |  |  |  |  |  |  |  |  |  |  |  |
|                      |                      |                      |                      |                      |                      |                          |                 |                     |                     |                     |                     |                         |                        |                        |                        |                        |                        |                    |                    |                       |                       |                                                       |                                                       |                                                       |                                                       |                                                       |                                                       |                    |                    |                        |                        |                        |                        |                        |                        |                                |                                |                                |                                |                                |                                |                         |                         |                         |                         |                         |                         |                 |                 |                         |                         |                         |                         |                         |                         |                   |                   |                   |                   |                   |                   |  |  |  |  |  |  |  |  |  |  |  |  |  |  |  |  |  |  |  |  |  |  |  |  |
|                      |                      |                      |                      |                      |                      |                          |                 |                     |                     |                     |                     |                         |                        |                        |                        |                        |                        |                    |                    |                       |                       | GIULIO CESARE                                         | GIULIO CESARE                                         | GIULIO CESARE                                         | GIULIO CESARE                                         | GIULIO CESARE                                         | GIULIO CESARE                                         |                    |                    | Gaio Ottavio           | Gaio Ottavio           | Gaio Ottavio           | Gaio Ottavio           | Gaio Ottavio           | Gaio Ottavio           |                                |                                | Atia                           | Atia                           | Atia                           | Atia                           | Atia                    | Atia                    |                         |                         |                         |                         |                 |                 | Sesto Giulio Cesare III | Sesto Giulio Cesare III | Sesto Giulio Cesare III | Sesto Giulio Cesare III | Sesto Giulio Cesare III | Sesto Giulio Cesare III |                   |                   |                   |                   |                   |                   |  |  |  |  |  |  |  |  |  |  |  |  |  |  |  |  |  |  |  |  |  |  |  |  |
|                      |                      |                      |                      |                      |                      |                          |                 |                     |                     |                     |                     |                         |                        |                        |                        |                        |                        |                    |                    |                       |                       | GIULIO CESARE                                         | GIULIO CESARE                                         | GIULIO CESARE                                         | GIULIO CESARE                                         | GIULIO CESARE                                         | GIULIO CESARE                                         |                    |                    | Gaio Ottavio           | Gaio Ottavio           | Gaio Ottavio           | Gaio Ottavio           | Gaio Ottavio           | Gaio Ottavio           |                                |                                | Atia                           | Atia                           | Atia                           | Atia                           | Atia                    | Atia                    |                         |                         |                         |                         |                 |                 | Sesto Giulio Cesare III | Sesto Giulio Cesare III | Sesto Giulio Cesare III | Sesto Giulio Cesare III | Sesto Giulio Cesare III | Sesto Giulio Cesare III |                   |                   |                   |                   |                   |                   |  |  |  |  |  |  |  |  |  |  |  |  |  |  |  |  |  |  |  |  |  |  |  |  |
|                      |                      |                      |                      |                      |                      |                          |                 |                     |                     |                     |                     | 1 Cornelia Cinna minore |                        |                        |                        |                        |                        |                    |                    |                       |                       |                                                       |                                                       |                                                       |                                                       |                                                       |                                                       |                    |                    |                        |                        |                        |                        |                        |                        |                                |                                |                                |                                |                                |                                |                         |                         |                         |                         |                         |                         |                 |                 |                         |                         |                         |                         |                         |                         |                   |                   |                   |                   |                   |                   |  |  |  |  |  |  |  |  |  |  |  |  |  |  |  |  |  |  |  |  |  |  |  |  |
|                      |                      |                      |                      |                      |                      |                          |                 |                     |                     |                     |                     |                         |                        |                        |                        |                        |                        |                    |                    |                       |                       |                                                       |                                                       |                                                       |                                                       |                                                       |                                                       |                    |                    |                        |                        |                        |                        |                        |                        |                                |                                |                                |                                |                                |                                |                         |                         |                         |                         |                         |                         |                 |                 |                         |                         |                         |                         |                         |                         |                   |                   |                   |                   |                   |                   |  |  |  |  |  |  |  |  |  |  |  |  |  |  |  |  |  |  |  |  |  |  |  |  |
|                      |                      |                      |                      |                      |                      |                          |                 |                     |                     |                     |                     |                         |                        |                        |                        |                        |                        |                    |                    |                       |                       |                                                       |                                                       |                                                       |                                                       |                                                       |                                                       |                    |                    |                        |                        |                        |                        |                        |                        |                                |                                |                                |                                |                                |                                |                         |                         |                         |                         |                         |                         |                 |                 |                         |                         |                         |                         |                         |                         |                   |                   |                   |                   |                   |                   |  |  |  |  |  |  |  |  |  |  |  |  |  |  |  |  |  |  |  |  |  |  |  |  |
|                      |                      |                      |                      |                      |                      |                          |                 | 2 Gneo Pompeo Magno | 2 Gneo Pompeo Magno | 2 Gneo Pompeo Magno | 2 Gneo Pompeo Magno | 2 Gneo Pompeo Magno     | 2 Gneo Pompeo Magno    |                        |                        | Giulia                 | Giulia                 | Giulia             | Giulia             | Giulia                | Giulia                |                                                       |                                                       |                                                       |                                                       |                                                       |                                                       |                    |                    |                        |                        |                        |                        |                        |                        | 1 Gaio Claudio Marcello minore | 1 Gaio Claudio Marcello minore | 1 Gaio Claudio Marcello minore | 1 Gaio Claudio Marcello minore | 1 Gaio Claudio Marcello minore | 1 Gaio Claudio Marcello minore |                         |                         | Ottavia minore          | Ottavia minore          | Ottavia minore          | Ottavia minore          | Ottavia minore  | Ottavia minore  |                         |                         | 2 Marco Antonio         | 2 Marco Antonio         | 2 Marco Antonio         | 2 Marco Antonio         | 2 Marco Antonio   | 2 Marco Antonio   |                   |                   |                   |                   |  |  |  |  |  |  |  |  |  |  |  |  |  |  |  |  |  |  |  |  |  |  |  |  |
|                      |                      |                      |                      |                      |                      |                          |                 | 2 Gneo Pompeo Magno | 2 Gneo Pompeo Magno | 2 Gneo Pompeo Magno | 2 Gneo Pompeo Magno | 2 Gneo Pompeo Magno     | 2 Gneo Pompeo Magno    |                        |                        | Giulia                 | Giulia                 | Giulia             | Giulia             | Giulia                | Giulia                |                                                       |                                                       |                                                       |                                                       |                                                       |                                                       |                    |                    |                        |                        |                        |                        |                        |                        | 1 Gaio Claudio Marcello minore | 1 Gaio Claudio Marcello minore | 1 Gaio Claudio Marcello minore | 1 Gaio Claudio Marcello minore | 1 Gaio Claudio Marcello minore | 1 Gaio Claudio Marcello minore |                         |                         | Ottavia minore          | Ottavia minore          | Ottavia minore          | Ottavia minore          | Ottavia minore  | Ottavia minore  |                         |                         | 2 Marco Antonio         | 2 Marco Antonio         | 2 Marco Antonio         | 2 Marco Antonio         | 2 Marco Antonio   | 2 Marco Antonio   |                   |                   |                   |                   |  |  |  |  |  |  |  |  |  |  |  |  |  |  |  |  |  |  |  |  |  |  |  |  |
|                      |                      |                      |                      |                      |                      |                          |                 |                     |                     |                     |                     |                         |                        |                        |                        |                        |                        |                    |                    |                       |                       |                                                       |                                                       |                                                       |                                                       |                                                       |                                                       |                    |                    |                        |                        |                        |                        |                        |                        |                                |                                |                                |                                |                                |                                |                         |                         |                         |                         |                         |                         |                 |                 |                         |                         |                         |                         |                         |                         |                   |                   |                   |                   |                   |                   |  |  |  |  |  |  |  |  |  |  |  |  |  |  |  |  |  |  |  |  |  |  |  |  |
|                      |                      |                      |                      |                      |                      |                          |                 |                     |                     |                     |                     | 1 Scribonia             | 1 Scribonia            | 1 Scribonia            | 1 Scribonia            | 1 Scribonia            | 1 Scribonia            |                    |                    |                       |                       | Gaio Giulio Cesare Ottaviano Augusto (Gaius Octavius) | Gaio Giulio Cesare Ottaviano Augusto (Gaius Octavius) | Gaio Giulio Cesare Ottaviano Augusto (Gaius Octavius) | Gaio Giulio Cesare Ottaviano Augusto (Gaius Octavius) | Gaio Giulio Cesare Ottaviano Augusto (Gaius Octavius) | Gaio Giulio Cesare Ottaviano Augusto (Gaius Octavius) |                    |                    | Livia Drusilla Augusta | Livia Drusilla Augusta | Livia Drusilla Augusta | Livia Drusilla Augusta | Livia Drusilla Augusta | Livia Drusilla Augusta |                                |                                | 1 Tiberio Nerone               | 1 Tiberio Nerone               | 1 Tiberio Nerone               | 1 Tiberio Nerone               | 1 Tiberio Nerone        | 1 Tiberio Nerone        |                         |                         |                         |                         |                 |                 |                         |                         |                         |                         |                         |                         |                   |                   |                   |                   |                   |                   |  |  |  |  |  |  |  |  |  |  |  |  |  |  |  |  |  |  |  |  |  |  |  |  |
|                      |                      |                      |                      |                      |                      |                          |                 |                     |                     |                     |                     | 1 Scribonia             | 1 Scribonia            | 1 Scribonia            | 1 Scribonia            | 1 Scribonia            | 1 Scribonia            |                    |                    |                       |                       | Gaio Giulio Cesare Ottaviano Augusto (Gaius Octavius) | Gaio Giulio Cesare Ottaviano Augusto (Gaius Octavius) | Gaio Giulio Cesare Ottaviano Augusto (Gaius Octavius) | Gaio Giulio Cesare Ottaviano Augusto (Gaius Octavius) | Gaio Giulio Cesare Ottaviano Augusto (Gaius Octavius) | Gaio Giulio Cesare Ottaviano Augusto (Gaius Octavius) |                    |                    | Livia Drusilla Augusta | Livia Drusilla Augusta | Livia Drusilla Augusta | Livia Drusilla Augusta | Livia Drusilla Augusta | Livia Drusilla Augusta |                                |                                | 1 Tiberio Nerone               | 1 Tiberio Nerone               | 1 Tiberio Nerone               | 1 Tiberio Nerone               | 1 Tiberio Nerone        | 1 Tiberio Nerone        |                         |                         |                         |                         |                 |                 |                         |                         |                         |                         |                         |                         |                   |                   |                   |                   |                   |                   |  |  |  |  |  |  |  |  |  |  |  |  |  |  |  |  |  |  |  |  |  |  |  |  |
|                      |                      |                      |                      |                      |                      |                          |                 |                     |                     |                     |                     |                         |                        |                        |                        |                        |                        |                    |                    |                       |                       |                                                       |                                                       |                                                       |                                                       |                                                       |                                                       |                    |                    |                        |                        |                        |                        |                        |                        |                                |                                |                                |                                |                                |                                |                         |                         |                         |                         |                         |                         |                 |                 |                         |                         |                         |                         |                         |                         |                   |                   |                   |                   |                   |                   |  |  |  |  |  |  |  |  |  |  |  |  |  |  |  |  |  |  |  |  |  |  |  |  |
|                      |                      |                      |                      |                      |                      | 1 Claudio Marcello       |                 |                     |                     |                     |                     |                         |                        |                        |                        |                        |                        |                    |                    |                       |                       |                                                       |                                                       |                                                       |                                                       |                                                       |                                                       |                    |                    |                        |                        |                        |                        |                        |                        |                                |                                |                                |                                |                                |                                |                         |                         |                         |                         |                         |                         |                 |                 |                         |                         |                         |                         |                         |                         |                   |                   |                   |                   |                   |                   |  |  |  |  |  |  |  |  |  |  |  |  |  |  |  |  |  |  |  |  |  |  |  |  |
|                      |                      |                      |                      |                      |                      |                          |                 |                     |                     |                     |                     |                         |                        |                        |                        |                        |                        |                    |                    |                       |                       |                                                       |                                                       |                                                       |                                                       |                                                       |                                                       |                    |                    |                        |                        |                        |                        |                        |                        |                                |                                |                                |                                |                                |                                |                         |                         |                         |                         |                         |                         |                 |                 |                         |                         |                         |                         |                         |                         |                   |                   |                   |                   |                   |                   |  |  |  |  |  |  |  |  |  |  |  |  |  |  |  |  |  |  |  |  |  |  |  |  |
|                      |                      |                      |                      |                      |                      |                          |                 |                     |                     |                     |                     |                         |                        |                        |                        | 2 Giulia maggiore      | 2 Giulia maggiore      | 2 Giulia maggiore  | 2 Giulia maggiore  | 2 Giulia maggiore     | 2 Giulia maggiore     |                                                       |                                                       | 3 Tiberio                                             | 3 Tiberio                                             | 3 Tiberio                                             | 3 Tiberio                                             | 3 Tiberio          | 3 Tiberio          |                        |                        | 1 Vipsania Agrippina   | 1 Vipsania Agrippina   | 1 Vipsania Agrippina   | 1 Vipsania Agrippina   | 1 Vipsania Agrippina           | 1 Vipsania Agrippina           |                                |                                | Druso maggiore                 | Druso maggiore                 | Druso maggiore          | Druso maggiore          | Druso maggiore          | Druso maggiore          |                         |                         | Antonia minore  | Antonia minore  | Antonia minore          | Antonia minore          | Antonia minore          | Antonia minore          |                         |                         |                   |                   |                   |                   |                   |                   |  |  |  |  |  |  |  |  |  |  |  |  |  |  |  |  |  |  |  |  |  |  |  |  |
|                      |                      |                      |                      |                      |                      |                          |                 |                     |                     |                     |                     |                         |                        |                        |                        | 2 Giulia maggiore      | 2 Giulia maggiore      | 2 Giulia maggiore  | 2 Giulia maggiore  | 2 Giulia maggiore     | 2 Giulia maggiore     |                                                       |                                                       | 3 Tiberio                                             | 3 Tiberio                                             | 3 Tiberio                                             | 3 Tiberio                                             | 3 Tiberio          | 3 Tiberio          |                        |                        | 1 Vipsania Agrippina   | 1 Vipsania Agrippina   | 1 Vipsania Agrippina   | 1 Vipsania Agrippina   | 1 Vipsania Agrippina           | 1 Vipsania Agrippina           |                                |                                | Druso maggiore                 | Druso maggiore                 | Druso maggiore          | Druso maggiore          | Druso maggiore          | Druso maggiore          |                         |                         | Antonia minore  | Antonia minore  | Antonia minore          | Antonia minore          | Antonia minore          | Antonia minore          |                         |                         |                   |                   |                   |                   |                   |                   |  |  |  |  |  |  |  |  |  |  |  |  |  |  |  |  |  |  |  |  |  |  |  |  |
|                      |                      |                      |                      |                      |                      | 2 Marco Vipsanio Agrippa |                 |                     |                     |                     |                     |                         |                        |                        |                        |                        |                        |                    |                    |                       |                       |                                                       |                                                       |                                                       |                                                       |                                                       |                                                       |                    |                    |                        |                        |                        |                        |                        |                        |                                |                                |                                |                                |                                |                                |                         |                         |                         |                         |                         |                         |                 |                 |                         |                         |                         |                         |                         |                         |                   |                   |                   |                   |                   |                   |  |  |  |  |  |  |  |  |  |  |  |  |  |  |  |  |  |  |  |  |  |  |  |  |
|                      |                      |                      |                      |                      |                      |                          |                 |                     |                     |                     |                     |                         |                        |                        |                        |                        |                        |                    |                    |                       |                       |                                                       |                                                       |                                                       |                                                       |                                                       |                                                       |                    |                    |                        |                        |                        |                        |                        |                        |                                |                                |                                |                                |                                |                                |                         |                         |                         |                         |                         |                         |                 |                 |                         |                         |                         |                         |                         |                         |                   |                   |                   |                   |                   |                   |  |  |  |  |  |  |  |  |  |  |  |  |  |  |  |  |  |  |  |  |  |  |  |  |
|                      |                      |                      |                      |                      |                      |                          |                 |                     |                     |                     |                     |                         |                        |                        |                        |                        |                        |                    |                    |                       |                       |                                                       |                                                       |                                                       |                                                       |                                                       |                                                       | Druso minore       | Druso minore       | Druso minore           | Druso minore           | Druso minore           | Druso minore           |                        |                        |                                |                                |                                |                                |                                |                                |                         |                         | Claudia Livilla         | Claudia Livilla         | Claudia Livilla         | Claudia Livilla         | Claudia Livilla | Claudia Livilla |                         |                         |                         |                         |                         |                         |                   |                   |                   |                   |                   |                   |  |  |  |  |  |  |  |  |  |  |  |  |  |  |  |  |  |  |  |  |  |  |  |  |
|                      |                      |                      |                      |                      |                      |                          |                 |                     |                     |                     |                     |                         |                        |                        |                        |                        |                        |                    |                    |                       |                       |                                                       |                                                       |                                                       |                                                       |                                                       |                                                       |                    | Druso minore       | Druso minore           | Druso minore           | Druso minore           | Druso minore           |                        |                        |                                |                                |                                |                                |                                |                                |                         |                         | Claudia Livilla         | Claudia Livilla         | Claudia Livilla         | Claudia Livilla         | Claudia Livilla | Claudia Livilla |                         |                         |                         |                         |                         |                         |                   |                   |                   |                   |                   |                   |  |  |  |  |  |  |  |  |  |  |  |  |  |  |  |  |  |  |  |  |  |  |  |  |
|                      |                      |                      |                      |                      |                      |                          |                 |                     |                     |                     |                     |                         |                        |                        |                        |                        |                        |                    |                    |                       |                       |                                                       |                                                       |                                                       |                                                       |                                                       |                                                       |                    |                    |                        |                        |                        |                        |                        |                        |                                |                                |                                |                                |                                |                                |                         |                         |                         |                         |                         |                         |                 |                 |                         |                         |                         |                         |                         |                         |                   |                   |                   |                   |                   |                   |  |  |  |  |  |  |  |  |  |  |  |  |  |  |  |  |  |  |  |  |  |  |  |  |
|                      |                      |                      |                      |                      |                      |                          |                 |                     |                     |                     |                     |                         |                        |                        |                        |                        |                        |                    |                    |                       |                       |                                                       |                                                       |                                                       |                                                       |                                                       |                                                       |                    |                    |                        |                        |                        |                        |                        |                        |                                |                                |                                |                                |                                |                                |                         |                         |                         |                         |                         |                         |                 |                 |                         |                         |                         |                         |                         |                         |                   |                   |                   |                   |                   |                   |  |  |  |  |  |  |  |  |  |  |  |  |  |  |  |  |  |  |  |  |  |  |  |  |
|                      |                      |                      |                      | Giulia minore        | Giulia minore        | Giulia minore            | Giulia minore   | Giulia minore       | Giulia minore       |                     |                     |                         |                        | Gaio Cesare            | Gaio Cesare            | Gaio Cesare            | Gaio Cesare            | Gaio Cesare        | Gaio Cesare        |                       |                       |                                                       |                                                       |                                                       |                                                       |                                                       |                                                       |                    |                    |                        |                        |                        |                        | Tiberio Gemello        | Tiberio Gemello        | Tiberio Gemello                | Tiberio Gemello                | Tiberio Gemello                | Tiberio Gemello                |                                |                                | Livia Giulia            | Livia Giulia            | Livia Giulia            | Livia Giulia            | Livia Giulia            | Livia Giulia            |                 |                 |                         |                         |                         |                         |                         |                         |                   |                   |                   |                   |                   |                   |  |  |  |  |  |  |  |  |  |  |  |  |  |  |  |  |  |  |  |  |  |  |  |  |
|                      |                      |                      |                      | Giulia minore        | Giulia minore        | Giulia minore            | Giulia minore   | Giulia minore       | Giulia minore       |                     |                     |                         |                        | Gaio Cesare            | Gaio Cesare            | Gaio Cesare            | Gaio Cesare            | Gaio Cesare        | Gaio Cesare        |                       |                       |                                                       |                                                       |                                                       |                                                       |                                                       |                                                       |                    |                    |                        |                        |                        |                        | Tiberio Gemello        | Tiberio Gemello        | Tiberio Gemello                | Tiberio Gemello                | Tiberio Gemello                | Tiberio Gemello                |                                |                                | Livia Giulia            | Livia Giulia            | Livia Giulia            | Livia Giulia            | Livia Giulia            | Livia Giulia            |                 |                 |                         |                         |                         |                         |                         |                         |                   |                   |                   |                   |                   |                   |  |  |  |  |  |  |  |  |  |  |  |  |  |  |  |  |  |  |  |  |  |  |  |  |
| Agrippa Postumo      | Agrippa Postumo      | Agrippa Postumo      | Agrippa Postumo      | Agrippa Postumo      | Agrippa Postumo      |                          |                 | Lucio Cesare        | Lucio Cesare        | Lucio Cesare        | Lucio Cesare        | Lucio Cesare            | Lucio Cesare           |                        |                        |                        |                        | Agrippina maggiore | Agrippina maggiore | Agrippina maggiore    | Agrippina maggiore    | Agrippina maggiore                                    | Agrippina maggiore                                    |                                                       |                                                       | Germanico                                             | Germanico                                             | Germanico          | Germanico          | Germanico              | Germanico              |                        |                        |                        |                        |                                |                                |                                |                                |                                |                                |                         |                         |                         |                         |                         |                         | 2 Claudio       | 2 Claudio       | 2 Claudio               | 2 Claudio               | 2 Claudio               | 2 Claudio               |                         |                         | Valeria Messalina | Valeria Messalina | Valeria Messalina | Valeria Messalina | Valeria Messalina | Valeria Messalina |  |  |  |  |  |  |  |  |  |  |  |  |  |  |  |  |  |  |  |  |  |  |  |  |
| Agrippa Postumo      | Agrippa Postumo      | Agrippa Postumo      | Agrippa Postumo      | Agrippa Postumo      | Agrippa Postumo      |                          |                 | Lucio Cesare        | Lucio Cesare        | Lucio Cesare        | Lucio Cesare        | Lucio Cesare            | Lucio Cesare           |                        |                        |                        |                        | Agrippina maggiore | Agrippina maggiore | Agrippina maggiore    | Agrippina maggiore    | Agrippina maggiore                                    | Agrippina maggiore                                    |                                                       |                                                       | Germanico                                             | Germanico                                             | Germanico          | Germanico          | Germanico              | Germanico              |                        |                        |                        |                        |                                |                                |                                |                                |                                |                                |                         |                         |                         |                         |                         |                         | 2 Claudio       | 2 Claudio       | 2 Claudio               | 2 Claudio               | 2 Claudio               | 2 Claudio               |                         |                         | Valeria Messalina | Valeria Messalina | Valeria Messalina | Valeria Messalina | Valeria Messalina | Valeria Messalina |  |  |  |  |  |  |  |  |  |  |  |  |  |  |  |  |  |  |  |  |  |  |  |  |
|                      |                      |                      |                      |                      |                      |                          |                 |                     |                     |                     |                     |                         |                        |                        |                        |                        |                        |                    |                    |                       |                       |                                                       |                                                       |                                                       |                                                       |                                                       |                                                       |                    |                    |                        |                        |                        |                        |                        |                        |                                |                                |                                |                                |                                |                                |                         |                         |                         |                         |                         |                         |                 |                 |                         |                         |                         |                         |                         |                         |                   |                   |                   |                   |                   |                   |  |  |  |  |  |  |  |  |  |  |  |  |  |  |  |  |  |  |  |  |  |  |  |  |
|                      |                      |                      |                      |                      |                      |                          |                 |                     |                     |                     |                     |                         |                        |                        |                        |                        |                        |                    |                    |                       |                       |                                                       |                                                       |                                                       |                                                       |                                                       |                                                       |                    |                    |                        |                        |                        |                        |                        |                        |                                |                                |                                |                                |                                |                                |                         |                         |                         |                         |                         |                         |                 |                 |                         |                         |                         |                         |                         |                         |                   |                   |                   |                   |                   |                   |  |  |  |  |  |  |  |  |  |  |  |  |  |  |  |  |  |  |  |  |  |  |  |  |
| Lucio Cassio Longino | Lucio Cassio Longino | Lucio Cassio Longino | Lucio Cassio Longino | Lucio Cassio Longino | Lucio Cassio Longino |                          |                 | Drusilla            | Drusilla            | Drusilla            | Drusilla            | Drusilla                | Drusilla               |                        |                        | Druso Cesare           | Druso Cesare           | Druso Cesare       | Druso Cesare       | Druso Cesare          | Druso Cesare          |                                                       |                                                       | Giulia Livilla                                        | Giulia Livilla                                        | Giulia Livilla                                        | Giulia Livilla                                        | Giulia Livilla     | Giulia Livilla     |                        |                        | Agrippina minore       | Agrippina minore       | Agrippina minore       | Agrippina minore       | Agrippina minore               | Agrippina minore               |                                |                                |                                |                                | 1 Gneo Domizio Enobarbo | 1 Gneo Domizio Enobarbo | 1 Gneo Domizio Enobarbo | 1 Gneo Domizio Enobarbo | 1 Gneo Domizio Enobarbo | 1 Gneo Domizio Enobarbo |                 |                 |                         |                         |                         |                         |                         |                         |                   |                   |                   |                   |                   |                   |  |  |  |  |  |  |  |  |  |  |  |  |  |  |  |  |  |  |  |  |  |  |  |  |
| Lucio Cassio Longino | Lucio Cassio Longino | Lucio Cassio Longino | Lucio Cassio Longino | Lucio Cassio Longino | Lucio Cassio Longino |                          |                 | Drusilla            | Drusilla            | Drusilla            | Drusilla            | Drusilla                | Drusilla               |                        |                        | Druso Cesare           | Druso Cesare           | Druso Cesare       | Druso Cesare       | Druso Cesare          | Druso Cesare          |                                                       |                                                       | Giulia Livilla                                        | Giulia Livilla                                        | Giulia Livilla                                        | Giulia Livilla                                        | Giulia Livilla     | Giulia Livilla     |                        |                        | Agrippina minore       | Agrippina minore       | Agrippina minore       | Agrippina minore       | Agrippina minore               | Agrippina minore               |                                |                                |                                |                                | 1 Gneo Domizio Enobarbo | 1 Gneo Domizio Enobarbo | 1 Gneo Domizio Enobarbo | 1 Gneo Domizio Enobarbo | 1 Gneo Domizio Enobarbo | 1 Gneo Domizio Enobarbo |                 |                 |                         |                         |                         |                         |                         |                         |                   |                   |                   |                   |                   |                   |  |  |  |  |  |  |  |  |  |  |  |  |  |  |  |  |  |  |  |  |  |  |  |  |
|                      |                      |                      |                      |                      |                      |                          |                 |                     |                     |                     |                     |                         |                        |                        |                        |                        |                        |                    |                    |                       |                       |                                                       |                                                       |                                                       |                                                       |                                                       |                                                       |                    |                    |                        |                        |                        |                        |                        |                        |                                |                                |                                |                                |                                |                                |                         |                         |                         |                         |                         |                         |                 |                 |                         |                         |                         |                         |                         |                         |                   |                   |                   |                   |                   |                   |  |  |  |  |  |  |  |  |  |  |  |  |  |  |  |  |  |  |  |  |  |  |  |  |
|                      |                      |                      |                      |                      |                      |                          |                 |                     |                     |                     |                     |                         |                        |                        |                        |                        |                        |                    |                    |                       |                       |                                                       |                                                       |                                                       |                                                       |                                                       |                                                       |                    |                    |                        |                        |                        |                        |                        |                        |                                |                                |                                |                                |                                |                                |                         |                         |                         |                         |                         |                         |                 |                 |                         |                         |                         |                         |                         |                         |                   |                   |                   |                   |                   |                   |  |  |  |  |  |  |  |  |  |  |  |  |  |  |  |  |  |  |  |  |  |  |  |  |
|                      |                      |                      |                      | Milonia Cesonia      | Milonia Cesonia      | Milonia Cesonia          | Milonia Cesonia | Milonia Cesonia     | Milonia Cesonia     |                     |                     | Gaio Cesare (Caligola)  | Gaio Cesare (Caligola) | Gaio Cesare (Caligola) | Gaio Cesare (Caligola) | Gaio Cesare (Caligola) | Gaio Cesare (Caligola) |                    |                    | Nerone Cesare         | Nerone Cesare         | Nerone Cesare                                         | Nerone Cesare                                         | Nerone Cesare                                         | Nerone Cesare                                         |                                                       |                                                       |                    |                    |                        |                        |                        |                        |                        |                        |                                |                                |                                |                                |                                |                                |                         |                         |                         |                         |                         |                         |                 |                 |                         |                         |                         |                         |                         |                         |                   |                   |                   |                   |                   |                   |  |  |  |  |  |  |  |  |  |  |  |  |  |  |  |  |  |  |  |  |  |  |  |  |
|                      |                      |                      |                      | Milonia Cesonia      | Milonia Cesonia      | Milonia Cesonia          | Milonia Cesonia | Milonia Cesonia     | Milonia Cesonia     |                     |                     | Gaio Cesare (Caligola)  | Gaio Cesare (Caligola) | Gaio Cesare (Caligola) | Gaio Cesare (Caligola) | Gaio Cesare (Caligola) | Gaio Cesare (Caligola) |                    |                    | Nerone Cesare         | Nerone Cesare         | Nerone Cesare                                         | Nerone Cesare                                         | Nerone Cesare                                         | Nerone Cesare                                         |                                                       |                                                       |                    |                    |                        |                        |                        |                        |                        |                        |                                |                                |                                |                                |                                |                                |                         |                         |                         |                         |                         |                         |                 |                 |                         |                         |                         |                         |                         |                         |                   |                   |                   |                   |                   |                   |  |  |  |  |  |  |  |  |  |  |  |  |  |  |  |  |  |  |  |  |  |  |  |  |
|                      |                      |                      |                      |                      |                      |                          |                 |                     |                     |                     |                     |                         |                        |                        |                        |                        |                        |                    |                    |                       |                       |                                                       |                                                       |                                                       |                                                       |                                                       |                                                       |                    |                    |                        |                        |                        |                        |                        |                        |                                |                                | Nerone                         | Nerone                         | Nerone                         | Nerone                         | Nerone                  | Nerone                  |                         |                         |                         |                         | Claudia Ottavia | Claudia Ottavia | Claudia Ottavia         | Claudia Ottavia         | Claudia Ottavia         | Claudia Ottavia         |                         |                         | Britannico        | Britannico        | Britannico        | Britannico        | Britannico        | Britannico        |  |  |  |  |  |  |  |  |  |  |  |  |  |  |  |  |  |  |  |  |  |  |  |  |
|                      |                      |                      |                      |                      |                      |                          |                 |                     |                     |                     |                     |                         |                        |                        |                        |                        |                        |                    |                    |                       |                       |                                                       |                                                       |                                                       |                                                       |                                                       |                                                       |                    |                    |                        |                        |                        |                        |                        |                        |                                |                                | Nerone                         | Nerone                         | Nerone                         | Nerone                         | Nerone                  | Nerone                  |                         |                         |                         |                         | Claudia Ottavia | Claudia Ottavia | Claudia Ottavia         | Claudia Ottavia         | Claudia Ottavia         | Claudia Ottavia         |                         |                         | Britannico        | Britannico        | Britannico        | Britannico        | Britannico        | Britannico        |  |  |  |  |  |  |  |  |  |  |  |  |  |  |  |  |  |  |  |  |  |  |  |  |
|                      |                      |                      |                      |                      |                      |                          |                 | Giulia Drusilla     |                     |                     |                     |                         |                        |                        |                        |                        |                        |                    |                    |                       |                       |                                                       |                                                       |                                                       |                                                       |                                                       |                                                       |                    |                    |                        |                        |                        |                        |                        |                        |                                |                                |                                |                                |                                |                                |                         |                         |                         |                         |                         |                         |                 |                 |                         |                         |                         |                         |                         |                         |                   |                   |                   |                   |                   |                   |  |  |  |  |  |  |  |  |  |  |  |  |  |  |  |  |  |  |  |  |  |  |  |  |

### L'Italia
L'Italia costituiva il territorio di Roma (ager romanus), in quanto tale non era una provincia. Durante il principato di Augusto l'Italia fu divisa in undici regioni (Latium et Campania, Apulia et Calabria, Lucania et Bruttii, Samnium, Etruria, Picenum, Umbria, Aemilia, Venetia et Histria, Liguria, Transpadana) arricchendola di nuovi centri e migliorò la situazione di Roma, capitale dell'impero.
Gli abitanti liberi della penisola erano tutti cittadini romani e non pagavano l'imposta fondiaria (ius italicum), tale imposta era riservata ai cittadini dei territori provinciali, territori considerati proprietà del popolo romano, una proprietà che andava riconosciuta attraverso il pagamento dell'imposta fondiaria.

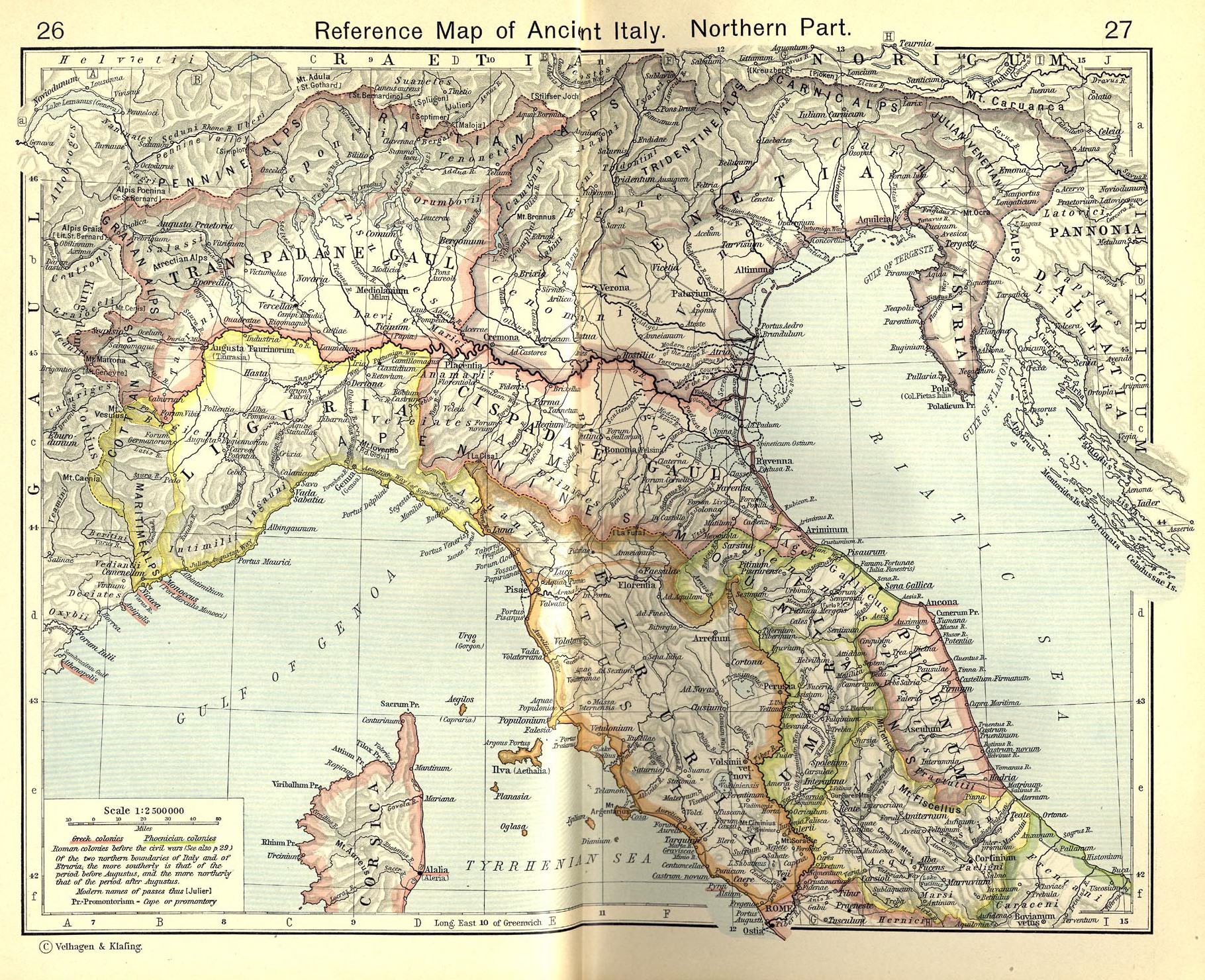
Carta del nord Italia in epoca augustea
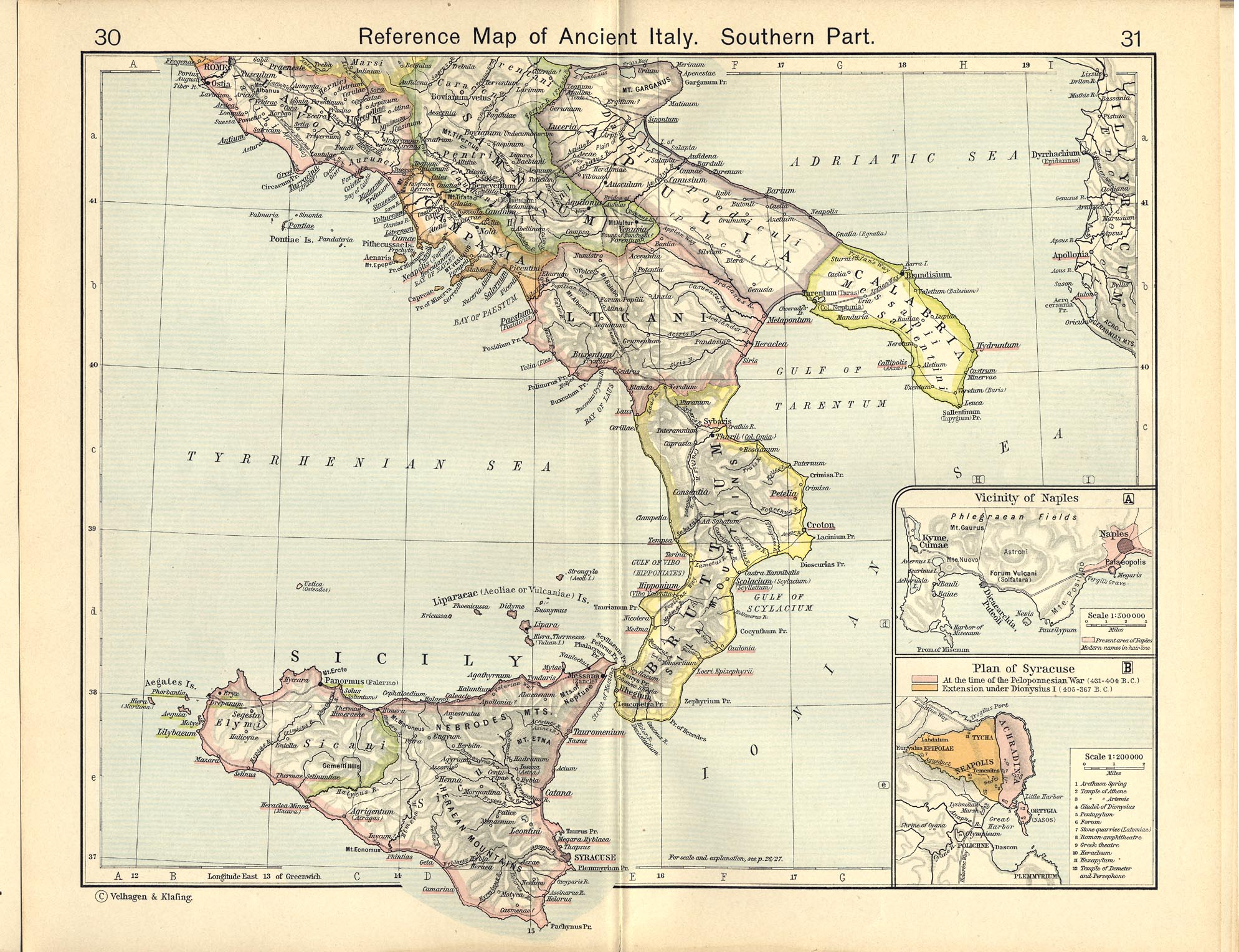
Carta del sud Italia in epoca augustea

### Nuove province romane
Con l'avvento del principato di Augusto l'amministrazione provinciale venne riorganizzata. Alcune province, in genere quelle di più antica annessione e ormai pacificate, nelle quali non era necessaria la presenza di legioni, furono affidate al controllo del Senato (province senatorie) e furono rette secondo il modello di epoca repubblicana da proconsoli e propretori, eletti per un anno. A questi si affiancavano questori per l'amministrazione finanziaria e ai procuratori imperiali, che si occupavano dell'amministrazione delle proprietà del principe (res Caesaris).
Le altre province (province imperiali), che necessitavano per la difesa di uno stabile presidio legionario o che erano di fondamentale importanza per le finanze dello Stato, rimasero sotto il diretto controllo dell'imperatore, in forza dell'imperium proconsulare maius che gli era stato attribuito a vita, consistente nei poteri proconsolari generici, con prevalenza sugli altri proconsoli. Nelle province l'imperatore inviava un proprio rappresentante, il legatus Augusti pro praetore un ex pretore o un ex console, nominato al di fuori del cursus honorum e per un periodo di tempo variabile, secondo la volontà dell'imperatore. Al legato era affiancato un procurator Augusti preposto alla riscossione tributaria e al pagamento del soldo all'esercito, nonché un legatus legionis per ogni legione presente sul territorio (qualora ce ne fosse più d'una).
Faceva eccezione l'Egitto, che era governato da un prefetto di rango equestre (praefectus Alexandreae et Aegypti come cita la stele di File), direttamente nominato dall'imperatore. Le ricchezze granarie d'Egitto, uniti ai timori di Ottaviano verso il ceto senatorio, contribuirono a dare all'Egitto questo originale e rivoluzionario statuto e che rappresentò il prototipo delle future province procuratorie nate con Claudio.
Dall'età di Claudio nacquero le province di rango procuratorio, rette da un procurator Augusti. Questi territori di nuova acquisizione, anche di grandi estensioni (Cappadocia), ma con poco se non inesistente tessuto urbano, erano rette da un procuratore di rango equestre, a cui l'imperatore affidava la provincia a tempo indeterminato. Tale funzione è detta nella storiografia moderna, 'procuratela presidiale' al fine di distinguerla dalla 'procuratela finanziaria' che costituiva l'altra funzione che caratterizzava la carriera equestre nell'Alto impero. Queste funzioni comparivano indistintamente nel cursus honorum di un cavaliere. Il titolo era procurator Augusti. Le province procuratorie non avevano di norma stanziamenti legionari; quando questo accadeva il procuratore riceveva il titolo di procurator pro legato. L'esercito stanziato in questa categoria di province era costituito solo da auxilia. Il procuratore presidiale era il massimo responsabile di ogni aspetto del potere di Cesare nella provincia di competenza: amministrazione, difesa, giustizia e, a differenza delle altre categorie di province (senatorie e legatarie), anche tributaria. Al tempo di Nerone erano province procuratorie: Raetia, Noricum, Mauretania Tingitana, Mauretania Caesariensis, Alpes Maritimae, Alpes Cottiae, Alpes Poeninae, Thracia, Cappadocia, Iudaea e Sardinia.

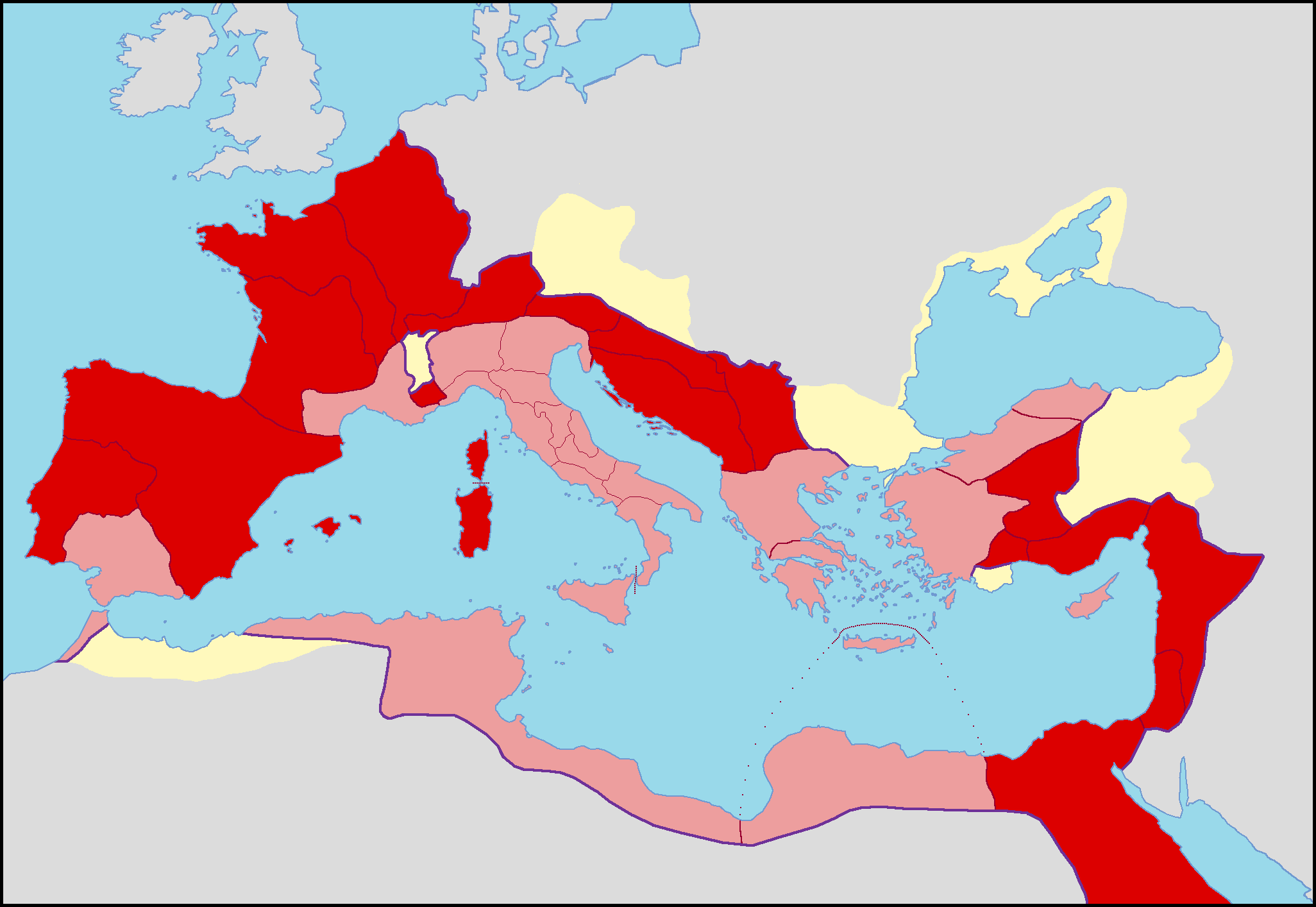
Province senatorie (in rosa) ed imperiali (in rosso) nel 14, sotto Augusto, oltre ai regni "clienti" (in giallino), come ad esempio del regno orientale di Cappadocia, o a quello di Mauretania, fino a quelli lungo i confini europei di Tracia e Norico settentrionale, o addirittura d'oltre Danubio, di Maroboduo (Quadi e Marcomanni).

Le province potevano passare, a seconda delle necessità contingenti da senatorie a imperiali o viceversa. L'imperatore manteneva comunque il controllo anche sull'amministrazione delle province senatorie e interveniva spesso nella nomina dei governatori. Il regime tributario fu in molti casi differente: le province senatorie erano sottoposte allo stipendium, una somma fissa raccolta autonomamente dalle singole città, mentre le province imperiali, in analogia alla situazione ereditata dall'Egitto tolemaico, furono sottoposte ad una rilevazione catastale, con il tributo che ricadeva direttamente sul suolo e sui singoli proprietari, sempre fatte salve le autonomie cittadine. Sui cittadini romani gravano invece le tasse sulle manomissioni, sulle vendite all'asta e la vicesima hereditatum (tassa di successione). Progressivamente la riscossione delle imposte viene sottratta alle società di pubblicani e organizzata direttamente dai funzionari imperiali.
In particolare nelle province orientali, eredi dei regni ellenistici, si sviluppò il culto dell'imperatore vivente e dei suoi familiari, come segno di lealismo, organizzato in forma ufficiale da associazioni di culto provinciali. In occidente si diffuse in modo analogo il culto dell'imperatore divinizzato dopo la sua morte, ugualmente organizzato in forma ufficiale dai concilia provinciae e con appositi flamine (cariche sacerdotali).
Proseguì la tradizionale politica di protezione delle élite cittadine, sebbene le autonomie delle città si andassero progressivamente riducendo. Le città facevano a gara nell'abbellirsi con opere pubbliche, causando a volte crisi nelle finanze locali: queste comportarono l'invio, prima saltuario e poi permanente di funzionari imperiali con funzioni di controllo e le città si ridussero progressivamente ad organi periferici dell'amministrazione imperiale. In occidente, dove l'organizzazione urbana era più carente, proseguì la creazione di nuove città, in genere centri di un territorio che rispettava la preesistente organizzazione tribale. Le élite cittadine furono progressivamente assimilate, con il conferimento dello ius Latii o del titolo di municipium civium Romanorum e con la creazione di colonie.
Nelle province di confine (come l'Illyricum, diviso poi in Dalmazia e Pannonia, oltre alla Mesia) la romanizzazione si basò sugli stanziamenti delle legioni, intorno ai cui accampamenti si crearono insediamenti (canabae) che si andavano trasformando in vere e proprie città.
La Tracia, monarchia formalmente indipendente sotto gli Odrisi venne istituita come provincia procuratoria sotto Claudio nel 44-46 e vi fu annesso il Chersoneso Tracico, distaccato dalla Macedonia.
In Asia Minore diversi stati cuscinetto, creati al momento della conquista, vennero progressivamente annessi e organizzati in province, le quali subirono nel tempo diverse variazioni di confine, riunioni e separazioni: la Galazia (Galatia), venne annessa nel 25 a.C., alla morte del re Aminta. Vi venne unito il regno del Ponto Polemoniaco, dopo la morte dell'ultimo re Polemone II e la Cappadocia, nel 17, dopo la deposizione del re Archelao, più tardi nuovamente distaccata come provincia autonoma. Sempre sotto Claudio, nel 43, perse la sua indipendenza anche la Licia, unita alla Panfilia (staccata dalla Galazia) nella nuova provincia di Licia e Panfilia.
Erode il Grande governò la Palestina come re a partire dal 37 a.C.: alla sua morte nel 4 a.C. il regno venne diviso tra i tre figli e nel 6 venne creata la prefettura di Iudaea, non una provincia autonoma, ma un distretto sottoposto all'autorità del legatus Augusti pro praetore di Siria. Il titolo di Ponzio Pilato (e degli altri reggenti romani della regione) era praefectus e non, come erroneamente riportato da Tacito, procurator (iscrizione di Cesarea marittima). Tra il 38 e il 41 Erode Agrippa I, un nipote del primo Erode, ottenne il titolo di re e acquisì progressivamente i territori del regno, compresa la prefettura di Giudea. Alla sua morte nel 44 l'intero regno fu trasformato definitivamente in provincia autonoma, retta da un procurator Augusti. Dopo la ribellione del 66-73, con la distruzione di Gerusalemme, il governatore fu un legato imperiale. Un'altra rivolta ebraica si diffuse nelle diverse regioni dell'impero tra il 114 e il 117 e un'altra grande rivolta guidata da Bar Kokhba nel 132-136 in seguito alla fondazione della Colonia Iulia Aelia Capitolina sul sito di Gerusalemme.
Le regioni montuose della Spagna settentrionale furono definitivamente sottomesse tra il 27 e il 25 a.C. (Asturia e Galizia) e il territorio venne riorganizzato: alle province repubblicane si sostituirono tre nuove province, ovvero Betica, Tarraconense e Lusitania. Tra il 27 e il 16 a.C. vennero inoltre riorganizzati i territori conquistati da Cesare nelle Gallie: alla Gallia Transalpina, ora Gallia Narbonense (Gallia Narbonensis) si aggiunsero le Tres Galliae: l'Aquitania (Aquitania), la Gallia Belgica (Gallia Belgica) e la Gallia Lugdunense (Gallia Lugdunensis).
L'annessione dei territori delle Alpi proseguiva la politica repubblicana a difesa dell'Italia: il Norico (Noricum) venne conquistato, sembra in modo pacifico, nel 16 a.C. e inizialmente si conservò formalmente la monarchia locale nella capitale, l'oppidum di Noreia. La provincia procuratoria del Norico fu creata da Claudio. La Rezia (Raetia) fu pacificata a partire 15 a.C., mediante due spedizioni condotte da Druso e da Tiberio. La provincia procuratoria di Raetia venne creata anch'essa da Claudio. Inizialmente comprendeva anche le Alpi Pennine (Vallis Poenina o Alpes Poeninae). Le Alpi Marittime (Alpes Maritimae) e quelle Cottiae furono organizzate in province solo con Nerone per assicurare le comunicazioni con la Gallia attraverso i passi alpini e il controllo del portorium, il diritto per il passaggio: il trofeo di La Turbie, che celebra le vittorie contro le tribù alpine, elenca le genti sconfitte nei due distretti. Il regno dei Cozii di Cozio, che si era sottomesso pacificamente ai Romani, si mantenne infatti sino a Nerone, sotto la denominazione di prefettura.
| Claudio: Didracma                                             | Claudio: Didracma |
| ------------------------------------------------------------- | --- |
|                                                               | |
| TI CLAVD CAESAR AVG GERM P M TR P, testa laureata a sinistra. | Claudio che guida una quadriga frionfale verso destra, tiene le redini ed uno scettro; sotto la scritta DE BRITANNIS. |
| 21 mm, 7.48 g, coniato nel 43-48.                             | |

L'imperatore Caligola, in seguito alla morte del figlio di Giuba II, Tolomeo (nel 40) dispose che il regno "cliente" di Mauretania passasse sotto il controllo diretto di Roma. Al suo successore rimase il compito di pacificare l'area. Claudio, infatti nel 42, dopo aver domato una rivolta delle locali tribù berbere, creò due nuove province: della Mauretania Caesariensis (con capitale Iol-Caesarea, oggi Cherchell) e della Mauretania Tingitana (con capitale prima, probabilmente Volubilis e quindi Tingis, oggi Tangeri), sebbene alcuni principati indigeni conservassero ancora un'indipendenza di fatto nelle regioni interne montuose. Frattanto in Oriente alla Giudea fu data nuovamente l'indipendenza nel 41 da Caligola e poi tolta da Claudio nel 44.
Alla morte di Remetalce III il regno di Tracia, tornò a dividersi. Preoccupato dalla continua conflittualità, dopo che già in passato Tiberio era dovuto intervenire per sedare i continui disordini tra le popolazioni traciche (17-19), alleate e "clienti" di Roma almeno dai tempi di Augusto, Claudio decise di annettere la regione e istituì la nuova provincia di Tracia (46).
In seguito alla prima fase della conquista della Britannia, il popolo degli Iceni (a partire dal 47), ottenne la semi-indipendenza da Roma, sapendo quest'ultima che alla morte del loro re, Prasutago, questi territori sarebbero stati inglobati in quelli della vicina provincia romana. Ma il re, predispose diversamente le cose. Deliberò, infatti, che almeno una parte dei suoi domini rimanesse alle figlie e alla moglie Budicca, la quale guidò, poco dopo, una rivolta contro i Romani, soffocata nel sangue dalle legioni romane, al termine della quale i suoi territori finirono sotto il dominio romano.

### Regni e popoli "clienti" di Roma
I Romani intuirono che il compito di governare e di civilizzare un gran numero di genti contemporaneamente era pressoché impossibile, e che sarebbe risultato più semplice lasciare l'organizzazione di questi piccoli regni, affidata a principi nati e cresciuti nel paese d'origine. Nacque quindi la figura dei re clienti, la cui funzione era quella di promuovere lo sviluppo politico ed economico dei loro regni, favorendone la civilizzazione e l'economia. Un "re cliente", riconosciuto dal Senato romano come amicus populi Romani, di solito non era altro che uno strumento del controllo nelle mani dell'Impero romano. Ciò non riguardava solo la politica estera e difensiva, dove al re cliente era affidato il compito di assumersi l'onere di garantire lungo i propri confini la sicurezza contro infiltrazioni e pericoli "a bassa intensità", ma anche le questioni interne dinastiche, nell'ambito del sistema di sicurezza imperiale. Ma i Regni o i popoli clienti, poco potevano fare contro i pericoli "ad alta intensità" (come sostiene Edward Luttwak), come le invasioni su scala provinciale. Potevano dare il loro contributo, rallentando l'avanzata nemica con le proprie e limitate forze, almeno fino al sopraggiungere dell'alleato romano: in altre parole potevano garantire una certa "profondità geografica", ma nulla di più.
L'Imperatore romano Augusto continuò sulla strada che avevano tracciato i suoi predecessori repubblicani lasciando sotto il comando di alcuni re clienti determinate regioni che, non erano ritenute ancora pronte per l'annessione in qualità di province. I Romani, già in passato, si erano resi conto che il compito di governare direttamente e di civilizzare alcune popolazioni sarebbe risultato assai difficile, e di sicuro più semplice se affidato a principi locali. La funzione dei re clienti doveva essere quella di promuovere un continuo scambio di interessi tra l'Impero ed il loro popolo, sia in termini politico-militari (anche fornendo armati durante le campagne militari dell'alleato romano), sia in termini economici con scambi sempre più frequenti ed uno sviluppo culturale crescente. Quando questo sviluppo fosse giunto ad un livello soddisfacente, i loro regni erano pronti per essere annessi, come province o parti di esse.
Tale disegno politico fu applicato in Occidente alle Alpi Cozie (affidate a Cozio, principe indigeno, ed al di lui figlio, Cozio II, fino al 63 quando entrarono a far parte dell'Impero romano) al regno di Maroboduo dei Quadi e Marcomanni (fin dal 6), del Norico, di Tracia (dove si resero indispensabili continui interventi romani per salvare la debole dinastia degli Odrisi) e Mauretania (affidato dai Romani al re, Giuba II, ed a sua moglie, Cleopatra Selene II); in Oriente al Regno d'Armenia, di Giudea (rimasta indipendente fino al 6), Cappadocia e del Bosforo Cimmerio. A questi re clienti fu lasciata piena libertà nell'amministrazione interna, e probabilmente non furono tenuti a pagare tributi regolari, ma dovevano provvedere a fornire truppe alleate al bisogno oltre a concordare preventivamente la loro politica estera con l'imperatore.
Analizzando nel dettaglio la politica orientale augustea scopriamo che ad occidente dell'Eufrate, Augusto tentò di riorganizzare l'Oriente romano, aumentando direttamente i territori amministrati da Roma. Egli infatti inglobò alcuni stati vassalli, trasformandoli in province, come la Galazia di Aminta nel 25 a.C., o la Giudea di Erode Archelao nel 6 (dopo che vi erano stati dei primi disordini nel 4 a.C. alla morte di Erode il Grande; rafforzò vecchie alleanze con i discendenti di Erode, con re locali, divenuti "re clienti di Roma", come accadde ad Archelao, re di Cappadocia, ad Asandro re del Bosforo Cimmerio, e a Polemone I re del Ponto, oltre ai sovrani di Emesa, Iturea, Commagene, Cilicia, Calcide, Nabatea, Iberia, Colchide e Albania.
| Augusto: denario                                                                                 | Augusto: denario                                                       |
| ------------------------------------------------------------------------------------------------ | ---------------------------------------------------------------------- |
|                                                                                                  |                                                                        |
| AUGUSTUS, testa di Augusto verso destra;                                                         | ARMENIA CAPTA, un copricapo armeno, un arco ed una faretra con frecce. |
| Argento, 3,77 g; coniato nel 19-18 a.C., dopo che l'Armenia tornò nell'area di influenza romana. |                                                                        |

Al contrario ad oriente dell'Eufrate, Augusto ebbe come obbiettivo quello di ottenere la maggiore ingerenza politica senza intervenire con dispendiose azioni militari. Il punto cruciale era costituito dal regno d'Armenia che, a causa della sua posizione geografica, era da un cinquantennio oggetto di contesa fra Roma e la Partia. Egli mirò a fare dell'Armenia uno "stato-cuscinetto-cliente" romano, con l'insediamento di un re gradito a Roma, e se necessario imposto con la forza delle armi.
In questo caso, nell'inverno del 21-20 a.C., Augusto ordinò al ventunenne Tiberio di muovere in Oriente, verso l'Armenia. Essa era, infatti, una regione di fondamentale importanza per l'equilibrio politico di tutta l'area orientale: svolgeva un ruolo di cuscinetto tra l'impero romano ad ovest e quello dei Parti ad est, ed entrambi volevano farne un proprio Stato vassallo, che assicurasse la protezione dei confini dai nemici.
I Parti, spaventati dall'avanzata delle legioni romane, scesero a compromessi e sottoscrissero una pace con lo stesso Augusto, giunto intanto in Oriente da Samo, restituendo le insegne e i prigionieri di cui si erano impossessati dopo la vittoria su Marco Licinio Crasso nella battaglia di Carre del 53 a.C. Al suo arrivo, dunque, Tiberio non dovette far altro che incoronare Tigrane, che prese il nome di Tigrane III, come re cliente, in una cerimonia pacifica e solenne, tenutasi davanti agli occhi delle legioni romane, mentre Augusto fu proclamato imperator per la nona volta e annunciò in senato il vassallaggio dell'Armenia senza tuttavia decretarne l'annessione tanto che scrissenelle sue Res gestae divi Augusti:
(Augusto, Res gestae divi Augusti, 27.)

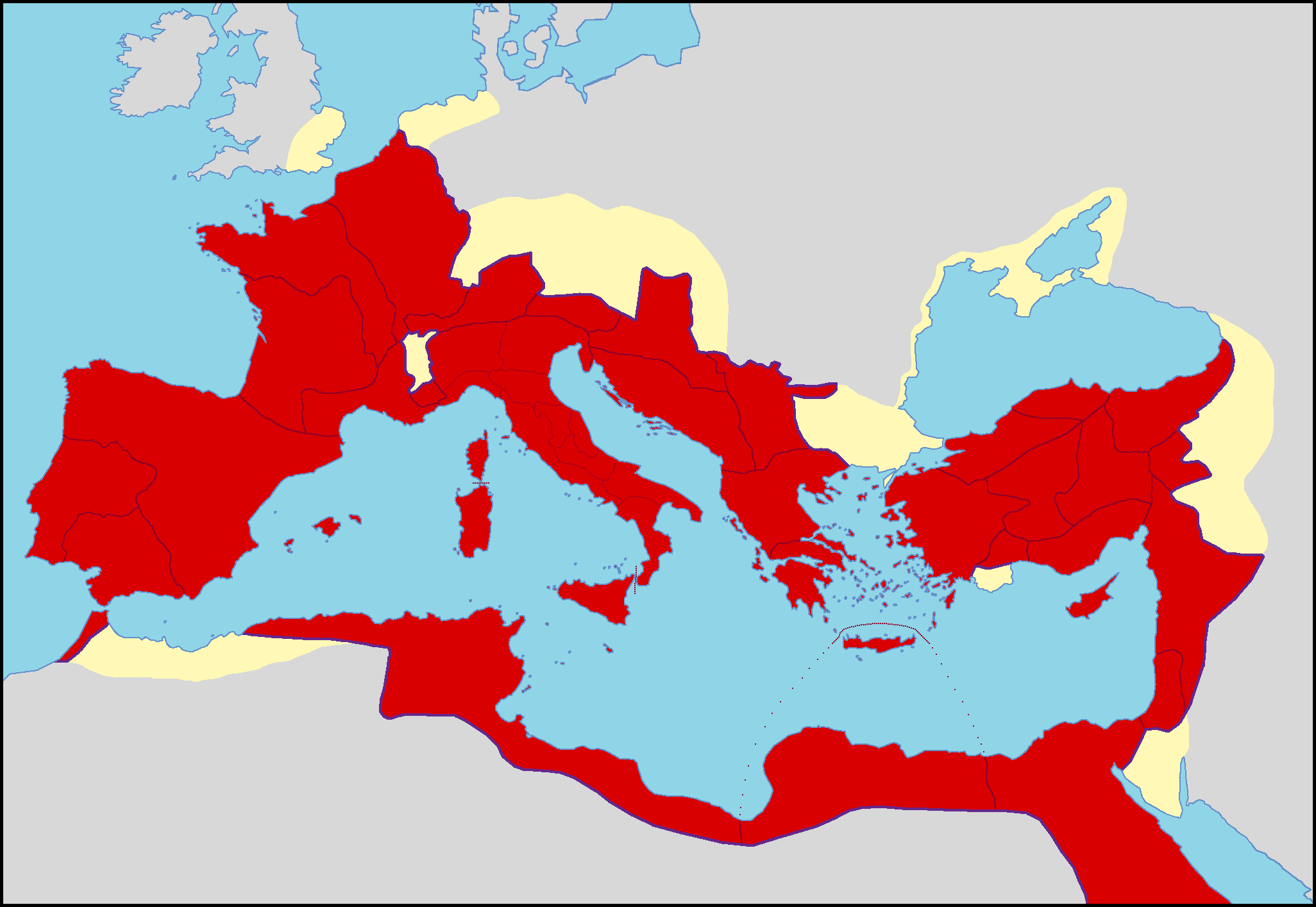
Regni "clienti" alla morte di Tiberio (nel 37), dove al di fuori dei confini imperiali (in rosso), sono indicati quelli "vassalli" di Roma (in giallino). Si trattava ad esempio del regno di Mauretania, di Tracia e Norico, d'oltre Danubio di Maroboduo (Quadi e Marcomanni).

Sotto Tiberio, al termine di tre anni di campagne militari in Germania Magna (dal 14 al 16), Germanico era riuscito ad ottenere l'alleanza di numerose popolazioni germaniche a nord del Danubio ed a est del Reno, divenute ora "clienti" (come ad es.gli Angrivari), dopo la campagna del 16, o i Batavi, Frisi e Cauci lungo la costa del mare del Nord, almeno fino all'epoca di Claudio). Tiberio decise, infine, di sospendere ogni attività militare oltre il Reno, lasciando che fossero le stesse popolazioni germaniche a sbrigarsela, combattendosi tra loro. Egli strinse solo alleanze con alcuni popoli contro altri (es. i Quadi e Marcomanni di Maroboduo, contro i Cherusci di Arminio); i sarmati Iazigi (a cui diede il permesso di frapporsi nella piana del Tisza, tra i confini della nuova provincia di Pannonia ed i temibili Daci, attorno al 20), in modo da mantenerli sempre in guerra tra di loro; evitando di dover intervenire direttamente, con grande rischio di incorrere in nuovi disastri come quello di Varo; ma soprattutto senza dover impiegare ingenti risorse militari ed economiche, per mantenere la pace entro i "possibili e nuovi" confini imperiali.
In Oriente, invece, la situazione politica, dopo un periodo di relativa tranquillità successivo agli accordi tra Augusto e i sovrani partici, tornò a farsi conflittuale. Il nuovo sovrano, estraneo alle tradizioni locali, risultò inviso ai Parti stessi. Sconfitto e cacciato da Artabano II, fu costretto a rifugiarsi in Armenia. Qui i re imposti sul trono da Roma erano morti, e Vonone fu dunque scelto come nuovo sovrano; tuttavia, ben presto Artabano fece pressione su Roma perché Tiberio destituisse il nuovo re armeno, e l'imperatore, per evitare di dover intraprendere una nuova guerra contro i Parti, fece arrestare Vonone dal governatore romano di Siria.
A turbare la situazione orientale intervennero anche le morti del re della Cappadocia Archelao, che era venuto a Roma a rendere omaggio a Tiberio, di Antioco III re di Commagene, e di Filopatore, re di Cilicia: i tre stati, che erano "vassalli" di Roma, si trovavano in una situazione di instabilità politica, e si acuivano i contrasti tra il partito filoromano e i fautori dell'autonomia.
La difficile situazione orientale rendeva necessario un intervento romano, e Tiberio nel 18 inviò il figlio adottivo, Germanico, che fu nominato console e insignito dell'imperium proconsolaris maius su tutte le province orientali, accompagnato dal nuovo governatore di Siria, Gneo Calpurnio Pisone. La sistemazione dell'Oriente approntata da Germanico garantì la pace fino al 34: in quell'anno il re Artabano II di Partia, convinto che Tiberio, ormai vecchio, non avrebbe opposto resistenza da Capri, pose il figlio Arsace sul trono di Armenia dopo la morte di Artaxias. Ma Tiberio decise di inviare Tiridate, discendente della dinastia arsacide tenuto in ostaggio a Roma, a contendere il trono partico ad Artabano, e sostenne l'insediamento di Mitridate, fratello del re di Iberia, sul trono di Armenia. Mitridate, con l'aiuto del fratello Farasmane, riuscì ad impossessarsi del trono di Armenia, sconfiggendo gli stessi Parti di Orode, figlio di Artabano. Quest'ultimo temendo un nuovo massiccio intervento da parte dei Romani, rifiutò di inviare altre truppe contro Mitridate, e abbandonò le proprie pretese sul regno di Armenia. Tuttavia, poco tempo più tardi, quando Tiridate era sul trono da circa un anno, Artabano, radunato un grosso esercito, marciò contro di lui. L'arsacide inviato da Roma, impaurito, fu costretto a ritirarsi, e Tiberio dovette accettare che lo Stato dei Parti continuasse ad essere governato da un sovrano ostile ai Romani.
Sotto Nerone, tra il 58 e il 63, i Romani intrapresero una nuova campagna contro l'impero dei Parti, che avevano invaso ancora una volta l'Armenia. Dopo essersi ripresi il regno nel 60 ed averlo di nuovo perduto nel 62, i Romani inviarono nel 63 Gneo Domizio Corbulo nei territori di Vologase I di Parthia, il quale riuscì a ricondurre allo status di cliente l'Armenia, che vi rimase fino al secolo seguente, quando Traiano intraprese una nuova serie di campagne militari contro i Parti (nel 114).
Contemporaneamente in Occidente, in Britannia, con la morte del re "cliente" degli Iceni, Prasutago, Roma auspicava ad inglobare il suo regno, ma il re, morendo, lasciò i suoi domini ai suoi familiari, nominando co-erede l'imperatore romano, Nerone. Era consuetudine di Roma concedere l'indipendenza ai regni alleati, solo finché fossero stati vivi i loro sovrani o i loro figli maschi. Così, quando Prasutago morì, il regno fu annesso dai Romani, come se fosse stato conquistato. La regina Budicca protestò con forza, ma i Romani la umiliarono esponendola nuda in pubblico, frustandola, mentre le giovani figlie furono stuprate. La reazione del popolo degli Iceni non si fece attendere, e nel 60 o 61, mentre il proconsole romano Gaio Svetonio Paolino stava conducendo una campagna contro i druidi dell'isola di Anglesey, Iceni e Trinovanti, si ribellarono sotto la guida di Budicca. Fu necessario un lungo anno di dura e sanguinosa lotta, prima di poter annettere definitivamente l'ex-regno di Prasutago.

## Religione
|  |  |

La crisi della religione romana, iniziata nella tarda età repubblicana, s'intensificò in età imperiale. Le cause del lento degrado della religione pubblica furono molteplici.
Già da qualche tempo vari culti misterici di provenienza medio-orientale, quali quelli di Cibele, Iside e Mitra, erano entrati a far parte del ricco patrimonio religioso romano. Col tempo le nuove religioni assunsero sempre più importanza per le loro caratteristiche escatologiche e soteriologiche in risposta alle insorgenti esigenze della religiosità dell'individuo, al quale la vecchia religione non offriva che riti vuoti di significato.
La critica alla religione tradizionale veniva anche dalle correnti filosofiche dell'Ellenismo, che fornivano risposte intorno a temi propri della sfera religiosa, come la concezione dell'anima e la natura degli dei. Un'altra caratteristica tipica del periodo fu quella del culto imperiale. Dalla divinizzazione post-mortem di Gaio Giulio Cesare e di Ottaviano Augusto.
Sotto Tiberio nasceva, frattanto, il Cristianesimo, che riuscì ad affermarsi però solo nei secoli successivi. Tiberio mostrò una particolare avversione per i culti orientali: nel 19 furono infatti resi illegali i culti caldei e giudaici, e coloro che li professavano furono costretti all'arruolamento o espulsi dall'Italia. Ordinò di bruciare ogni paramento e oggetto sacro adoperato per i culti in questione, e, mediante l'arruolamento, poté inviare i giovani di religione ebraica nelle regioni più lontane e malsane, in modo da infliggere un duro colpo alla diffusione del culto.
Vi è da aggiungere che fino alla metà del I secolo, i Romani non furono in grado di distinguere tra cristiani ed ebrei, ritenendo il Cristianesimo solo una setta estremista e litigiosa dei Giudei. Lo prova indirettamente l'espulsione dei Giudei da Roma con l'editto di Claudio, fatto riportato sia da Svetonio, che ritiene che l'agitatore giudeo sia un certo Cresto (Iudaeos impulsore Chresto assidue tumultuantis Roma expulit), sia dal resoconto contenuto negli Atti:
I Romani infatti, all'inizio, non perseguitarono i cristiani in quanto tali e non li ritennero pericolosi per lo Stato finché non si resero conto che il cristianesimo era una religione diversa da quella ebraica (che godeva dello status di religio licita). La stessa persecuzione di Nerone fu, infatti, locale e limitata a Roma. Nel 64, scoppiò il grande incendio di Roma, del quale il medesimo imperatore fu accusato dall'opinione pubblica, come riferisce Tacito; questi narra che l'imperatore cercò in tutti i modi di favorire le vittime del disastro e di stornare da sé l'accusa che pendeva sul suo capo, con vari provvedimenti.
(Tacito, Annales)

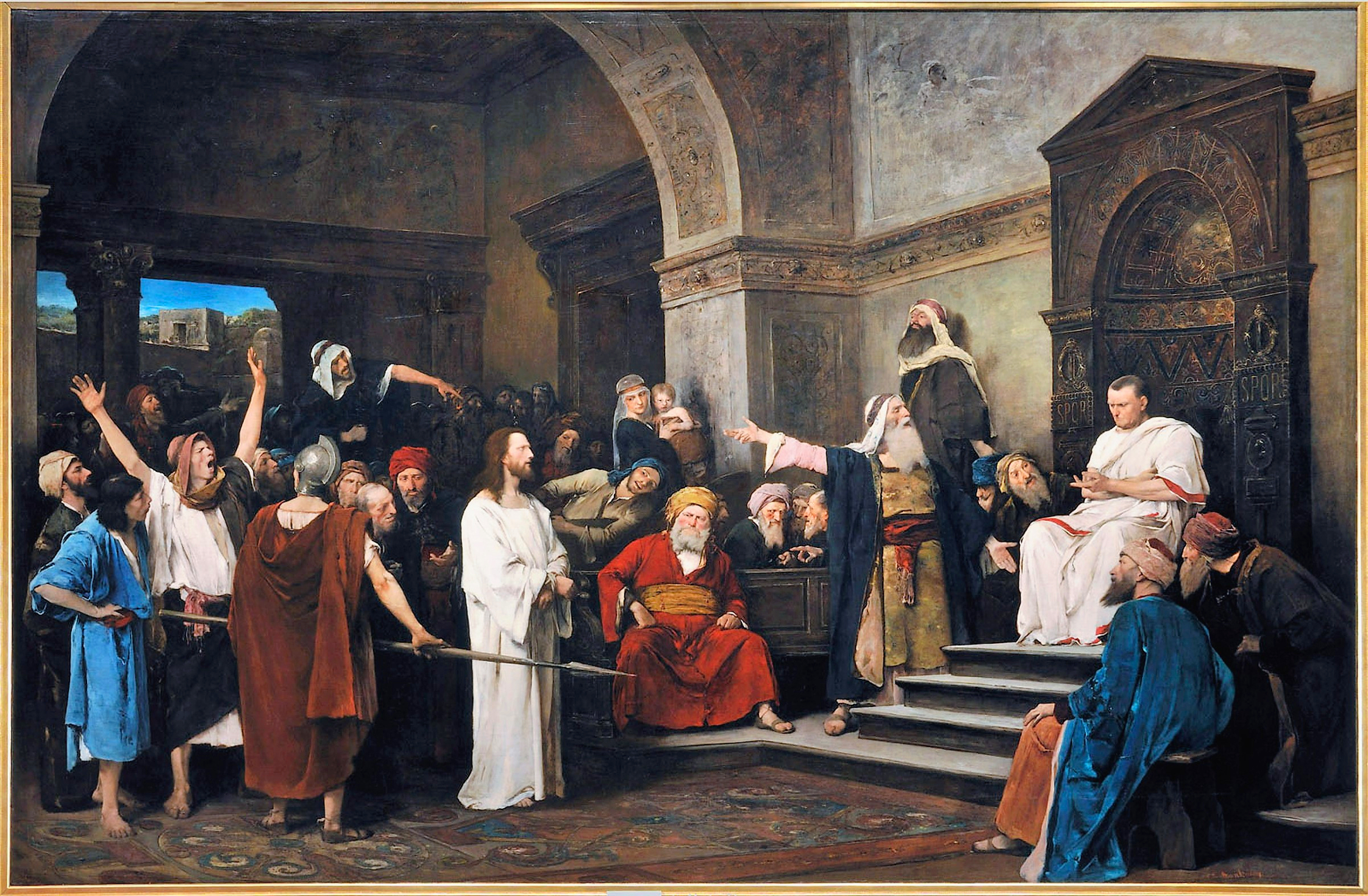
Mihály Munkácsy, Cristo davanti a Pilato, 1881. Era nato il Cristianesimo.

I cristiani apparvero in breve un perfetto capro espiatorio. A questo punto, Tacito inserisce un esplicito riferimento a Cristo ed ai suoi seguaci:
(Tacito, Annales, XV.44)
Più in generale, il capo d'accusa imputato ai cristiani ("odio del genere umano") non costituiva un titolo giuridico effettivo, ma assunse, almeno secondo gli apologeti cristiani, vigore di legge, nella formulazione non licet esse vos: la menziona Tertulliano, come Institutum Neronianum, e a lui si allineano, probabilmente sempre con riferimento a Nerone, Lattanzio, l'apologeta Apollonio e Origene. Sul fondamento giuridico delle persecuzioni ai cristiani sono state sviluppate tre teorie. La prima riguarda l'esistenza, citata da diversi autori cristiani, di una o più leggi specificatamente anticristiane, che ad oggi non sono state però identificate: un senatoconsulto del 35 e l'Institutum Neronianum sono stati ad esempio indicati in via congetturale, senza che si possa però attestare che fossero iniziative espressamente dedicate ai cristiani. L'esercizio del potere coercitivo da parte dei magistrati romani per mantenere l'ordine pubblico costituisce invece il nucleo della seconda teoria, che enfatizza in particolare il ruolo degli organi periferici e l'azione condotta nelle province, anche senza lo svolgimento di regolari processi. Secondo un terzo orientamento la repressione della nuova religione avrebbe infine trovato il suo fondamento nel diritto penale comune (lesa maestà, sacrilegio e simili).
L'atteggiamento dell'Impero nei confronti della nuova setta appare condizionato sia dalla diffidenza, e spesso dall'ostilità, del popolo, sia dal contrasto con la scala di valori dei cristiani, evidente ad esempio nel rifiuto di sacrificare all'imperatore. Era probabile intenzione di Tiberio, stando a Tacito, di legalizzare la nuova setta, soprattutto per il suo carattere messianico privo di portato politico e anti-romano. L'imperatore intendeva sottrarre alla giurisdizione del Sinedrio il cristianesimo, così com'era stato fatto per i Samaritani. L'importanza della stabilità della frontiera orientale era tale agli occhi di Tiberio che tra il 36 e il 37 il legatus in Giudea Vitellio operò su suo ordine contro Caifa e Pilato.

## Diritto, usi e costumi
Ottaviano, una volta ricevuti i necessari poteri da parte di Senato e Popolo romano, cominciò ad assumere misure atte a dare all'Italia e alle Province il sospirato benessere dopo oltre un decennio di guerre civili: riordinò il cursus honorum delle magistrature repubblicane e promosse leggi che frenavano il diffondersi del celibato e incoraggiavano la natalità, emanando la lex Julia de maritandis ordinibus del 18 a.C. e la lex Papia Poppaea del 9 d.C. (a completamento della prima legge). Ciò emerge anche nelle cosiddette Res gestae Divi Augusti:
Fra le maggiori riforme nel campo del diritto romano vi fu così l'introduzione delle cosiddette Leges Iuliae, leggi introdotte da Augusto dall'anno 18 a.C. al 9 d.C., le quali prevedevano alcuni provvedimenti sulla famiglia e sul rispetto delle antiche tradizioni (mos maiorum).
Augusto elaborò un piano, in parte attuato con le Leges Iuliae, che si suddivideva in tre punti fondamentali: 
1. Il ritorno alla moralità della famiglia: gli adulteri furono proibiti e puniti con l'esilio. Ci si doveva sposare entro i giusti limiti di età e di classe sociale, chi non si sposava e non aveva figli era multato.
2. Ritorno alla campagna e alla sanità anche morale che essa procura. Gli antenati dei Romani erano agricoltori umili, non ricchi lussuriosi (si veda l'esempio di Cincinnato).
3. Celebrazione del mito di Roma attraverso le opere letterarie. Ottaviano avvicinò a sé numerosi intellettuali come Publio Virgilio Marone che pubblicarono opere celebrative di Roma.

Questi provvedimenti non furono ben visti dalla classe equestre. La prima vittima delle leggi emanate da Augusto fu sua figlia Giulia, condannata all'esilio per aver condotto una vita lussuriosa e per aver complottato contro l'imperatore. Augusto stesso affermò in pubblico che Giulia era colpevole di aver complottato contro la sua vita..
Il successore Tiberio riformò almeno in parte l'ordinamento augusteo contro il celibato, incentrato sulla lex Papia Poppea: egli, pur senza abolire le disposizioni del patrigno, nominò una commissione che si occupò di riformare l'ordinamento e di rendere meno severe le pene da comminare ai celibi, o a coloro che, pur sposati, non avevano figli; furono, tuttavia, ugualmente presi dei provvedimenti che tenessero a freno il lusso e garantissero la moralità dei costumi.
Tra i provvedimenti più importanti rientra, poi, l'approvazione della lex de maiestate, che prevedeva che fossero perseguibili e passibili di condanna tutti coloro che avessero recato offesa alla maestà del popolo romano. Sulla base di una legge tanto vaga poteva ritenersi colpevole sia chi si fosse reso responsabile di una sconfitta militare o di una sedizione, sia chi avesse male amministrato lo Stato. La legge, che tornava in vigore dopo essere stata abrogata, divenne presto uno strumento nelle mani dell'imperatore, del senato, e soprattutto del prefetto Seiano, per incriminare gli oppositori politici. Tiberio, tuttavia, si mostrò più volte contrario alle sentenze politiche, evitando che i processi fossero determinati da raccomandazioni e incitando più volte i magistrati ad agire in totale onestà.

## Esercito
Augusto
Ad Augusto, primo imperatore romano, si deve la più importante riforma delle forze armate di terra (con l'introduzione di milizie specializzate per la difesa e la sicurezza dell'Urbe, come le coorti urbane, i vigiles e la guardia pretoriana) e di mare (con la formazione di nuove flotte in Italia e nelle provincie) dell'intera storia romana. Creò un esercito permanente di volontari, disposti a servire inizialmente per sedici anni (i legionari), e poi per vent'anni (dal 6); gli auxilia provinciali furono invece tratti da volontari non-cittadini, desiderosi di diventare cittadini romani al termine di una ferma militare della durata di 20-25 anni.
- Istituì un cursus honorum anche per coloro che aspiravano a ricoprire i più alti incarichi nella gerarchia dell'esercito (ordine senatorio ed equestre), con l'introduzione di generali professionisti, non più comandanti inesperti mandati allo sbaraglio nelle province di confine.
- Riordinò l'intero sistema di difese dei confini imperiali, acquartierando in modo permanente legioni e auxilia in fortezze e forti lungo il limes. Portò ordine nell'amministrazione finanziaria dello Stato romano, attribuendo un salario e una gratifica di congedo a tutti i soldati dell'esercito imperiale (sia ai legionari che agli ausiliari) con la creazione di un aerarium militare.
- Delle legioni sopravvissute alla guerra civile, 28 rimasero dopo Azio, e 25 dopo la disfatta di Teutoburgo, oltre ad un numero crescente di auxilia. In totale vi erano circa 340 000 uomini, di cui 140 000 servivano nelle legioni. Furono formate anche le coorti pretoriane e urbane (di Roma, Cartagine, Lione e d'Italia) e dei Vigili di Roma; la flotta imperiale divisa in squadre a Ravenna, Miseno e Forum Iulii, e quelle provinciali di Siria e Egitto, e le flottiglie fluviali su Reno, Danubio e Sava.[82]
- poco dopo la fine della rivolta dalmato-pannonica del 6-9 e poco prima della disfatta di Teutoburgo, c'erano 28 legioni lungo i confini imperiali romani, così come è evidenziato qui sotto nella tabella riassuntiva sulla loro dislocazione:[83]

| N. fortezze legionarie | unità legionaria         | località antica         | località moderna                  | provincia romana    |
| ---------------------- | ------------------------ | ----------------------- | --------------------------------- | ------------------- |
| 1                      | Legio I Germanica        | Noviomagus Batavorum    | Nimega                            | Gallia Belgica      |
| 2                      | Legio V Alaudae          | Vetera                  | Xanten                            | Gallia Belgica      |
| 3                      | Legio XIX Paterna?       | Aliso                   | Haltern am see                    | Germania            |
| 4                      | Legio XVIII Lybica?      | ?                       | Anreppen                          | Germania            |
| 5                      | Legio XVII Classica?     | Colonia Agrippina       | Colonia                           | Gallia Belgica      |
| 6                      | Legio XIV Gemina         | Mogontiacum             | Magonza                           | Gallia Belgica      |
| 7                      | Legio XVI Gallica        | ?                       | Marktbreit                        | Germania            |
| 8                      | Legio XXI Rapax          | Augusta Vindelicorum    | Augusta                           | Vindelicia          |
| 9                      | Legio XV Apollinaris     | Aquileia                | Aquileia                          | Italia              |
| 10                     | Legio XIII Gemina        | Emona                   | Lubiana                           | Pannonia            |
| 11                     | Legio IX Hispana         | Siscia                  | Sisak                             | Pannonia            |
| 12                     | Legio VIII Augusta       | Sirmium                 | Sremska Mitrovica                 | Pannonia            |
| 13                     | Legio XX Valeria Victrix | Burnum                  | Suplja Crkva                      | Dalmazia            |
| 14                     | Legio XI Claudia         | Tilurium                | Gardun                            | Dalmazia            |
| 15                     | Legio VII Claudia        | Naissus                 | Niš                               | Mesia               |
| 16                     | Legio V Macedonica       | Scupi                   | Skopje                            | Mesia               |
| 17                     | Legio X Fretensis        | Amphipolis              | Anfipoli                          | Macedonia           |
| 18                     | Legio VI Ferrata         | Ancyra                  | Ankara                            | Galazia             |
| 19                     | Legio IV Scythica        | Zeugma                  | Belkis                            | Siria               |
| 20                     | legio III Gallica        | Antiochia               | Antakya                           | Siria               |
| 21                     | Legio XII Fulminata      | Raphaneae               | Châma                             | Siria               |
| 22                     | Legio XXII Deiotariana   | Nicopolis               | Alessandria d'Egitto              | Egitto              |
| 23                     | Legio III Cyrenaica      | Coptos e Thebae         | Qift e Al Uqsur                   | Egitto              |
| 24                     | Legio III Augusta        | Thugga o Ammaedara      | Haidra                            | Africa proconsolare |
| 25                     | Legio II Augusta         | Petavonium o Iuliobriga | Rosinos de Vidriales o Retortillo | Hispania Citerior   |
| 26                     | Legio IIII Macedonica    | Pisoraca                | Herrera de Pisuerga               | Hispania Citerior   |
| 27                     | Legio VI Victrix         | Legio                   | León                              | Hispania Citerior   |
| 28                     | Legio X Gemina           | Asturica Augusta        | Astorga                           | Hispania Citerior   |

Tiberio
- nominò dal 14 al 37 un solo prefetto del pretorio per volta, designando per questa posizione di comando il tristemente noto Seiano. Insieme a quest'ultimo decise di concentrare ed alloggiare le 9 coorti pretoriane e le 3 coorti urbane (20-23 circa) nella stessa città di Roma, (nei Castra Praetoria sull'Esquilino, al di là delle mura serviane).[91] Le dodici unità furono alloggiate in un campo di 440 x 380 metri, pari a 16,72 ha, ad ovest del quale fu approntata un'area per le esercitazioni.[92]
- concesse nel 24 la cittadinanza romana alle coorti di vigili di Roma che avessero svolto almeno sei anni di servizio, in seguito ridotto a soli tre anni;[91]
- dispose che l'acquartieramento delle legioni lungo il limes acquisisse le caratteristiche di una maggiore permanenza e stabilità, tanto che i terrapieni, rinforzati con una palizzata in legno, diventassero sempre più massicci, mentre gli alloggiamenti più confortevoli, mentre in rari casi sembra che alcuni accampamenti legionari siano stati costruiti in pietra (come ad Argentoratae e Vindonissa);[93]
- sul finire del suo principato, la classica aramtura a “maglia di ferro” (lorica hamata) del legionario fu sostituita con quella della lorica segmentata, ben rappresentata sulla colonna traiana;[94]

Caligola
- creò nel 39, due nuove legioni, per una campagna in Germania Magna, sulle orme di suo padre Germanico e di suo nonno Druso maggiore: XV Primigenia e la XXII Primigenia;[95][96]
- al fine di ingraziarsi i pretoriani, aumentò il numero delle loro coorti da 9 a 12.[97]

Claudio
- riorganizzò la carriera degli ufficiali di rango equestre (il cursus honorum), rimasta poi invariata fino alla metà del III secolo d.C., a partire dalla prefettura in una coorte quingenaria, cui seguiva il tribunato angusticlavio e la prefettura d'Ala, per poi aspirare da parte della maggior parte dei cavalieri, ad incarichi più elevati nelle procure e nelle altre prefetture civili e militari;[98]
- aumentò le coorti urbane (tra il 41 ed il 47) da 3 a 6,[91] fino a raggiungere il numero di 7 alla fine del suo stesso principato,[91] posizionandone una a Pozzuoli (la XV[99]) un'altra ad Ostia (la XVII[99]), i due grandi porti attraverso i quali passavano la maggior parte delle merci destinate a Roma,[91] una a Lugdunum (la XIII[99]) ed infine un'altra a Cartagine[99];
- istituì la nuova classis Britannica (vedi conquista della Britannia),[100] migliorando anche l'organizzazione dell'intera marina militare romana. Aumentò infatti il numero di cittadini liberi e provinciali impiegati fra i marinai, al contrario di quanto fosse accaduto all'epoca di Augusto, dove la maggioranza era costituita da schiavi e/o liberti. La flotta divenne ora parte degli auxilia regolari, dove i marinai ricevevano la cittadinanza al momento del congedo (honesta missio), dopo ventidue anni di servizio, mentre ai loro figli era consentito di prestare servizio nelle legioni.

Nerone
- creò una nuova legione nel 66-67,[101] composta da italici tutti di statura molto elevata, a cui venne dato il nome di I Italica, e che lo stesso Nerone ribattezzò “falange di Alessandro Magno”, circostanza che denotò le grandiose idee che si celavano nella sua mente. L'obiettivo della campagna militare consisteva nell'occupare le cosiddette “porte del Caspio” (passo di Darial), sottomettendo il popolo degli Albani e forse degli stessi sarmati Alani più a nord.[102]
- creò, infine, una nuova flotta nel Pontus Euxinus (oggi Mar Nero), la Classis Pontica, utilizzando anche navi appartenute al precedente regno di Tracia, annesso nel 46 da Claudio.[100]

Dopo la disfatta di Varo e la distruzione di tre intere legioni nel 9 (la legio XVII, XVIII e XIX), rimasero, durante tutto il principato di Tiberio solo 25 legioni. E se 8 nuove legioni furono create nel periodo compreso tra Caligola e la guerra civile del 68-69, 4 furono poi "sciolte", per cui sotto Vespasiano vi erano 29 legioni complessive: solo una in più, rispetto all'iniziale numero voluto da Augusto (di 28). In sostanza, se ipotizziamo in 5.500 armati per singola legione, il numero di legionari nel 9 d.C. si aggirava attorno ai 154.000, 137.500 dopo il 9, ma non oltre i 159.500 attorno al 70. Questa la situazione di come appariva la loro distribuzione dopo la morte dell'imperatore Nerone: c'erano 30/31 legioni attorno al 68:
| N. fortezze legionarie | unità legionaria                                                   | località antica   | località moderna     | provincia romana    |
| ---------------------- | ------------------------------------------------------------------ | ----------------- | -------------------- | ------------------- |
| 1                      | Legio IX Hispana:                                                  | Lindum            | Lincoln              | Britannia           |
| 2                      | Legio XX Valeria Victrix                                           | Viroconium        | Wroxeter             | Britannia           |
| 3                      | Legio II Augusta                                                   | Glevum            | Gloucester           | Britannia           |
| 4 e 5                  | Legio V Alaudae e legio XV Primigenia                              | Vetera            | Xanten               | Germania inferiore  |
| 6                      | Legio XVI Gallica                                                  | Novaesium         | Neuss                | Germania inferiore  |
| 7                      | Legio I Germanica                                                  | Bonna             | Bonn                 | Germania inferiore  |
| 8 e 9                  | Legio IIII Macedonica e Legio XXII Primigenia                      | Mogontiacum       | Magonza              | Germania superiore  |
| 10                     | Legio XXI Rapax                                                    | Vindonissa        | Windisch             | Germania superiore  |
| 11                     | Legio I Italica                                                    | Lugdunum          | Lione                | Gallia Lugdunensis  |
| 12                     | Legio I Adiutrix                                                   | Roma              | Roma                 | Italia              |
| 13 e 14                | Legio XIV Gemina e Legio VII Gemina                                | Carnuntum         | Altenburg-Petronell  | Pannonia            |
| 15                     | Legio XIII Gemina                                                  | Poetovio          | Ptuj                 | Pannonia            |
| 16                     | Legio XI Claudia                                                   | Burnum            | Suplja Crkva         | Dalmazia            |
| 17                     | Legio VII Claudia                                                  | Viminacium        | Kostolac             | Mesia               |
| 18                     | Legio III Gallica                                                  | Oescus            | Gigen                | Mesia               |
| 19                     | Legio VIII Augusta                                                 | Novae             | Svištov              | Mesia               |
| 20                     | Legio V Macedonica                                                 | Antiochia         | Antakya              | Siria               |
| 21                     | Legio IV Scythica                                                  | Cyrrhus o Zeugma? | Khoros o Belkis?     | Siria               |
| 22                     | Legio VI Ferrata                                                   | Apamea            | Qalat al Madiq       | Siria               |
| 23                     | Legio X Fretensis                                                  | Laodicea          | Latakia              | Siria               |
| 24                     | Legio XII Fulminata                                                | Raphaneae         |                      | Siria               |
| 25, 26 e 27            | Legio XXII Deiotariana, Legio III Cyrenaica e Legio XV Apollinaris | Nicopolis         | Alessandria d'Egitto | Egitto              |
| 25 e 26                | vexill. Legio XXII Deiotariana e Legio III Cyrenaica               | Coptos e Thebae   | Qift e Al Uqsur      | Egitto              |
| 28 e 29                | Legio III Augusta e Legio I Macriana liberatrix                    | Ammaedara         | Haidra               | Africa proconsolare |
| 30                     | Legio VII Gemina                                                   | Legio             | León                 | Hispania            |
| 31                     | Legio X Gemina                                                     | Petavonium        | Rosinos de Vidriales | Hispania            |

## Economia
Augusto fu costretto a riorganizzare l'intera amministrazione finanziaria dello Stato romano. Il gigantesco apparato imperiale comportava costi crescenti. Egli aveva diviso l'Impero in province senatorie i cui tributi finivano nell'erario (l'antica cassa dello Stato), a sostenere le spese correnti di quell'istituzione, ed in province imperiali, le cui entrare alimentavano il fiscus, la cassa privata dell'imperatore, cui toccavano gli oneri più gravosi, rappresentati dall'esercito, dalla burocrazia e dalle sovvenzioni alla plebe urbana (distribuzioni di frumento o denaro, congiaria) per evitare rivolte.
Sotto i successori di Augusto si ingenerò confusione tra erario e fisco, a tutto vantaggio di quest'ultimo. Inoltre, per l'esercito era prevista una cassa apposita, l'erario militare (aerarium militare), in cui si accantonavano i fondi per il pagamento dell'indennità ai soldati congedati (veterani).
Sempre Augusto fu costretto ad assegnare un salario (salaria) per il servizio pubblico per tutti i rappresentanti del senato, per poi estenderlo gradualmente anche alle magistrature ordinarie. La magistratura di tipo repubblicano fu retribuita con indennizzi e cibaria, piuttosto che con salaria. Costituì inoltre il fiscus (ovvero la cassa delle entrate dell'imperatore), accanto al vecchio aerarium, che rimase la cassa principale (affidata dal 23 a.C. a due pretori, non più a due questori), ma Augusto fu autorizzato ad attingere da esso le somme necessarie per tutte le funzioni amministrative e militari. L'imperatore, di fatto, poteva dirigere la politica economica di tutto l'impero e assicurarsi che le risorse fossero equamente distribuite in modo che le popolazioni sottomesse potessero considerare il governo di Roma una benedizione, non una condanna.

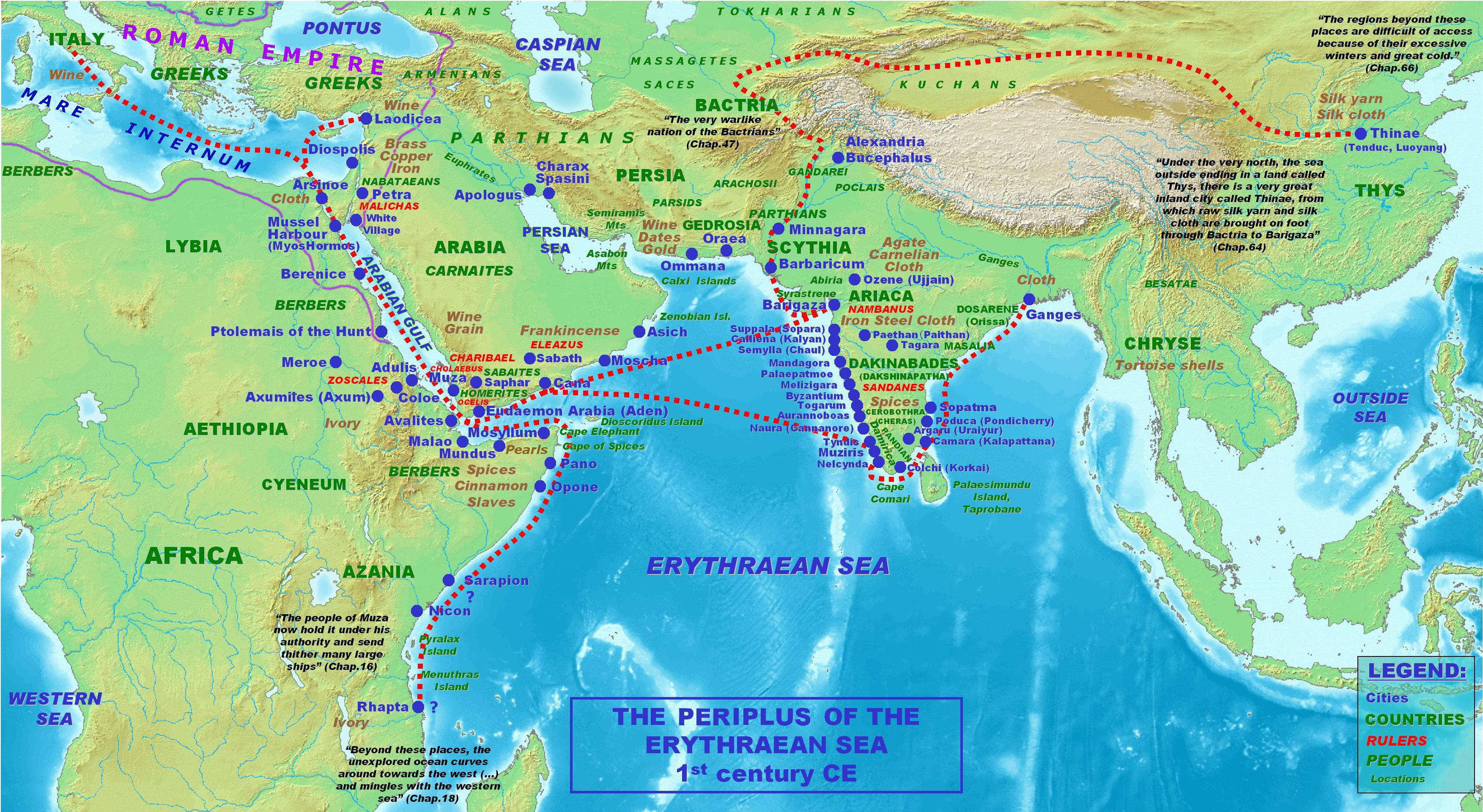
Commercio romano con l'India secondo il Periplus maris erythraei, I secolo

Promosse, inoltre, la rinascita economica, del commercio e dell'industria attraverso l'unificazione dell'area mediterranea, debellando completamente la pirateria e migliorando la sicurezza lungo le frontiere e internamente alle Province. Creò una fitta rete stradale con un ottimo livello di manutenzione, istituendo numerosi curatores viarum per la manutenzione delle strade in Italia e nelle Province; nuovi porti commerciali e nuove attrezzature portuali come moli, banchine, fari; finanziò l'escavazione di canali e nuove esplorazioni (a volte anche militari oltreché commerciali) in terre lontane come l'Etiopia, la penisola arabica (fino all'attuale Yemen), le terre dei Garamanti, dei Germani del fiume Elba e l'India. In questa maniera restaurò la pax romana in tutto l'impero.
Il costo dell'esercito, costituito principalmente dal salario ed una gratifica finale di congedo a tutti i soldati dell'esercito imperiale (sia ai legionari che agli ausiliari), fu aggravato dall'usanza, da Claudio in poi, di gratificare i soldati con un donativo (donativum) per assicurarsene la fedeltà al momento dell'ascesa al trono e in situazioni delicate. Se aggiungiamo alle spese necessarie e inevitabili gli sprechi nella gestione della corte, si capisce come lo stato delle finanze fosse in genere alquanto precario. La decisione di Augusto di consolidare l'Impero, assicurandogli confini naturalmente sicuri e compattezza interna, invece che di estendere le frontiere, dipese anche dal fatto che l'imperatore si era reso conto che le risorse erano limitate e non in grado di sostenere eccessivi sforzi espansionistici.. Le spese militari costituivano quindi il 75% ca. del bilancio totale statale, in quanto poca era la spesa "sociale", mentre tutto il resto era utilizzato in progetti di prestigiose costruzioni a Roma e nelle province; a ciò si aggiungeva un sussidio in grano per coloro che risultavano disoccupati, oltre ad aiuti al proletariato di Roma (congiaria) e sussidi alle famiglie italiche (simile ai moderni assegni familiari) per incoraggiarle a generare più figli. Augusto istituì questa politica, distribuendo 250 denari per ogni bambino nato.
Nell'Urbe all'inizio dell'epoca imperiale abitavano, infatti, centinaia di migliaia di ex contadini e piccoli proprietari terrieri che avevano finito per abbandonare le proprie terre a causa del prolungato servizio nelle legioni, che aveva impedito loro di continuare a lavorare con profitto i piccoli appezzamenti di terreno che possedevano. Tale moltitudine di persone era diventata, ormai, una massa di manovra dei capi politici più ambiziosi, che cercavano di ottenerne il favore o di mitigarne il risentimento attraverso le pubbliche elargizioni di grano (panem). Al tempo del proprio splendore Roma, popolata da circa un milione di persone (di cui un terzo erano schiavi), giunse ad importare fino a 3,5 milioni di quintali di frumento ogni anno, per l'epoca quantità astronomica: almeno tra le 200 e le 300 000 persone vivevano grazie alle distribuzioni gratuite di frumento (ed in un secondo tempo, di pane, olio di oliva, vino e carne di maiale), quindi, calcolando le famiglie degli aventi diritto, si può sostenere che tra un terzo e la metà della popolazione dell'Urbe vivesse a carico dello Stato (la chiamavano la "plebe frumentaria"). La gestione del complesso dei servizi finalizzati al vettovagliamento di Roma era affidata a una magistratura apposita, la prefettura dell'annona, riservata a una persona di rango equestre, che era una delle cariche più importanti dell'amministrazione imperiale. L'immensa quantità di frumento importato da Roma proveniva da una pluralità di province: Sicilia, Sardegna, province asiatiche e africane, ma il perno dell'approvvigionamento era costituito dall'Egitto, che soddisfaceva oltre metà del fabbisogno. L'olio veniva, invece, fatto affluire dalla Betica (l'attuale Andalusia), mentre il vino dalla Gallia. Passati i secoli di splendore, Roma diventerà un peso sempre più opprimente per l'economia dell'Impero.
Si potrebbe sostenere che tutta l'organizzazione politica dell'Impero era modulata sulla duplice esigenza di rifornire di frumento la capitale e le legioni di stanza ai confini. Anche l'esercito permanente, infatti, rappresentava un incentivo importante per la produzione e la circolazione di beni: oltre ad assorbire gran parte del bilancio dell'Impero (come vedremo in seguito), con le sue esigenze e la capacità di spesa dei soldati attirava grandi quantità di derrate e manufatti dalle coste del Mediterraneo, dove si trovavano i maggiori centri di produzione, verso le frontiere.
Ancora Augusto, nel 23-15 a.C., riordinò il sistema monetario, fissando i cambi tra la moneta aurea (1/40 di libbra) equivalente a 25 denari d'argento e a 100 sesterzi di rame, che restò praticamente immutato per due secoli.
I successori non si discostarono molto dalla linea augustea. Alla lunga, la conclusione della politica espansionistica che fece mancare le usuali risorse del bottino di guerra, la diminuzione della moneta circolante (la produzione delle miniere era inferiore alla richiesta di metalli preziosi), la scarsità e quindi l'aumento del prezzo di mercato degli schiavi, resero le spese sempre più insostenibili, mentre la pressione fiscale si rivelava inefficace. Lo Stato conosceva un solo mezzo di intervento che non aumentava ulteriormente la pressione fiscale: la svalutazione della moneta, tramite la riduzione di peso delle monete (il primo ad operare in tal senso fu Nerone, al fine di poter meglio sostenere la sua personale politica di prestigio e di grandi spese). La conseguenza, evidente in tutta la sua drammaticità nel corso del Tardo Impero, sarà un'inflazione galoppante. L'aureo fu deprezzato da Nerone, passando nel tempo, poco a poco, da un peso teorico di 1/40 di libbra (epoca di Cesare) a 1/45 sotto Nerone, con una svalutazione dell'11%.
| Peso teorico degli Aurei: da Cesare alla riforma di Nerone (63-64) | Peso teorico degli Aurei: da Cesare alla riforma di Nerone (63-64) | Peso teorico degli Aurei: da Cesare alla riforma di Nerone (63-64) | Peso teorico degli Aurei: da Cesare alla riforma di Nerone (63-64) | Peso teorico degli Aurei: da Cesare alla riforma di Nerone (63-64) | Peso teorico degli Aurei: da Cesare alla riforma di Nerone (63-64) | Peso teorico degli Aurei: da Cesare alla riforma di Nerone (63-64) | Peso teorico degli Aurei: da Cesare alla riforma di Nerone (63-64) | Peso teorico degli Aurei: da Cesare alla riforma di Nerone (63-64) |
| Aureo                                                              | Cesare                                                             | Augusto                                                            | Augusto (post 2 a.C.)                                              | Tiberio                                                            | Caligola                                                           | Claudio                                                            | Nerone (ante 64)                                                   | Nerone (post 64)                                                   |
| ------------------------------------------------------------------ | ------------------------------------------------------------------ | ------------------------------------------------------------------ | ------------------------------------------------------------------ | ------------------------------------------------------------------ | ------------------------------------------------------------------ | ------------------------------------------------------------------ | ------------------------------------------------------------------ | ------------------------------------------------------------------ |
| Peso teorico: in libbre (=327,168 grammi)                          | 1/40                                                               | 1/41                                                               | 1/42                                                               | 1/42                                                               | 1/42                                                               | 1/42                                                               | 1/43                                                               | 1/45                                                               |
| Peso teorico: in grammi                                            | 8.179 grammi                                                       | 7.980 grammi                                                       | 7.790 grammi                                                       | 7.790 grammi                                                       | 7.790 grammi                                                       | 7.790 grammi                                                       | 7.609 grammi                                                       | 7.270 grammi                                                       |

Riguardo invece al denario sappiamo che, sotto Cesare ed Augusto, aveva un peso teorico di circa 1/84 di libbra, ridotto da Tiberio ad 1/85, fino a quando Nerone lo svalutò fino ad 1/96 (pari ad una riduzione del peso della lega del 12,5%). Contemporaneamente, oltre alla riduzione del suo peso, vi era anche una riduzione del tuo titolo (% di argento presente nella lega), che passò dal 97-98% al 93,5% (per una riduzione complessiva del solo argento del 16,5% ca).
| Peso teorico dei Denari: da Cesare alla riforma di Nerone (63-64) | Peso teorico dei Denari: da Cesare alla riforma di Nerone (63-64) | Peso teorico dei Denari: da Cesare alla riforma di Nerone (63-64) | Peso teorico dei Denari: da Cesare alla riforma di Nerone (63-64) | Peso teorico dei Denari: da Cesare alla riforma di Nerone (63-64) | Peso teorico dei Denari: da Cesare alla riforma di Nerone (63-64) | Peso teorico dei Denari: da Cesare alla riforma di Nerone (63-64) | Peso teorico dei Denari: da Cesare alla riforma di Nerone (63-64) | Peso teorico dei Denari: da Cesare alla riforma di Nerone (63-64) |
| Denario                                                           | Cesare                                                            | Augusto                                                           | Augusto (post 2 a.C.)                                             | Tiberio                                                           | Caligola                                                          | Claudio                                                           | Nerone (ante 64)                                                  | Nerone (post 64)                                                  |
| ----------------------------------------------------------------- | ----------------------------------------------------------------- | ----------------------------------------------------------------- | ----------------------------------------------------------------- | ----------------------------------------------------------------- | ----------------------------------------------------------------- | ----------------------------------------------------------------- | ----------------------------------------------------------------- | ----------------------------------------------------------------- |
| Peso teorico (della lega): in libbre (=327,168 grammi)            | 1/84                                                              | 1/84                                                              | 1/84                                                              | 1/85                                                              | 1/85                                                              | 1/85                                                              | 1/89                                                              | 1/96                                                              |
| Peso teorico (della lega): in grammi                              | 3.895 grammi                                                      | 3.895 grammi                                                      | 3.895 grammi                                                      | 3.849 grammi                                                      | 3.849 grammi                                                      | 3.849 grammi                                                      | 3.676 grammi                                                      | 3.408 grammi                                                      |
| % del titolo di solo argento:                                     | 98%                                                               | 97%                                                               | 97%                                                               | 97%                                                               | 97%                                                               | 97%                                                               | 97%                                                               | 93,5%                                                             |
| Peso teorico (argento): in grammi                                 | 3,817 grammi                                                      | 3,778 grammi                                                      | 3,778 grammi                                                      | 3,734 grammi                                                      | 3,734 grammi                                                      | 3,734 grammi                                                      | 3,566 grammi                                                      | 3,186 grammi                                                      |

## Cultura
Ad uno sforzo politico senza precedenti, Augusto affiancò l'elaborazione in tutti i campi di una nuova cultura, di impronta classicistica, che fondesse gli elementi tradizionali in nuove forme consone ai tempi.

### Letteratura latina
In campo letterario la rielaborazione del mito delle origini di Roma e la prefigurazione di una nuova età dell'oro trovarono voce in Virgilio, Orazio, Livio, Ovidio e Properzio, all'interno del circolo dei letterati raccolto attorno a Mecenate.
L'età di Augusto è considerata uno fra i più importanti e fiorenti periodi della storia della letteratura mondiale per numero di ingegni letterari, dove i principi programmatici e politici di Augusto erano appoggiati dalle stesse aspirazioni degli uomini di cultura del tempo. Del resto la politica a favore del primato dell'Italia sulle province, la rivalutazione delle antiche tradizioni, accanto a temi come la santità della famiglia, dei costumi, il ritorno alla terra e la missione pacificatrice e aggregante di Roma nei confronti degli altri popoli conquistati, furono temi cari anche ai letterati di quell'epoca.
Lo stesso Augusto fu un letterato dalle molteplici capacità: scrisse in prosa e in versi, dalle tragedie agli epigrammi fino alle opere storiche. Di lui ci rimane il resoconto della sua ascesa al potere (Res gestae divi Augusti), dove viene messo in evidenza il suo rifiuto di contrastare le regole tradizionali dello Stato repubblicano e di assumere poteri arbitrari in modo illegittimo.

### Urbanistica di Roma e opere pubbliche al tempo di Traiano ed Adriano

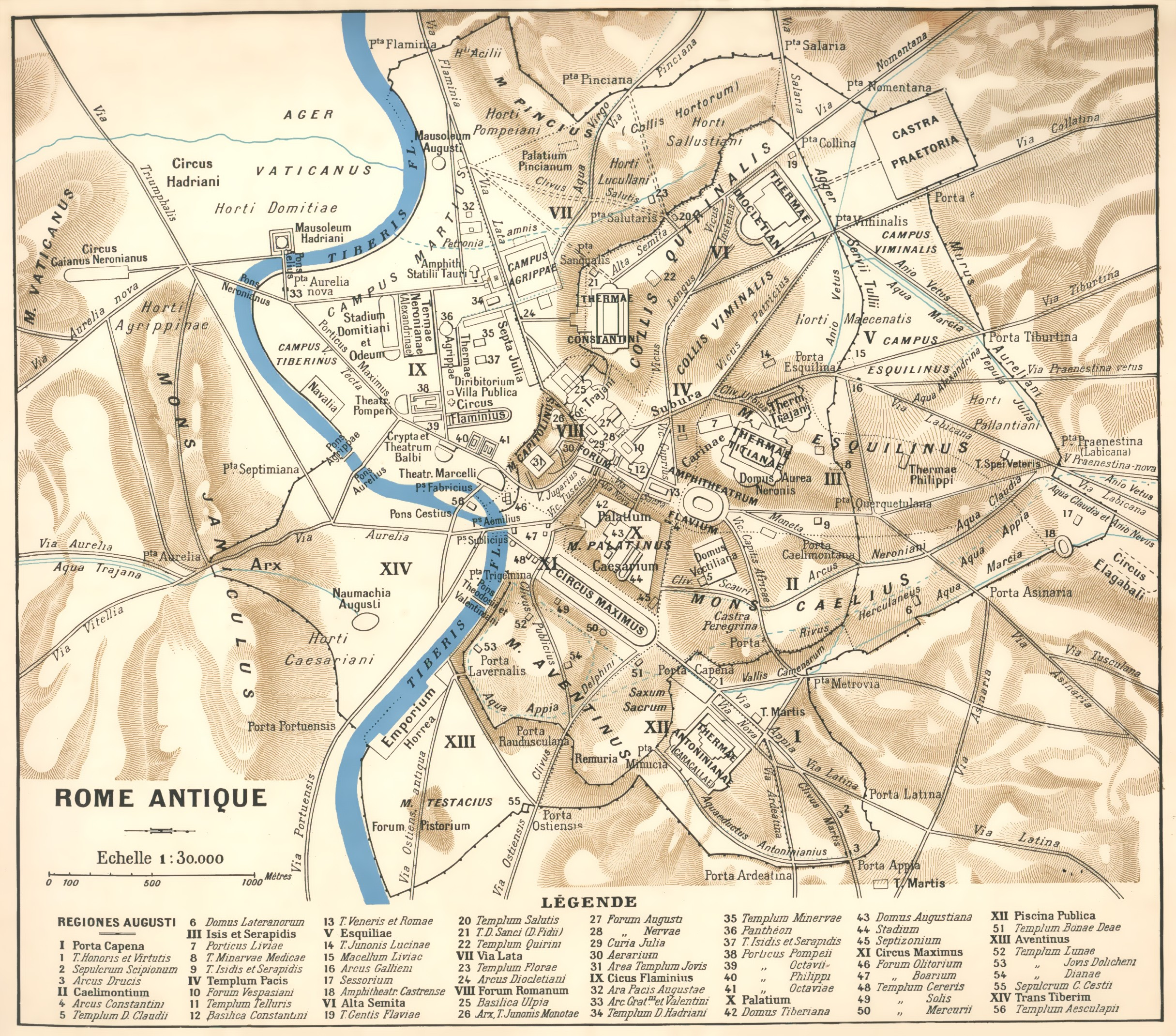
Mappa di Roma antica in epoca imperiale.

Il maggiore sviluppo urbanistico e monumentale si ebbe nell'età imperiale. Con Augusto la città, subì una radicale trasformazione urbanistica. Augusto si poteva vantare di aver trovata una Roma "di terracotta" e di averla lasciata "di marmo". In effetti fu in quest'epoca che Roma assunse l'aspetto simile a quello delle più importanti città ellenistiche. Roma che aveva ormai una popolazione di circa un milione di abitanti venne divisa in 14 regioni, i cui nomi tuttora si perpetuano nella forma contratta di "rioni". Furono inizialmente contrassegnate solo da un numero, ma successivamente ciascuna ebbe anche un suo nome, dato probabilmente dall'uso. Le regioni erano a loro volta suddivise in vici, ossia singoli quartieri. E sempre sotto Augusto venne istituito il corpo dei vigiles, con compiti di vigili del fuoco e polizia urbana, e vennero delimitate le rive e l'alveo del Tevere, con la creazione di nuovi acquedotti.
Si completarono alcuni degli interventi di Cesare e si avviarono nuovi grandi progetti urbanistici, che sebbene non avessero la grandiosità e la radicalità di quelli cesariani, si raccordarono direttamente a essi, a partire dalla costruzione di un nuovo Foro di Augusto e dalla regolarizzazione della piazza del Foro Romano con la costruzione del tempio del Divo Giulio e della basilica Giulia e il rifacimento della basilica Emilia. L'antica sede della vita politica cittadina diventava così una piazza monumentale acquistando il suo aspetto definitivo.
Con l'aiuto di Agrippa, suo amico e consigliere, Augusto si occupò anche della sistemazione del Campo Marzio, che si andò arricchendo di edifici pubblici e monumenti. Nella zona più periferica venne costruito il suo mausoleo al quale erano inoltre simbolicamente collegati un grande orologio solare, che usava un obelisco come gnomone, e l'Ara Pacis. Le Terme di Agrippa furono le prime terme pubbliche della città.
Nell'area del Circo Flaminio venne costruito il teatro dedicato al nipote Marcello, in prossimità del ricostruito Portico di Ottavia, dedicato in nome della sorella Ottavia, madre di Marcello, e del tempio di Apollo Sosiano. A queste opere va aggiunto un teatro, le biblioteche aperte al pubblico e il restauro o la costruzione di ben 82 santuari: Augusto affermò di aver trovato una città di mattoni e di lasciarla di marmo.

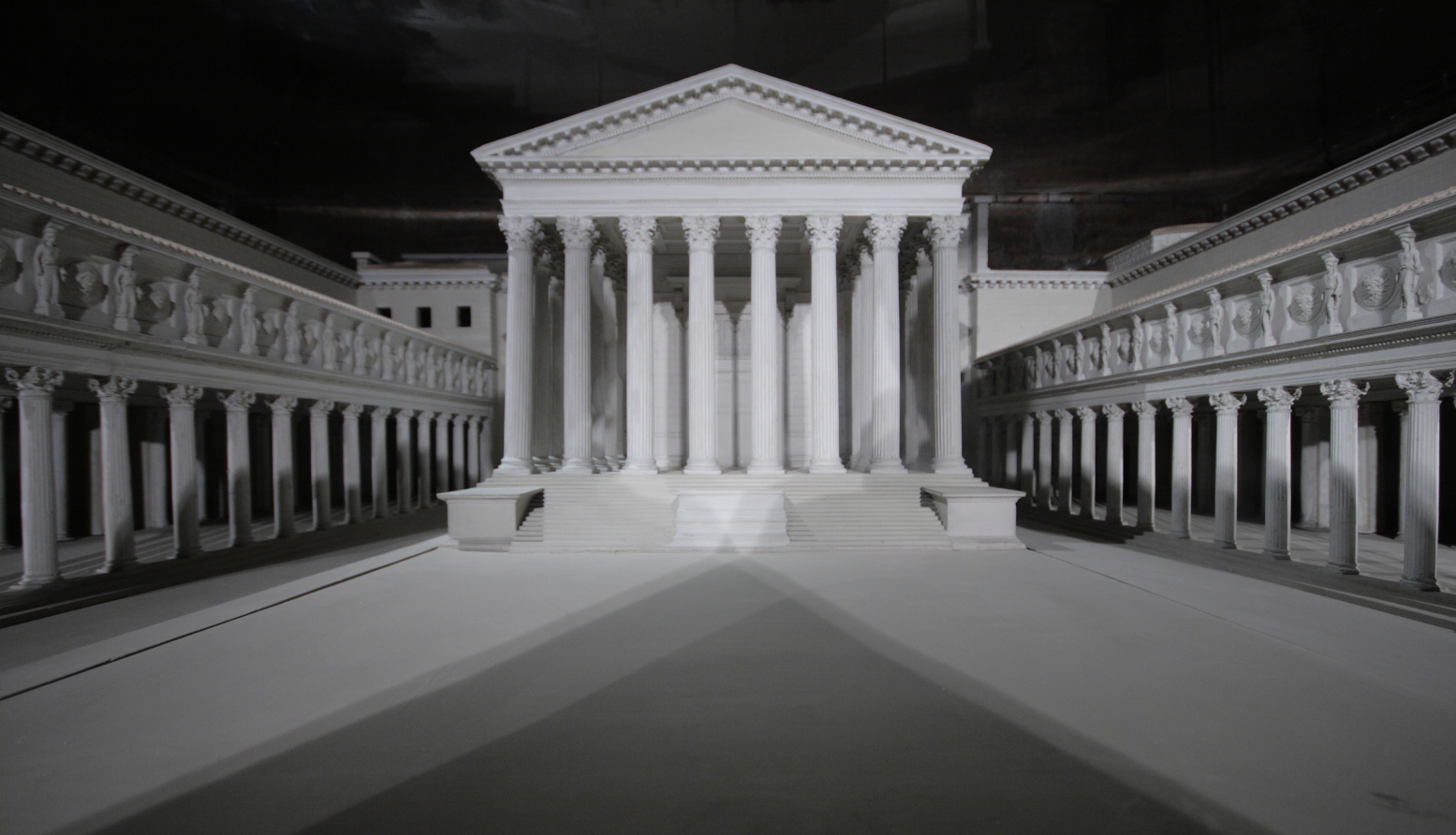
Modellino con ricostruzione ideale del foro di Augusto.

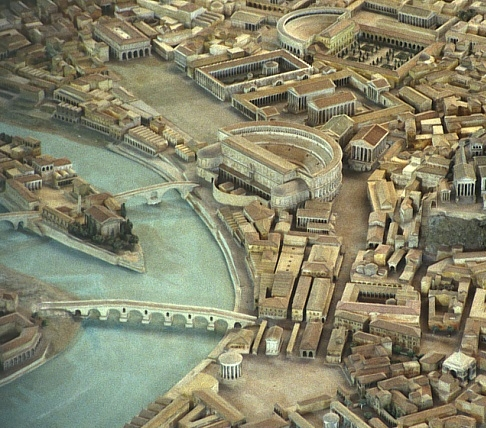
Modello di Roma, raffigurante in primo piano il teatro di Marcello e in secondo piano il teatro di Balbo con a fianco la Crypta Balbi.

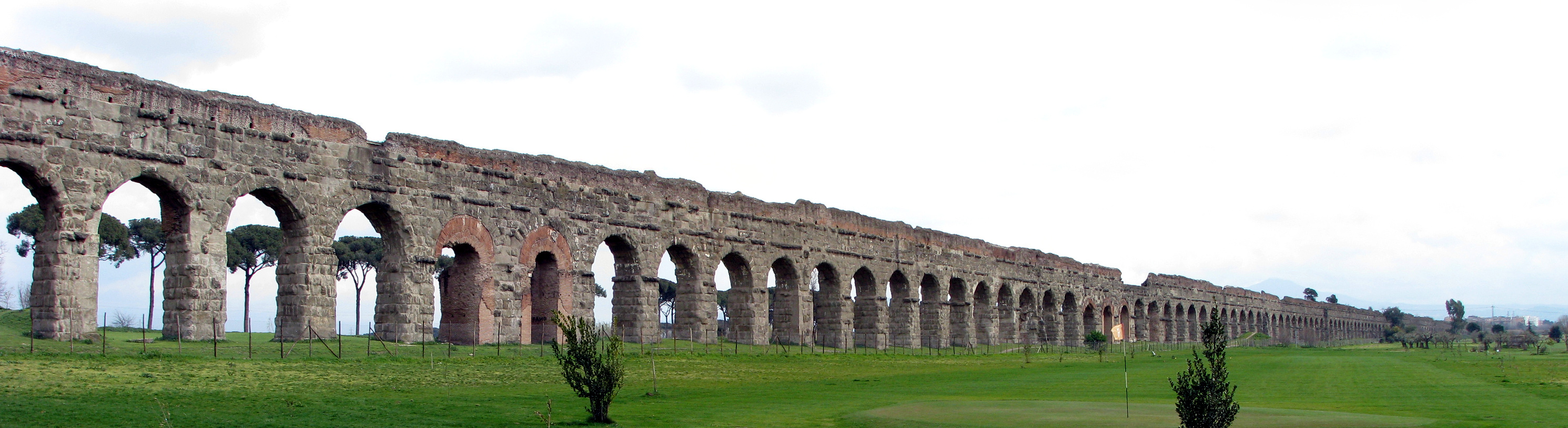
Parco degli Acquedotti: le arcuate di sostegno per il doppio condotto dell'Acquedotto Claudio (canale inferiore) e dell'Anio novus (canale superiore), nel cosiddetto Parco degli Acquedotti.

La monumentalizzazione della città proseguì sotto i successori di Augusto. Nel periodo successivo, infatti, si nota un irrobustirsi di tutti quegli edifici privi dell'influenza del tempio greco: archi trionfali, terme, anfiteatri o lo stesso mausoleo di Augusto a Roma. Nell'arco partico del Foro Romano, eretto da Augusto verso il 20 a.C. si vede la nascita dell'arco a tre fornici, anche se la suddivisione risponde a passaggio di due marciapiedi laterali, se le parti laterali non sono ancora unite in un unico complesso formale e vi si riscontrano elementi locali (l'arco centrale) e ellenistici (le edicole).
A questo periodo Risalgono a questo periodo i più spettacolari edifici per gli spettacoli come il teatro di Marcello (11 a.C.). Il gusto scenografico ellenistico venne assimilato dagli architetti romani e sviluppato ulteriormente, portando l'architettura a nuovi vertici in maniera più rilevante e precoce delle altre arti. Numerosi altri edifici furono poi costruiti o restaurati durante il suo principato: 
- la ristrutturazione della Curia (sede del senato) e del Tempio di Giove Ottimo Massimo sul Campidoglio;
- la costruzione di un nuovo foro accanto a quello di Gaio Giulio Cesare (il Foro di Augusto e il Tempio di Marte Ultore, inaugurato nel 2 a.C.), numerosi nuovi templi (come quelli dedicati ad Apollo e al padre adottivo, il Divo Giulio, oltre al Pantheon costruito tra il 27-25 a.C.), alle Terme di Agrippa agli acquedotti Aqua Julia (costruito da Marco Vipsanio Agrippa nel 33 a.C.), Aqua Virgo (del 19 a.C.) e Aqua Alsietina (del 2 a.C.), a un nuovo ponte sul Tevere fatto costruire da Agrippa;
- la ricostruzione della Basilica Giulia nel 12 d.C., ora ampliata dopo un incendio;
- il permesso di costruire il primo anfiteatro in pietra a Statilio Tauro oltre al Teatro di Balbo;
- i monumenti celebrativi come l'Ara Pacis (a fianco dell'immensa meridiana del campo Marzio, degli anni 10-9 a.C.), un Arco trionfale nel Foro romano, i rostri apposti nel Foro romano dopo la vittoria su Marco Antonio nella battaglia di Azio, un Mausoleo, due enormi obelischi egiziani;
- il tempio di Giove Tonante sul Campidoglio.

Tra il 20 e il 23, Tiberio, su consiglio del potente comandante (prefetto del pretorio) Seiano, decise di costruire i castra Praetoria, per radunarvi le nove coorti esistenti.
A Claudio si devono invece la costruzione dell'Aqua Claudia (iniziata dal suo predecessore Caligola nel 38) e dell'Acquedotto Anio novus, completati nel 52; la costruzione di un canale navigabile sul Tevere che terminava a Portus, il nuovo porto a Nord di Ostia, a circa tre km a nord. Il porto era costituito da due moli a forma di semicerchio, numerosi granai per l'approvvigionamento di merci provenienti da tutte le province romane e all'imboccatura era posto un faro che divenne il simbolo della città stessa. Per ospitare le navi fu scavato un gigantesco bacino rettangolare di circa 1000 per 700 metri, collegato al Tevere da due canali. Gli ingegneri di Claudio non considerarono con la dovuta attenzione il problema rappresentato dal deposito delle sabbie fluviali, e in breve il nuovo porto fu inagibile. Di questo fallimento fece tesoro Traiano che costruì nello stesso luogo un porto più efficiente che rimase in funzione per secoli.
Nel 64, sotto il regno di Nerone uno spaventoso incendio quasi rase al suolo l'intera città, distruggendo interamente tre delle zone augustee e danneggiandone gravemente sette, lasciandone integre solo quattro. Per favorire un'ordinata ricostruzione e impedire le condizioni che favorivano il diffondersi degli incendi, Nerone dettò nuove e lungimiranti regole edilizie, destinate a frenare gli eccessi della speculazione e tracciare un nuovo impianto urbanistico, sul quale è tuttora fondata la città. Venne così emanato un nuovo piano regolatore, attuato però solo in parte, come riporta Tacito, tramite la realizzazione di strade più larghe, affiancate da portici, senza pareti in comune tra gli edifici, di altezza limitata e con un uso quasi bandito di materiali infiammabili, sostituiti da pietra e mattoni. Vennero aperte nuove piazze, le strade divennero più ampie e fiancheggiate da portici, le abitazioni vennero ricostruite di altezza più limitata.
In seguito a questo incendio, Nerone recuperò una vasta area distrutta, facendo realizzare il faraonico complesso edilizio noto come Domus Aurea, la sua residenza personale, che giunse a comprendere il Palatino, le pendici dell'Esquilino (Oppio) e parte del Celio, per un'estensione di circa 2,5 km quadrati (250 ettari). E sempre in questa circostanza fu realizzato il cosiddetto colosso di Nerone, una gigantesca statua dell'imperatore in bronzo, alta 110 piedi secondo Plinio il Vecchio, 120 secondo Svetonio o 102 secondo il Cronografo del 354. Originariamente il colosso era situato nel vestibolo della Domus Aurea, in summa sacra via. Il successivo incendio della Domus Aurea danneggiò il monumento che fu restaurato da Vespasiano, il quale lo convertì in una rappresentazione del dio Sole.
Altri edifici pubblici neroniani furono costruiti: nel 62 fu eretto un nuovo complesso termale in Campo Marzio che copriva un'area di 190x120 metri, la cui pianta regolare e simmetrica fece da modello per tutti gli edifici termali futuri, inaugurando la tipologia di terme "imperiali"; un mercato alle pendici del Celio (Macellum Magnum).

Principali monumenti del periodo
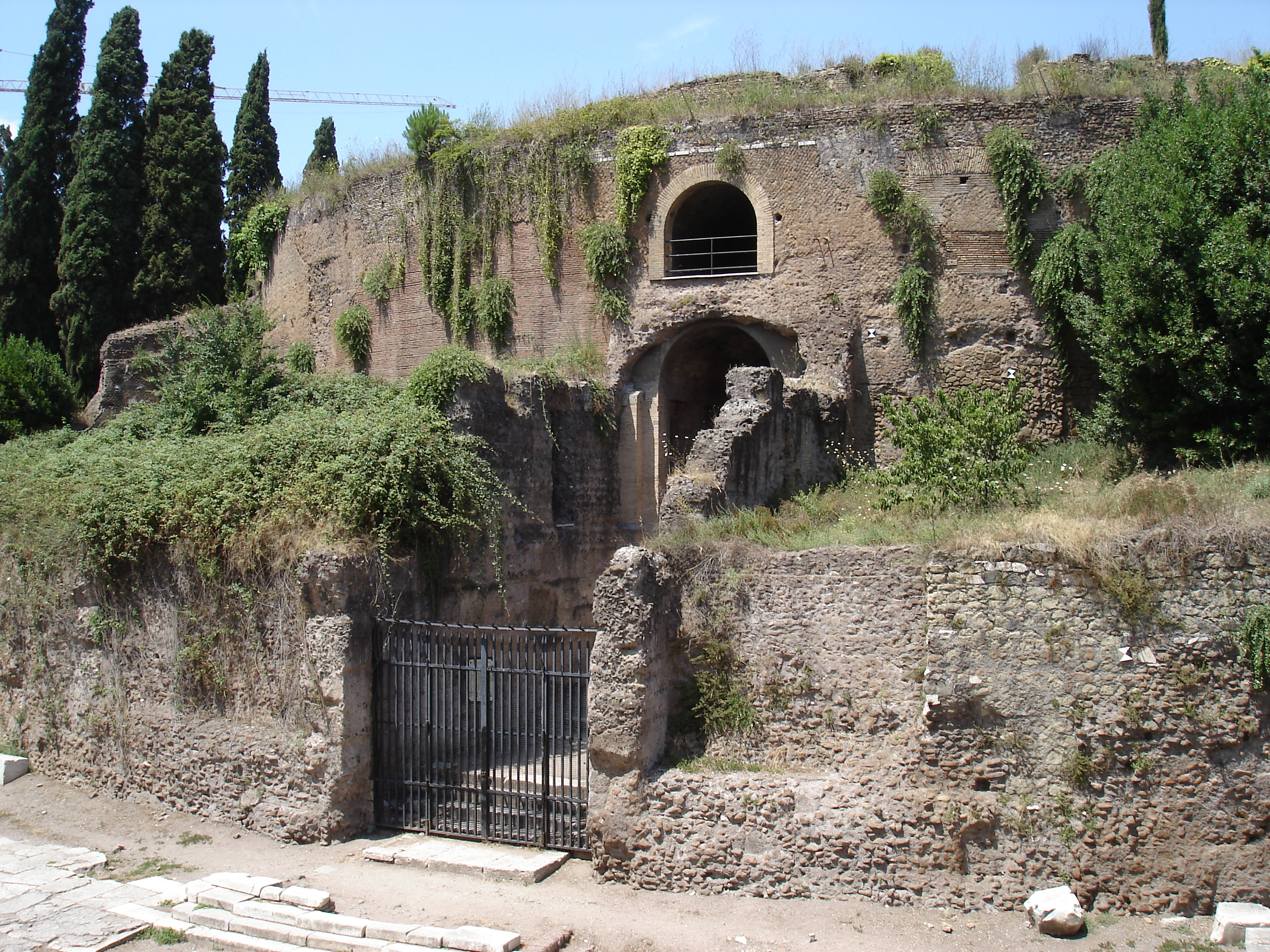
Il mausoleo di Augusto dove fu seppellito il primo imperatore romano e i personaggi appartenenti alla dinastia giulio-claudia (iniziato nel 29 a.C.).
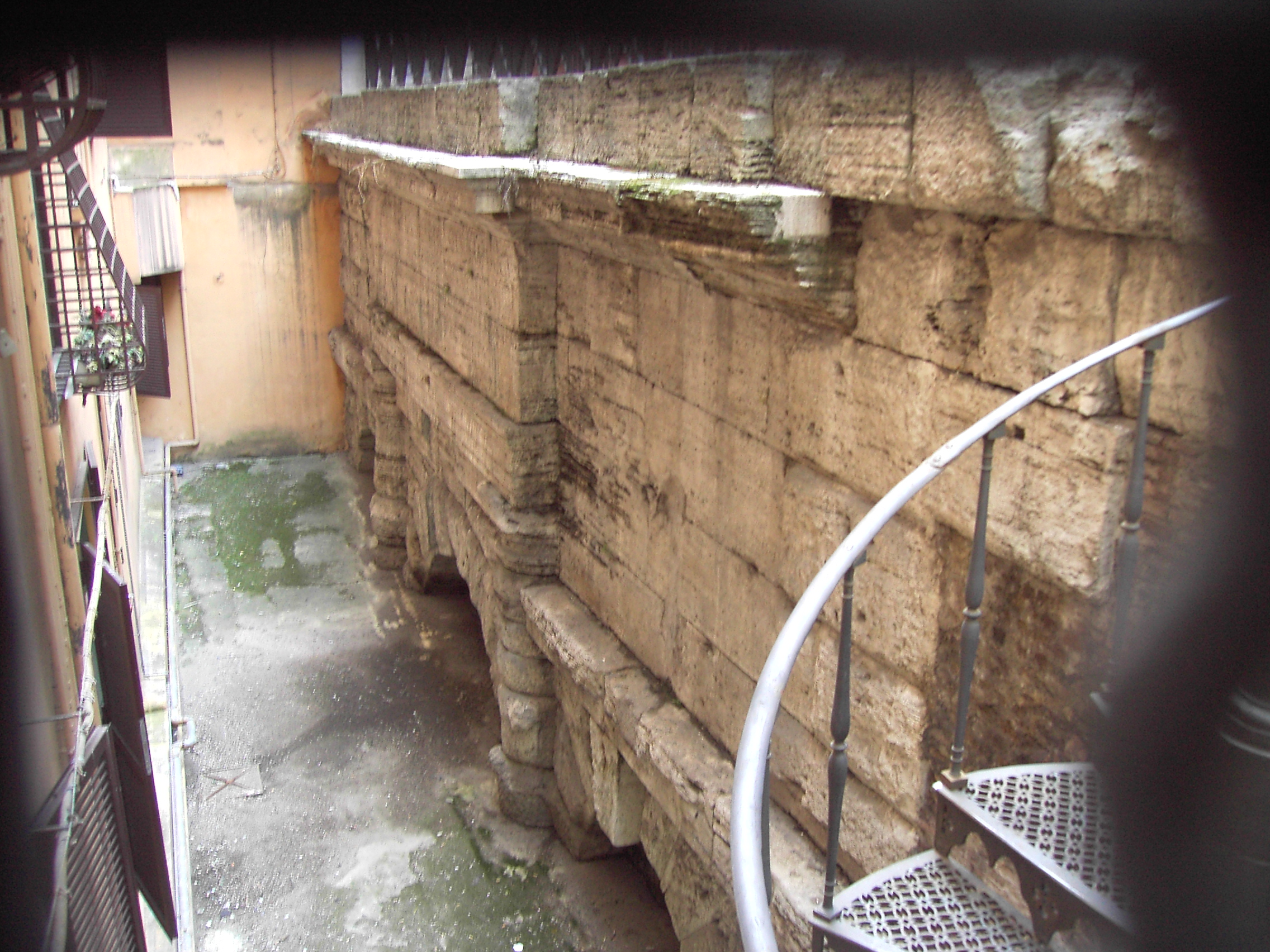
L'aqua Virgo fatta costruire da Augusto nel 19 a.C.
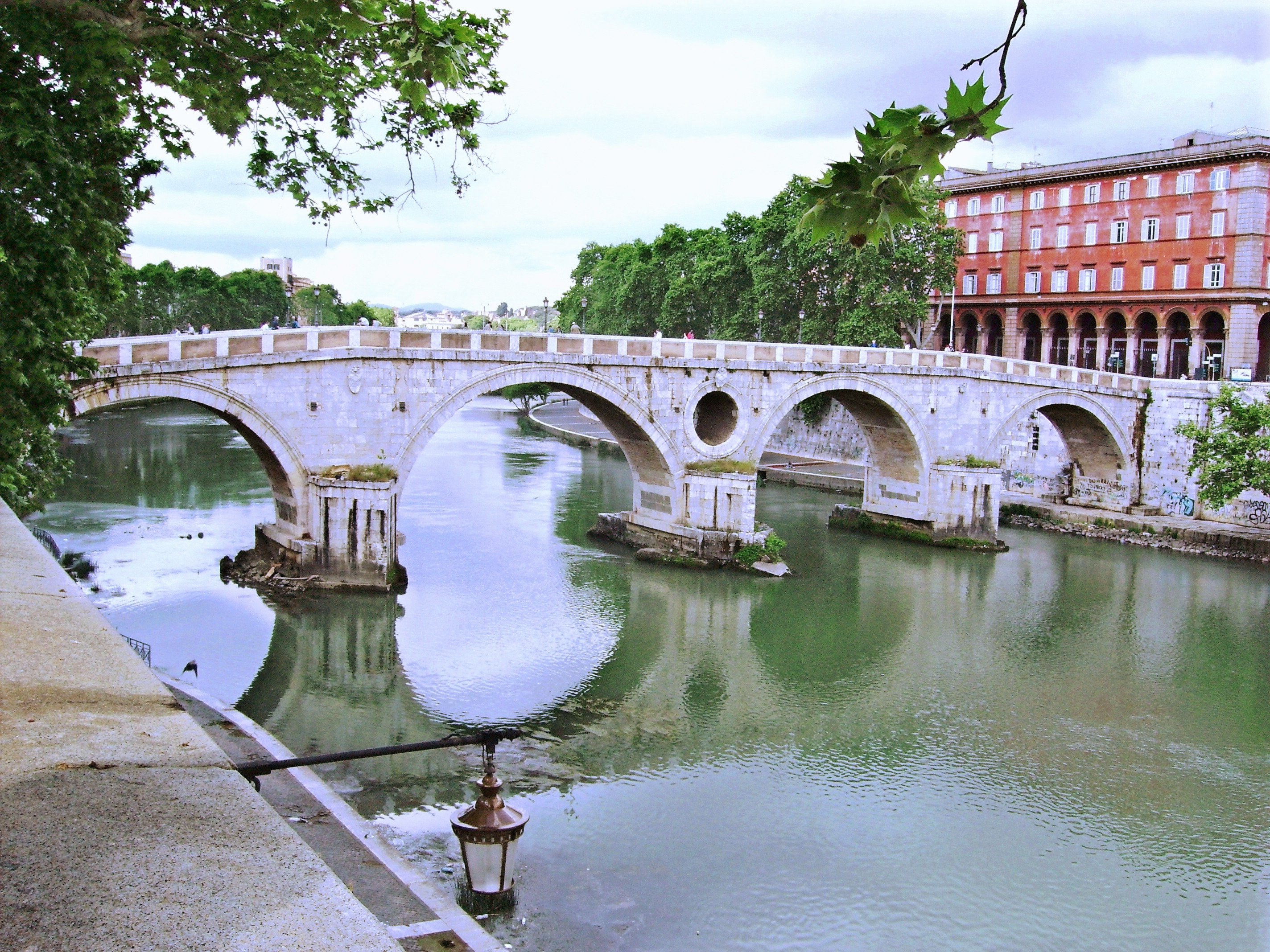
Il Ponte Sisto databile attorno al 12 a.C.
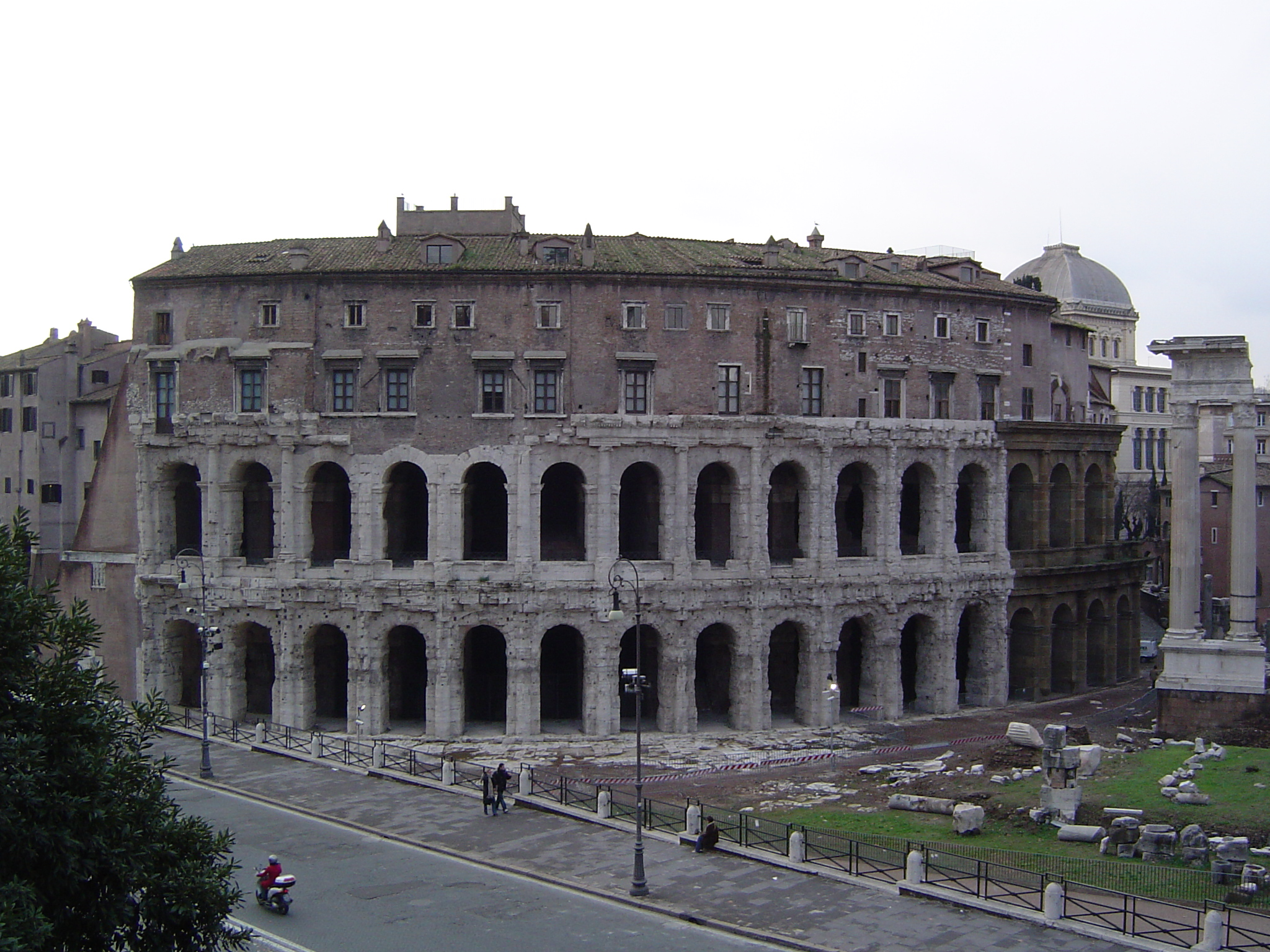
Teatro di Marcello dell'11 a.C.
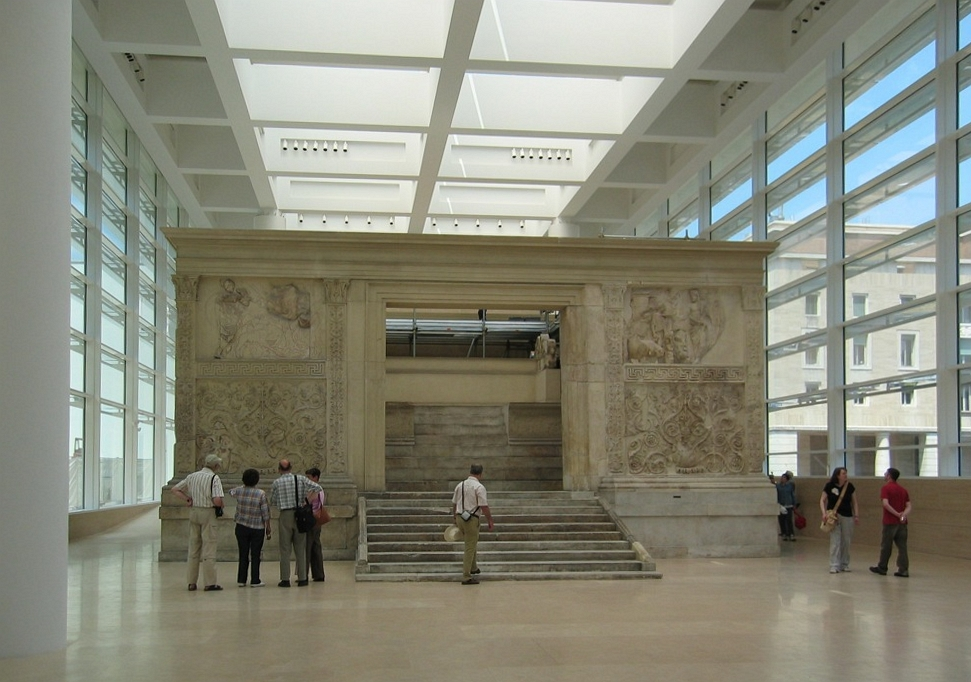
L'Ara Pacis di Augusto, consacrata il 30 gennaio del 9 a.C.
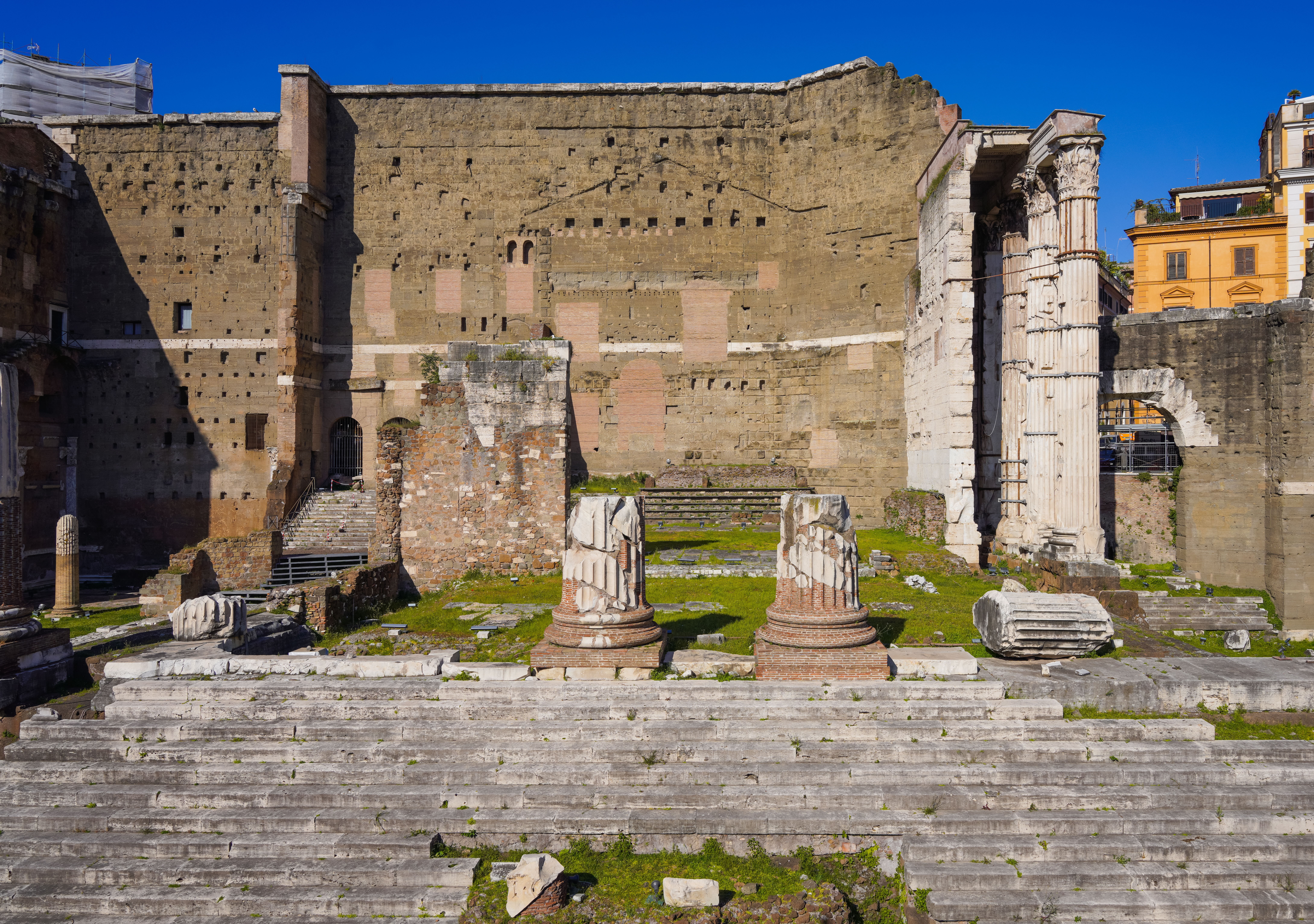
Il Foro di Augusto, inaugurato nel 2 a.C. con al centro il Tempio di Marte Ultore.
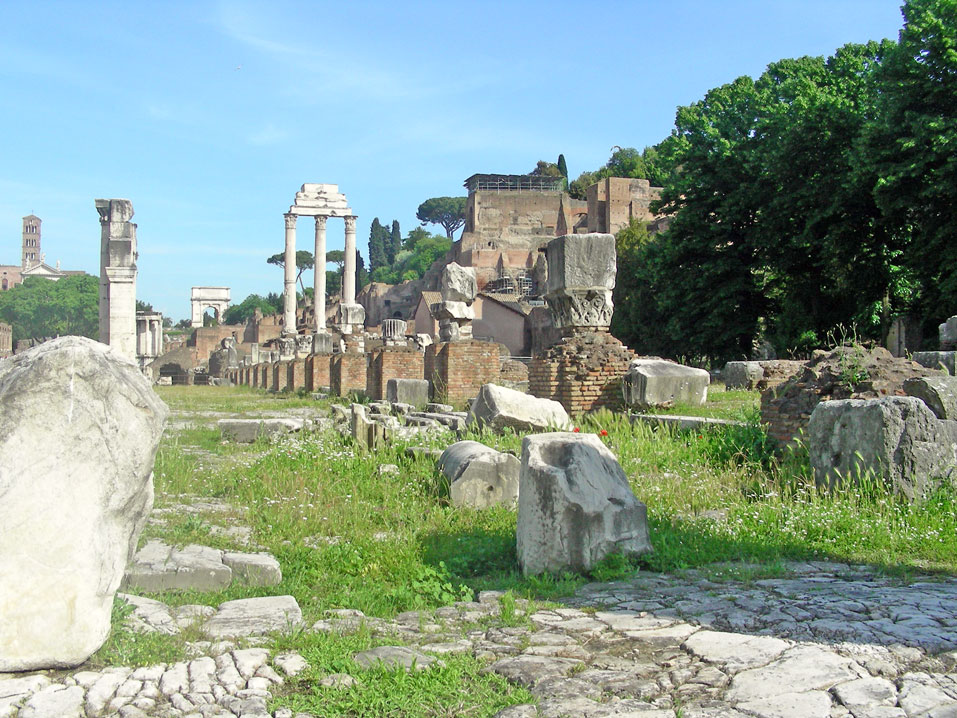
La Basilica Giulia rifatta interamente da Augusto nel 12 d.C..
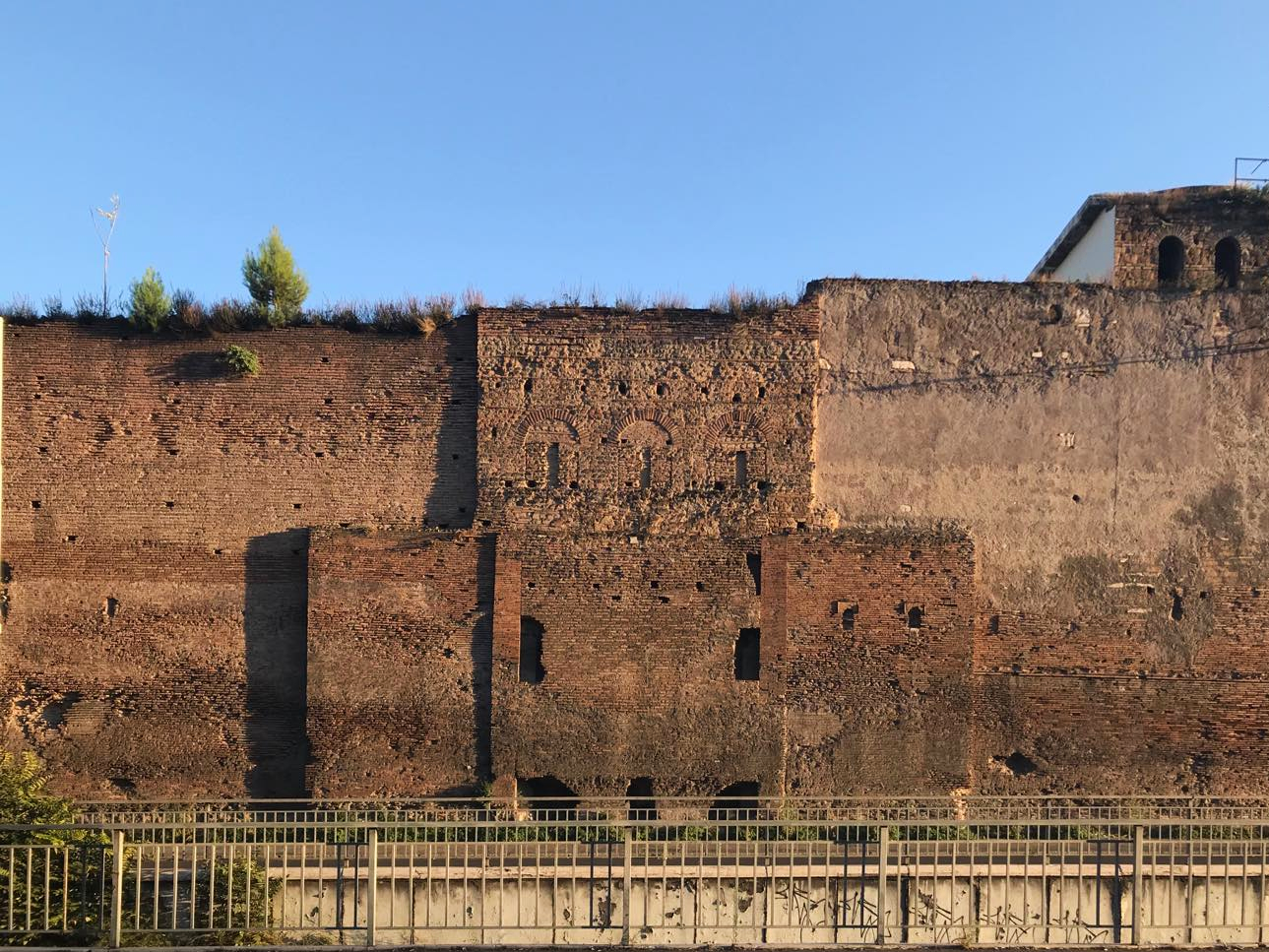
Resti della Porta Praetoriana nel muro di cinta dei castra Praetoria (costruiti tra il 20 e il 23 da Tiberio)
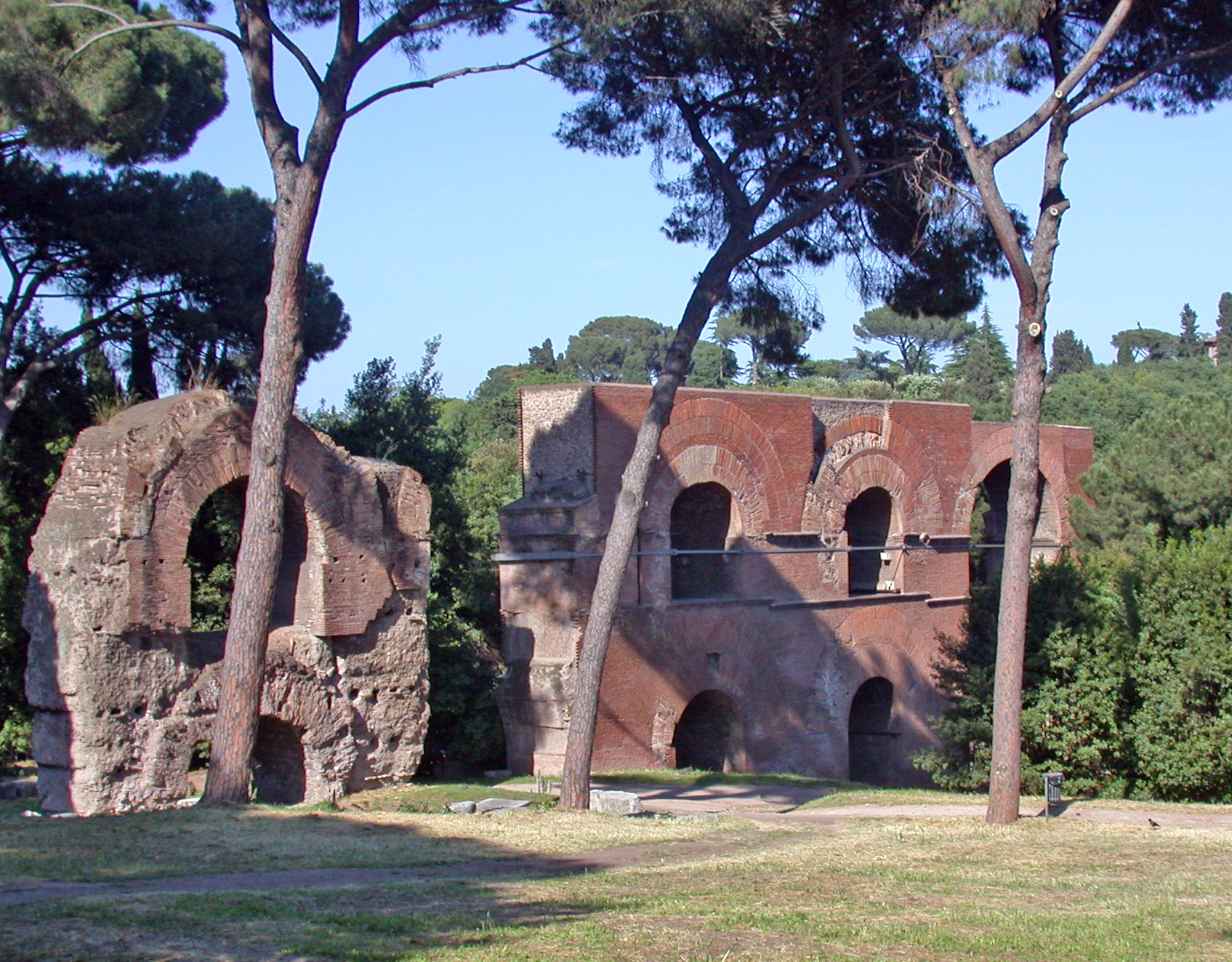
L'aqua Claudia.
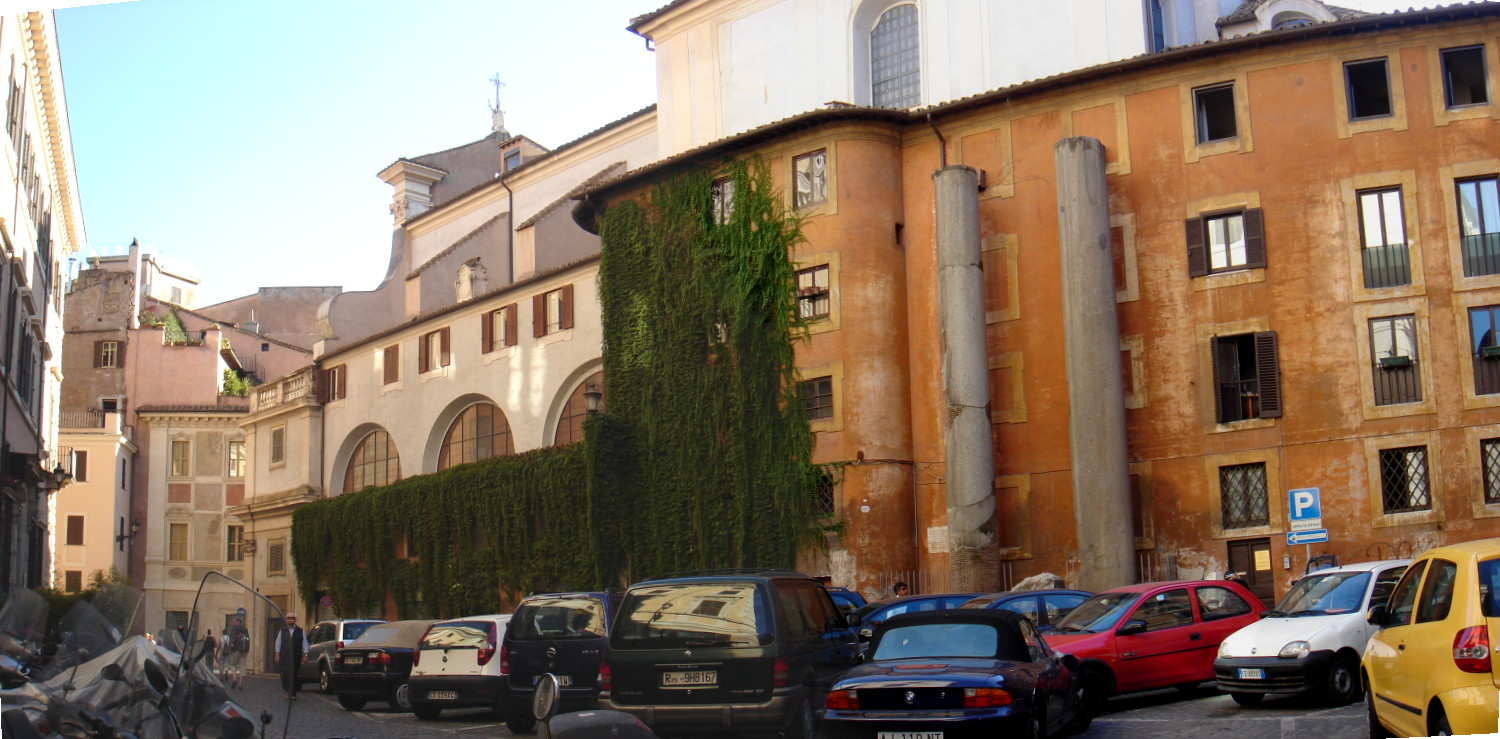
Resti delle terme di Nerone (del 62), oggi nel rione di Sant'Eustachio a Roma
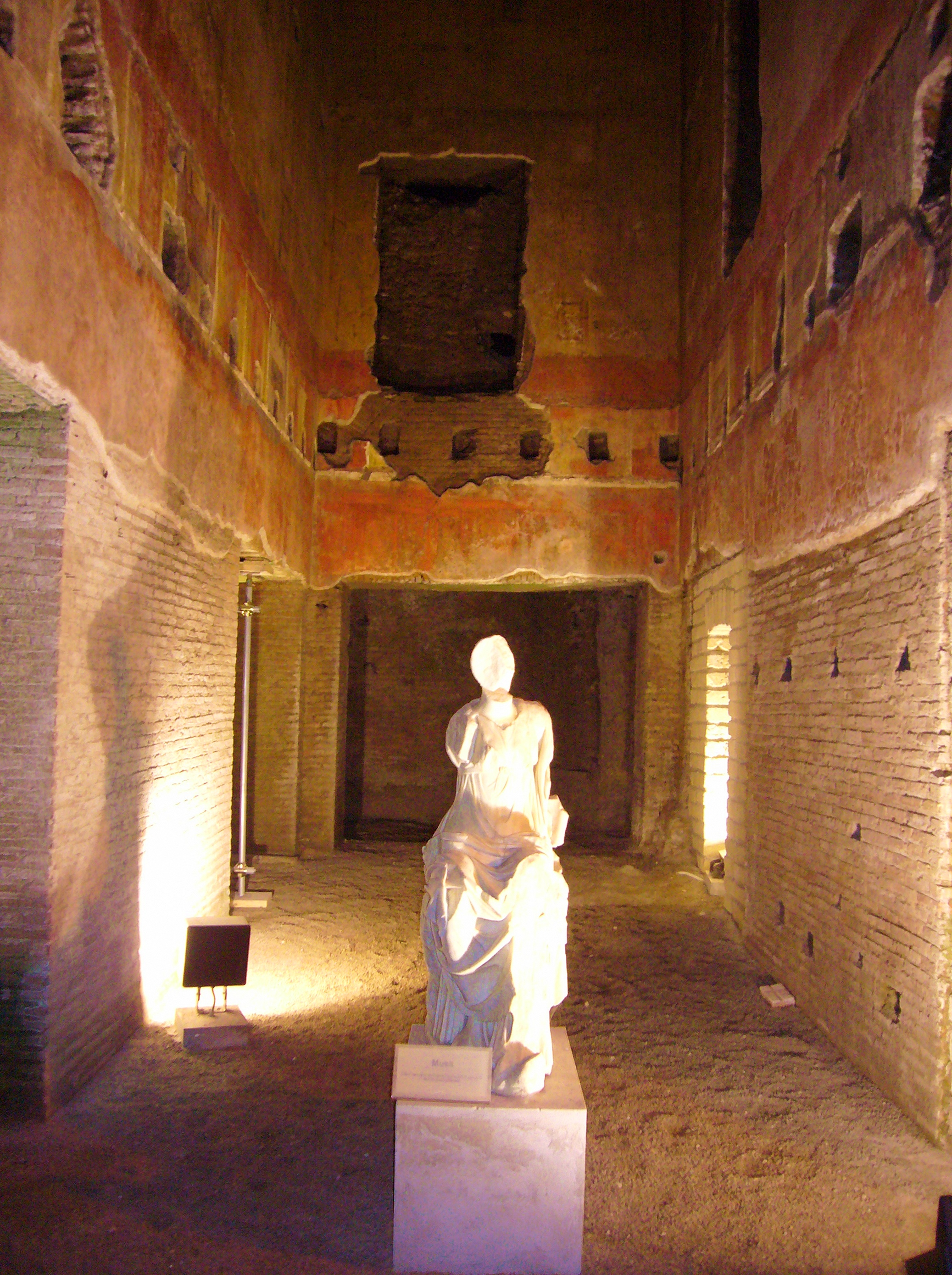
Interno della Domus Aurea (1) costruita dopo il 64.
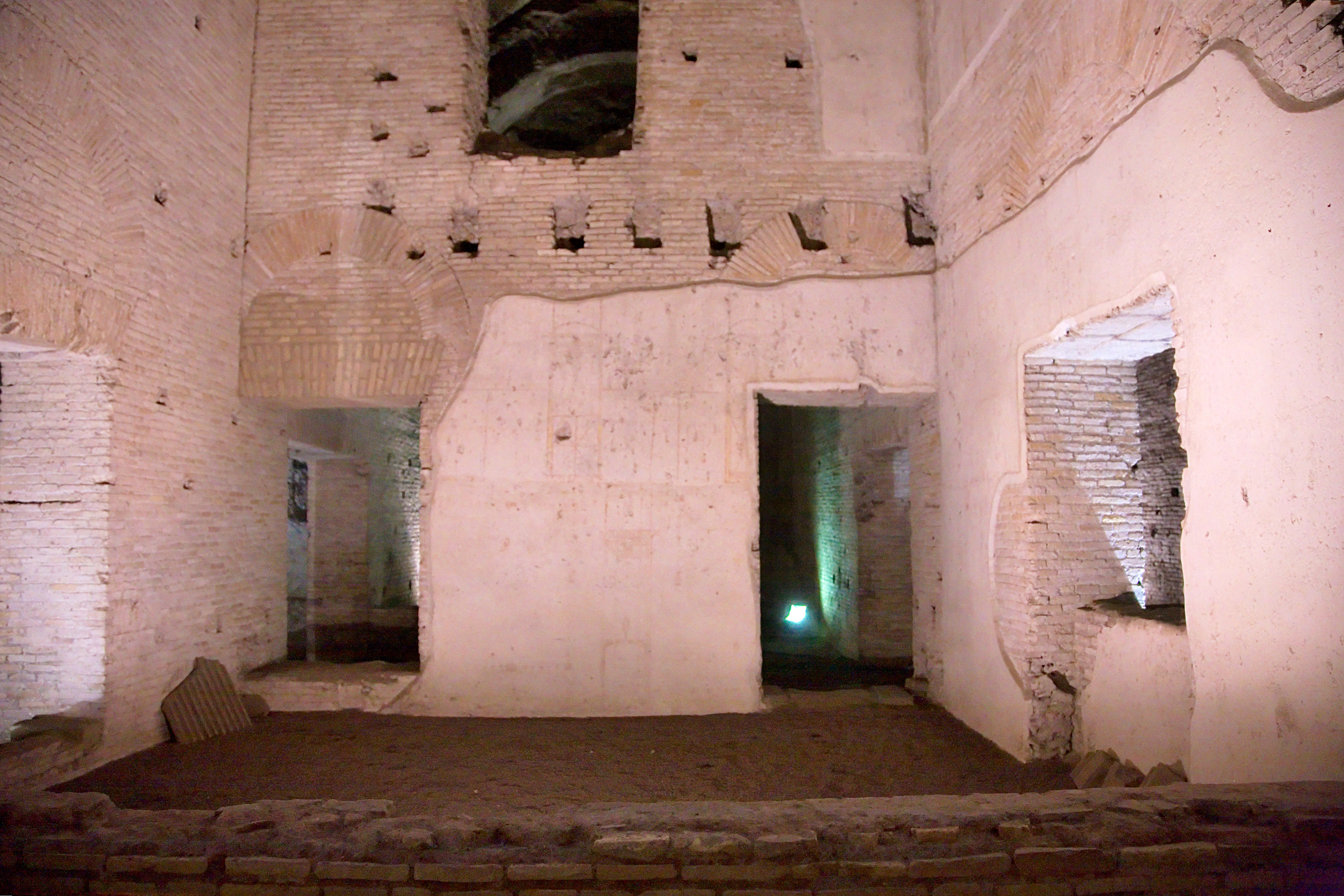
Interno della Domus Aurea (2).
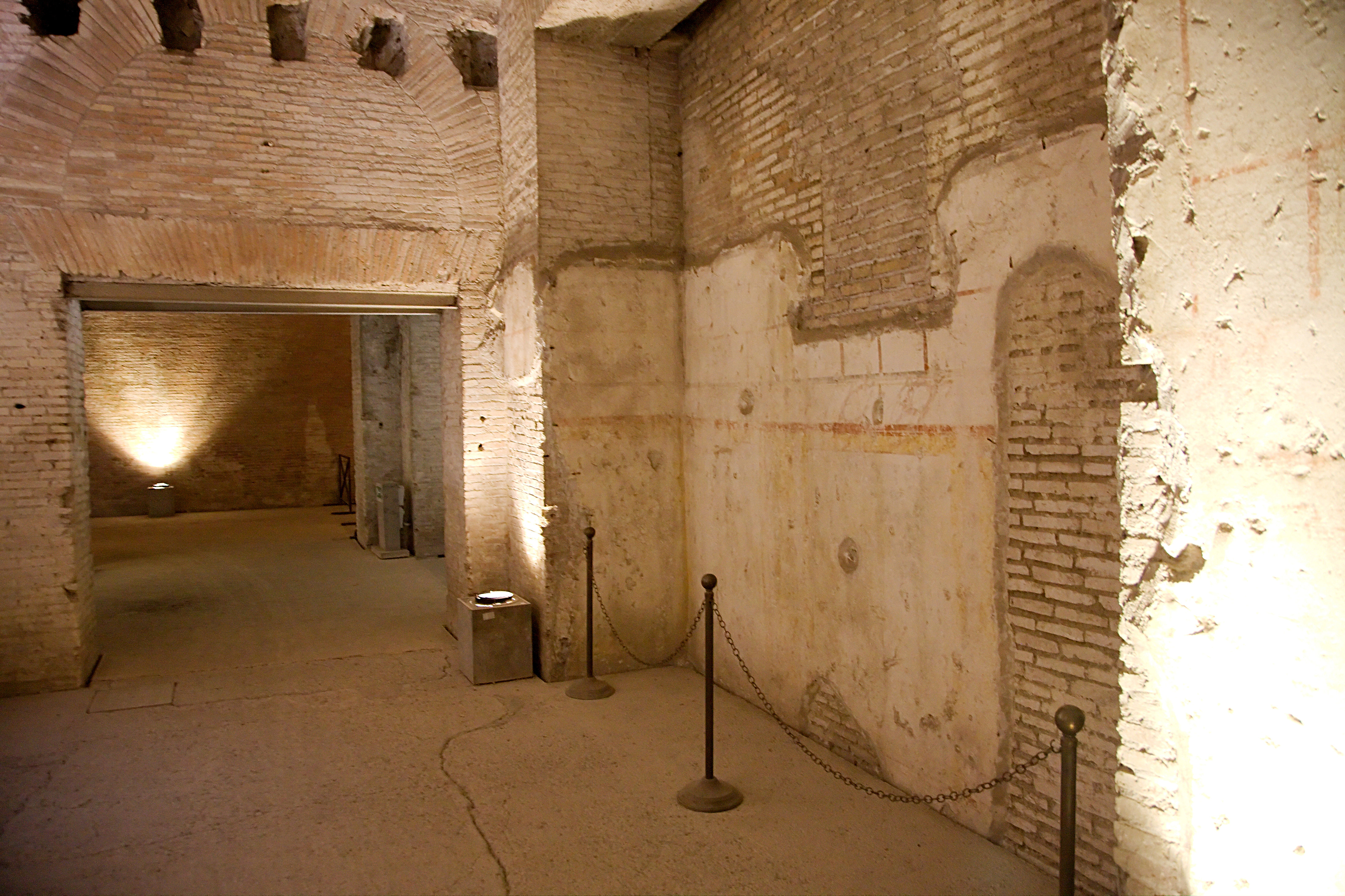
Interno della Domus Aurea (3).

### Arte

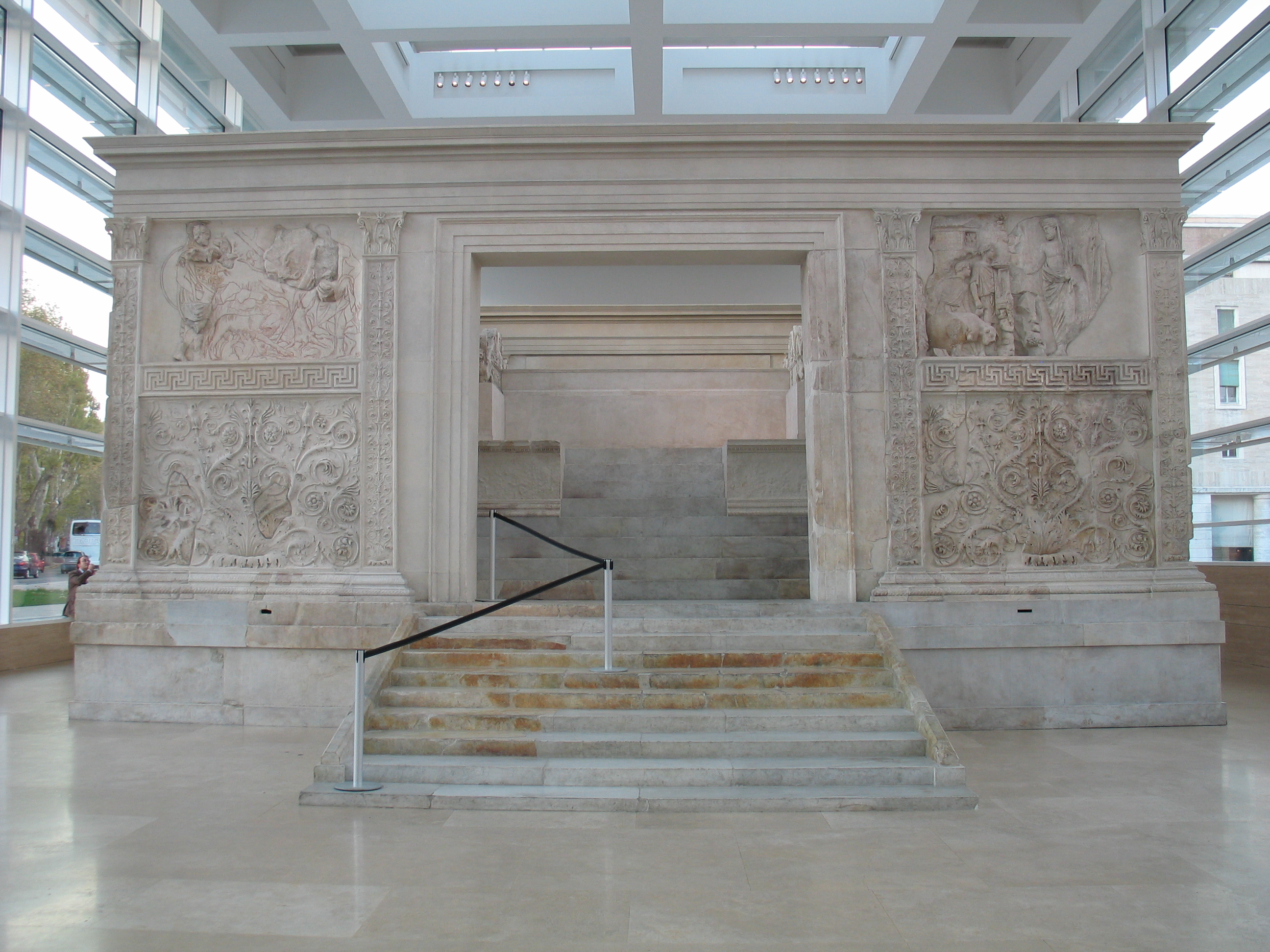
Ara Pacis

L'arte augustea e giulio-claudia si sviluppò verso un sereno "neoclassicismo", che rifletteva le mire politiche di Augusto e della pax, finalizzato a costruire un'immagine solida e idealizzata dell'impero. L'arte dell'età di Augusto è infatti caratterizzata dalla raffinatezza, dall'eleganza, adeguata alla sobrietà ed alla misura che Augusto aveva imposto a sé stesso e alla sua corte. Ciò significò, come hanno messo in luce gli studi della seconda metà del XX secolo, anche un'impronta accademica e un po' fredda, a causa della forte idealizzazione delle opere d'arte.
Durante il principato di Augusto ebbe inizio una radicale trasformazione urbanistica di Roma in senso monumentale. Anche nelle arti figurative si recuperò, in particolare, la scultura greca del V secolo a.C. (Fidia, Policleto..) della quale ci restano numerose opere, ma questo interesse per il passato influenzò anche l'architettura, l'artigianato prezioso e sicuramente (nonostante le esigue tracce), la pittura.
Opere emblematiche di quest'epoca sono l'Ara Pacis, l'Augusto di via Labicana (con il principe come pontefice massimo) e l'Augusto loricato, quest'ultimo rielaborato dal Doriforo di Policleto. L'uso di creare opere nello stile greco classico va sotto il nome di neoatticismo.

#### Arte provinciale
Il grande sviluppo del quale beneficiarono le province occidentali in questo periodo coincise con la nascita e lo stabilirsi dei caratteri dell'arte provinciale. L'arte delle province si basò sulla tradizione artistica dell'arte plebea, che già era diffusa tra il ceto medio italico, chiamato di solito a formare i nuclei delle nuove colonie dei veterani. A ciò vanno aggiunte alcune formule grafiche e stilistiche dell'arte ufficiale del periodo. Tra gli esempi più evidenti c'è quello della produzione nella colonia di Aquileia.
Opere molto diffuse in provincia erano le edicole funerarie decorate da rilievi, dove erano messi in risalto il grado sociale, le imprese e le prestazioni pubbliche del committente (come nel monumento funerario di Lusius Storax di Chieti), spesso un liberto giunto a qualche magistratura locale e al benessere economico. UI ritratti in queste opere sono quasi sempre "tipologici" (cioè generici, senza una reale ricerca fisiognomica individuale), per cui spesso è inutile cercare di datarli in base alle acconciature e le fogge degli abiti in voga nell'area urbana: ben oltre l'età augustea e giulio-claudia vennero ripetute acconciatura alla maniera di Livia o Agrippina, mentre gli uomini avevano un volto duro ispirato al ritratto romano repubblicano del vecchio patriziato. Una conferma letteraria è data anche nella descrizione del monumento che il ricco liberto Trimalchione vorrebbe farsi edificare nel Satyricon di Petronio.
Diversamente da quanto si potrebbe pensare, a parte qualche eccezione come la Gallia Narbonensis, l'apporto nell'arte provinciale di elementi derivanti dalle culture preesistenti fu un fenomeno piuttosto isolato, che si manifestava maggiormente nelle zone via via più periferiche dell'Impero.
A parte gli elementi più puramente imitativi dell'arte ufficiale, si riscontrano nell'arte provinciale due tendenze originali principali: 
1. la concezione delle figure scolpite per blocchi, con accentuazione delle masse in corrispondenza degli spigoli (concezione "cubistica", che era esistita anche nell'arte etrusca ed era poi scomparsa in epoca repubblicana)
2. la ricerca di una fresca soavità e gentilezza di espressione, del tutto estranea al freddo accademismo ufficiale, nonostante l'inevitabile sommarietà di esecuzione.